# SK Sturm Graz

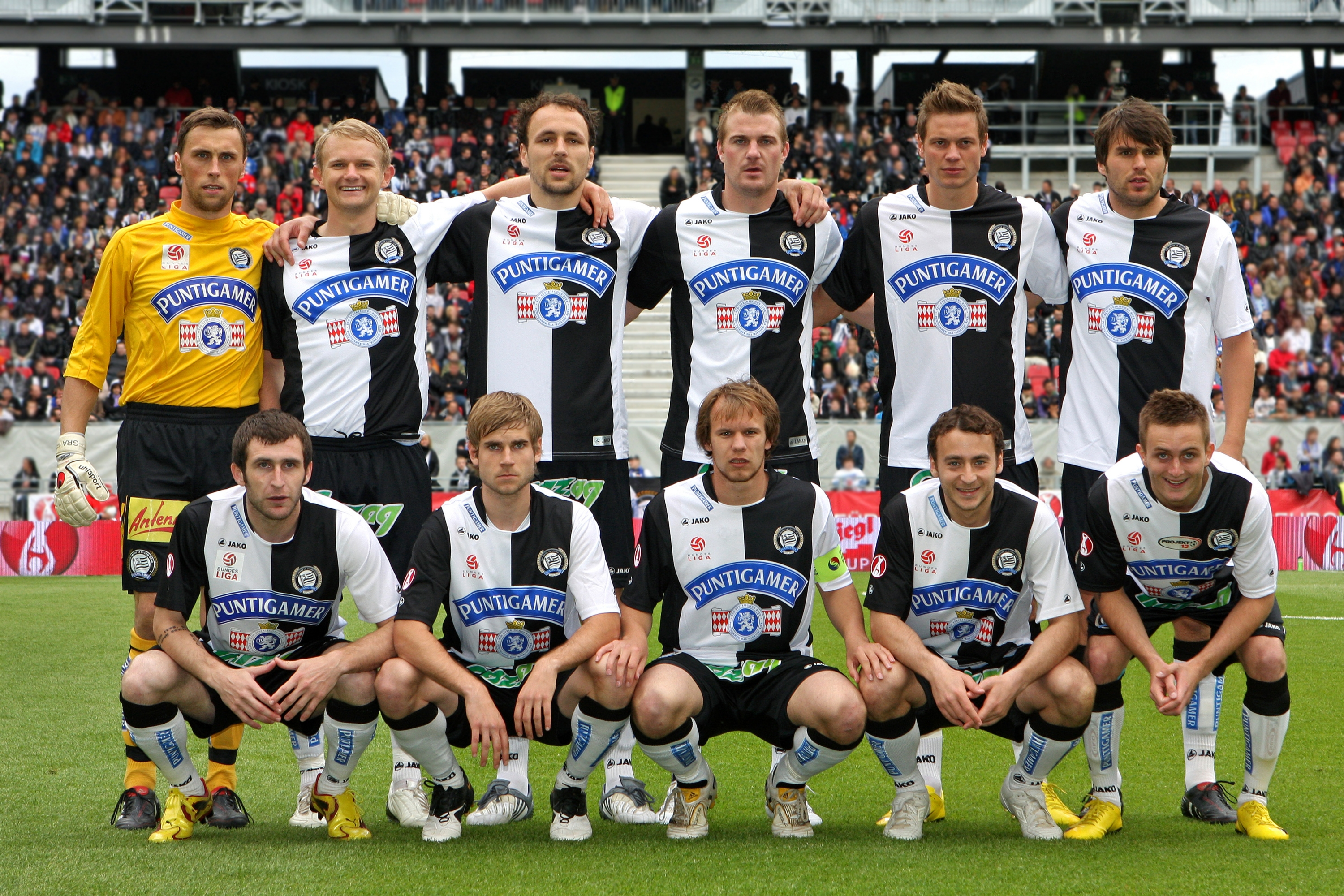
Cupsiegermannschaft 2010 des SK Sturm Graz

Der Sportklub Sturm Graz (durch ein Sponsoring offiziell Sportklub Puntigamer Sturm Graz), kurz SK Sturm Graz oder einfach nur Sturm Graz, ist ein Fußballverein aus der steirischen Landeshauptstadt Graz. Der Verein spielt in der erstklassigen österreichischen Bundesliga, die Amateurmannschaft in der 2. Liga, die Frauenmannschaft in der ÖFB Frauen-Bundesliga. Heimstätte des SK Sturm Graz ist seit 1997 die Merkur Arena im Bezirk Liebenau, die Amateure spielen im Trainingszentrum Messendorf. Die Vereinsfarben sind Schwarz-Weiß. Die Grazer Brauerei Puntigam ist seit 1996 Hauptsponsor des Klubs. Er gehört mit seinen 20.000 Mitgliedern zu den größeren Sportvereinen in Österreich.
Die statutenmäßige Gründung als Grazer Fußballclub „Sturm“ fand am 31. März 1912 um 10.00 Uhr im Hotel Goldene Birn statt, wobei die Gründungsmitglieder bereits seit 1. Mai 1909 den Spielbetrieb als lose Fußballmannschaft geführt hatten. Da ab Februar 1920 überdies unter anderem eine Leichtathletik- und Handballsektion geschaffen wurde, erfolgte im Jänner desselben Jahres die Umbenennung in Grazer Sportklub „Sturm“. Heute besteht nur mehr der ursprüngliche Fußballverein samt Amateurmannschaft und Jugend, der sich seit den 1950er-Jahren SK Sturm Graz nennt und meist nur mehr unter diesem Namen bekannt ist.
Größte Erfolge des Vereins sind der Gewinn der österreichischen Fußballmeisterschaft in den Saisonen 1997/98, 1998/99, 2010/11, 2023/24 und 2024/25. Internationale Bekanntheit erlangte der Klub vor allem durch die Teilnahmen an den Champions-League-Saisonen 1998/99, 1999/2000 und 2000/01, in der die zweite Gruppenphase erreicht werden konnte.
Der Profispielbetrieb ist in die SK Sturm Sportbetriebe GmbH ausgegliedert, deren einzige Gesellschafterin die SK Sturm sales & communication GmbH ist, die wiederum eine hundertprozentige Tochter der vereinseigenen SK Sturm Wirtschaftsbetriebe GmbH ist.

## Geschichte

### 1909–1918 – Anfangsjahre
| Saison | Liga                      | Platz | Tore | Punkte |
| --- | ------------------------- | ----- | ---- | ------ |
| 1912/13 | Meisterschaft des DAFV 1) | 1.    | 22:4 | 15     |
| 1913/14 | Meisterschaft des DAFV 1) | 1.    | 2)   | 2)     |
| 1) Meisterschaft des Deutsch-Alpenländischen Fußballverbandes der zweitklassigen Amateurvereine. 2) Keine Daten vorhanden |                           |       |      |        |

Der SK Sturm Graz wurde am 1. Mai 1909 im Gasthaus Schafzahl in der Grazer Pestalozzistraße als Grazer Fußballclub Sturm in unmittelbarer Nähe des Augartens gegründet. Der Legende nach soll jener Sturm, der am Gründungstag in Graz geherrscht haben soll, bei der Namensfindung des neuen Klubs Pate gestanden haben. Wahrscheinlich wurde der Name jedoch in Anlehnung an den damals renommierten tschechischen Klub DBC Sturm Prag gewählt, der am 18. und 19. April 1909 in Graz zu Gast war.
| Oberlehrer Probst   |
| Fritz Longin        |
| Karl Assmann        |
| Hans Schönbacher    |
| Franz Schönbacher   |
| Leopold Schönbacher |
| Gabriel Schönbacher |
| Karl Schönbacher    |
| Haar                |
| Fritz Weigl         |
| Franz Ott           |
| Richard Ott         |
| Hugo Weiß           |
| Fritz Klima         |
| Richard Sartory     |
| Franz Falland       |
| Fritz Sotana        |
| Albert Kämmerer     |
| Hans Kämmerer       |
| Rudolf Egger        |
| Fritz Friedrich     |
| Edy Pasch           |
| Arnold Schmidt      |
| Anton Smolnik       |
| Anton Weixl         |

Anfangs war Sturm eine kleine Gemeinschaft von Schülern zwischen 16 und 18 Jahren. Der damalige Gymnasiast und allererste „Präsident“ des SK Sturm, Karl Assmann, erinnerte sich 1934 in einer Festzeitschrift an den Gründungstag:

„Ein eigener Sportplatz war natürlich nicht vorhanden. Der Augarten war unser Kampffeld, das Schönbacher-Häuschen in der Neuholdaugasse unser Vereinsheim. Mit irdischen Gütern waren wir nicht gesegnet. Dafür aber besaßen wir eine ganz hemmungslose Sportbegeisterung, eine Freude an unseren Spielen und einen unbeugsamen Willen, als Fußballer weiterzukommen. Unter solchen wirklich nicht einfachen Verhältnissen kämpften wir uns durch die Jahre hindurch, bis ein uns Jungen gegenüber älterer Kamerad – der Philosoph Arnold Schmidt – unsere kampfeslustige Mannschaft in die Vereinsform goss.“

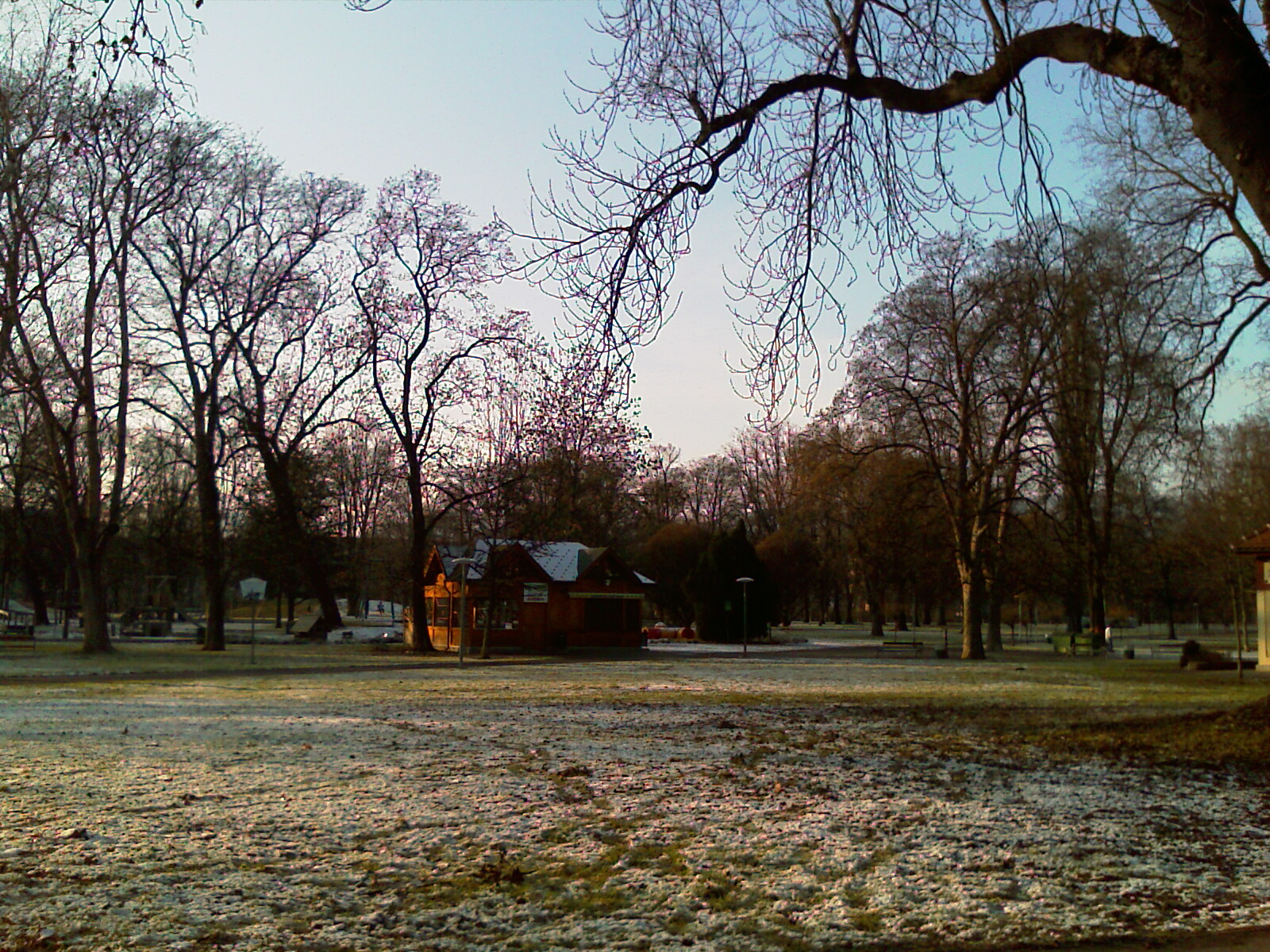
Der Grazer Augarten im Dezember 2008

Mit dem Einstieg von Arnold Schmidt, der bis dorthin Obmann der Grazer Sportvereinigung (GSV) war, kam erstmals ein Vereinsgeist auf, der, so Karl Assmann, aus jungen Sturm-Mannschaft den Grazer Fußballclub „Sturm“ schuf. Jene Versammlung, in der der Beitritt zum Deutsch-Alpenländischen Fußballverband, der Vorgänger des heutigen Steirischen Fußballverbandes, sowie die statutengerechte Vereinsgründung vorgenommen wurde, fand am 31. März 1912 auf Schmidts Initiative statt. Erster offizieller Obmann wurde Ing. Longin, erster Kapitän Franz Schönbacher, Arnold Schmidt wurde 1. Schriftführer, und der zu diesem Zeitpunkt studierende Assmann übernahm das Amt des 2. Schriftführers. Durch den Obmann der GSV konnte der Klub an Sonn- und Wochentagen auf dessen Platz trainieren, da noch kein eigener Sportplatz existierte.
Am 14. November 1909 fand bereits das erste, medial beachtete Spiel von Sturm statt, von dem tags darauf das Grazer Tagblatt von einer „überraschenden jungen Sturmmannschaft“ berichtete. Gegner war ein aus der zweiten und dritten Mannschaft kombiniertes GSV-Team; das Spiel endete mit einem 3:3-Unentschieden. Am 28. November 1909 verlor Sturm gegen GSV II mit 2:10.
Ab 1910 war der Platz der Sportvereinigung in der Fröhlichgasse die ständige Spielstätte von Sturm. Das erste Spiel gegen einen Nicht-Grazer Verein fand am Platz des 1902 gegründeten Grazer AK (GAK) in der Körösistraße statt. Gegner war Concordia Agram aus Zagreb, das damals noch Teil der österreichisch-ungarischen Monarchie war. Das hart umkämpfte Spiel gewann Sturm mit 2:1. Zahlreiche Partien, so gegen den GAK, Rapid Graz, den Klagenfurter AC oder Germania Graz, folgten.

Erstes Logo des Vereins: Die Sturm-Fahne:An leicht nach links geneigter Fahnenstange mit einer Leine gehisst rechts die vom Wind gewellte Fahne. Sie ist rechteckig und horizontal etwas länger als hoch. Horizontal verlaufen je vier schwarze und weiße Streifen, oben Beginn mit Schwarz. Links oben ein weißes quadratisches Feld mit den zwei aufrechten Buchstaben „ST“, das kleinere „T“ überkreuzend über das „S“ gelegt.

1912/13 fand die erste (Amateur-)Meisterschaft des Deutsch-Alpenländischen Fußballverbandes statt. Die Teilnehmer waren Rapid Graz, Sturm Graz, die Grazer SV, die Amateure Graz sowie der Deutsche SK. Sturm gewann diese Meisterschaft mit drei Punkten Vorsprung vor Rapid Graz. Auch in der Saison 1913/14 konnte Sturm diese Meisterschaft gewinnen.
1914, kurz vor Beginn des Ersten Weltkriegs, konnte die junge Sturm-Mannschaft gegen den GAK ein 0:0 erzielen und wurde mit der Zuerkennung der Erstklassigkeit belohnt. Der Österreichische Fußball-Verband (ÖFV) [heute der Österreichische Fußballbund (ÖFB)] forderte jedoch ein Spiel gegen einen Wiener Profi-Verein, damit die Erstklassigkeit offizielle Gültigkeit bekommen kann. Der Ausbruch des Krieges verhinderte die Austragung dieses Spiels, sodass Sturm zweitklassig blieb. Zahlreiche Sturm-Spieler mussten 1914 in den Krieg ziehen und fielen. Die Grazer waren dennoch einer der wenigen Vereine, die während des Krieges den Spielbetrieb aufrechterhalten konnten. Mitgründer Arthur Longin, der nicht im Kriegseinsatz war, organisierte mit zahlreichen anderen die Spiele.
Die Grazer SV zerbrach rasch nach Kriegsbeginn, Spieler der Sportvereinigung wechselten daraufhin zu Sturm. Jedoch fehlte dem SK Sturm bald eine Spielstätte, da der GSV-Platz kriegsbedingt unbespielbar wurde.

### 1919–1924 – Erste Heimstätte, Erstklassigkeit und Erfolg
| Saison                             | Liga            | Platz | Tore  | Punkte | Titel  |
| ---------------------------------- | --------------- | ----- | ----- | ------ | ------ |
| 1920/21                            | Steirische Liga | 1.    | 15:3  | 8      | (StAM) |
| 1921/22                            | Steirische Liga | 2.    | 23:5  | 10     |        |
| 1922/23                            | Steirische Liga | 1.    | 45:5  | 16     | (StAM) |
| 1923/24                            | Steirische Liga | 2.    | 86:12 | 28     |        |
| (StAM): Steirischer Amateurmeister |                 |       |       |        |        |

Kurz nach Kriegsende, zu Weihnachten 1918, sammelten sich die Schwarz-Weißen bereits im Sportcafé Berghaus an der Grazer Radetzkybrücke. 1919 hatte der damalige Sturm-Spieler Michael Höller jr. die Idee, jene Wiese an der Ecke Jakominigürtel/Klosterwiesgasse, die sein Vater von der Stadt Graz gepachtet hatte, als neuen Sturm-Platz zu nutzen. Er führte zusammen mit Anton Berghaus, Karl Schönbacher und Rudolf Jäger die Verhandlungen mit seinem Vater; schließlich stimmte Michael Höller sen. zu. Die Adaptierung zum Sportplatz wurde sofort mit finanzieller Unterstützung vom Österreichischen Fußball-Verband und vom Staatsamt für soziale Gesundheit in Angriff genommen. Der eigene Sturm-Platz, später besser bekannt als Gruabn, war geboren. Karl Assmann erinnerte sich an diese Zeit:

„Heute, wo wir unser Ziel von 1909 fast erreicht sehen, wo aus einer Schar Studentlein und anderer Jünger eine achtbare Sportgemeinde wurde, haben wir nur noch eine Aufgabe: Mitzuwirken, den Sportgedanken zu verbreitern. Wir alle sind der Überzeugung, dass durch Leibesübungen jeder Art unser hart geprüftes Volk imstande sein wird, diese schmachvolle Zeit zu überstehen. […] Das Geheimnis liegt nur in dem Wort Treue zu den Klubfarben Schwarz-Weiß!“

Am 20. April 1919 war mit Hakoah erstmals ein Wiener Verein zu Gast bei Sturm. Sturm verlor knapp mit 2:3, was zu damaligen Zeiten fast wie ein Sieg galt, da sich das Profifußballgeschehen zur damaligen Zeit in Wien abspielte. Tags darauf konnte die junge, ambitionierte Sturm-Elf die Wiener mit 1:0 besiegen. Am 20. Juli 1919 erklärte der Deutsch-Alpenländische Fußballverband Sturm endgültig im Frühjahr 1919 für erstklassig, der wahre Profibetrieb spielte sich jedoch im Wiener Fußballgeschehen ab.
Am 15. Februar 1920 fand die Jahreshauptversammlung in der Schwechater Bierhalle in der Grazer Herrengasse statt. Da neben der Fußballsektion mit der Kampfmannschaft, Reserve, Jugend und Schülern eine Handball- und Leichtathletiksektion (inklusive einer Frauenhandballgruppe) gegründet wurde, nannte sich der Verein von nun an Grazer Sportklub „Sturm“.
In der Saison 1920/21 wurde die erste reguläre Steirische Fußballmeisterschaft ausgetragen. Die Teilnehmer waren der GAK, Sturm und der Arbeiter Athletik Club (AAC). Die zweite Liga bestand aus den Amateuren, Hakoah Graz, Rapid Graz, Gösting und der GSV. Nach einem 1:0-Erfolg über den GAK stand Sturm als erster offizieller Steirischer Meister fest.
1921/22 konnte Sturm den GAK mit 3:2 besiegen, gegen SC Wacker Wien (2:2), den Wiener Associationfootball-Club (WAF) (1:1) und Germania Wien (2:0) blieb Sturm ebenfalls ungeschlagen. Im entscheidenden Spiel gegen den GAK im Frühjahr 1922 unterlagen die Schwarz-Weißen mit 0:2. Der GAK wurde Steirischer Meister, Sturm wurde Zweiter.
In der Saison 1922/23 gewann Sturm gleich vier Derbys gegen den GAK und wurde schlussendlich wieder Steirischer Meister. Eine bis heute anhaltende Rivalität entwickelte sich mit ebendiesem sieben Jahre älteren GAK, der, anders als Sturm, als „Nobelverein“ galt, was die Anreise zum Spiel gegen Sturm 1921 mit Fiakern beweisen sollte. Am 6. Juli 1923 gastierte der Wiener und österreichische Fußballmeister SK Rapid bei Sturm und überreichte dabei den Wimpel Dem steirischen Meister Sturm Graz in alter Freundschaft, Sportklub Rapid Wien. Sturm unterlag in diesem Spiel mit 1:3. Anfang 1923 wurde der ehemalige Nationalspieler Josef Haist als erster hauptamtlicher Trainer der Vereinsgeschichte engagiert.
1923/24 entschieden zwei Spiele (am 20. und 26. Juli 1924) zwischen Sturm und dem GAK die Streitfrage um den steirischen Meistertitel, da es immer wieder zu Ungereimtheiten durch unberechtigt eingesetzte Spieler kam. Der GAK siegte im ersten Spiel 3:0, das zweite Match endete mit einem 2:2-Unentschieden. Der GAK gewann dadurch die Meisterschaft. In Wien setzte sich die Profiliga durch, der Steirische Fußballverband, der aus dem Deutsch-Alpenländischen Fußballverband hervorging, blieb vorerst bei einer Liga auf Amateurebene. Ab sofort trug der Verband jedoch eine Jahresmeisterschaft aus. Im Herbst 1924 gewann Sturm den Grazer Messepokal vor Hakoah Graz, dem GAK und Kapfenberg.

### 1925–1929 – Die VAFÖ bringt die erste Krise
| Saison                                                                   | Liga                     | Platz | Tore  | Punkte | Titel  |
| ------------------------------------------------------------------------ | ------------------------ | ----- | ----- | ------ | ------ |
| 1925 1)                                                                  | Steirische Meisterschaft | 1.    | 70:11 | 23     | (StAM) |
| 1926 1)                                                                  | Steirische Meisterschaft | 2.    | 23:7  | 9      |        |
| 1927 1)                                                                  | Steirische Meisterschaft | 2.    | 35:14 | 15     |        |
| 1928 1)                                                                  | Steirische Meisterschaft | 2.    | 28:10 | 13     |        |
| 1928/29                                                                  | Steirische Meisterschaft | 2.    | 48:11 | 15     |        |
| 1929/30                                                                  | Steirische Meisterschaft | 3.    | 26:16 | 12     |        |
| 1) fand als Jahresmeisterschaft statt (StAM): Steirischer Amateurmeister |                          |       |       |        |        |

1925 gewann Sturm den (Jahres-)Meistertitel, der mit einem 4:2 gegen den GAK am 27. September 1925 schon vorzeitig erreicht werden konnte. 1926 holte Sturm seinen allerersten Legionär. Der technisch starke Ungar Strakovics wechselt aus Kaposvár nach Graz. Die Endtabelle 1926, in der Sturm Zweiter wurde, war stark gekürzt. In diesem Jahr wurde die Freie Vereinigung der Amateur-Fußballvereine Österreichs (VAFÖ) gegründet, an der die vier Vereine Südbahn Graz, AAC Graz, Rapid Graz und Admira Graz teilnahmen und dafür aus der Steirischen Meisterschaft ausgeschieden sind.
1927 kriselte es das erste Mal im SK Sturm. Die Jahreshauptversammlung sollte klären, ob Sturm dem VAFÖ beitreten solle oder nicht. So berichtete die Presse am 12. Jänner 1927:

„Bisher ist es gelungen den Klub in einheitlicher, unpolitischer Form zu führen. In der letzten Zeit sind aber einzelne Mitglieder des Klubs, wohl verblendet durch Versprechungen und verlockt durch Anstellungen in sozialdemokratisch geleiteten Unternehmungen, aus der Reserve herausgetreten und haben eine offene Agitation zum Übertritt ins VAFÖ-Lager begonnen. […] Ihr Ziel ist es, einen wirklichen Spitzenklub zu gewinnen und auch einen in der Stadt besonders günstig gelegenen Sportplatz. […] Doch es besteht zu hoffen, dass auch heute die Mehrheit der Klubmitglieder auf dem Standpunkt steht, dass der umfassende, wirklich freie Sportbetrieb nur mit Ausschaltung jeder Politik möglich ist. In der Jahreshauptversammlung am 15. Jänner 1927 wird sich entscheiden, ob der Sp.C. Sturm angeschlossen bleibt an die große Gemeinschaft der Fußball treibenden europäischen Sportklubs oder ob er es vorzieht, zu den VAFÖ-Klubs zu gehen. Was auf dem Spiele steht, ist klar genug ersichtlich.“

In der Jahreshauptversammlung stellt Karl Assmann den Antrag, § 1 der Vereinsstatuten folgendermaßen zu ändern: Parteipolitische Tendenzen sind ausgeschlossen, der Verein steht auf vollkommen parteiloser Grundlage. Der bisherige Sektionsleiter Fritz Klima hingegen meinte, dass Sturm im VAFÖ dort die Bewegung in die Hand bekommen könne. Max Spurny lehnte dies jedoch ab und betonte, dass Hugo Meisl vom ÖFB entsandt wurde und Sturm geldliche sowie Wettspielunterstützung zugesagt habe, wenn Sturm nicht zum VAFÖ wechseln würde. Am Ende der Versammlung lehnte Sturm einen VAFÖ-Beitritt ab. In der steirischen Meisterschaft 1927 wurde der Klub erneut Zweiter.
Die Meisterschaft 1928/29 fand wieder saisonal statt, wieder wurde der SK Sturm Vizemeister, jedoch noch vor dem erstarkten Grazer Sportklub Straßenbahn, der in der unsicheren finanziellen Zeit Spieler mit einer Fixanstellung lockte.
Im Jahr darauf gelang es den Straßenbahnern Sturm zu überholen, die Schwarz-Weißen wurden Dritter der Meisterschaft. Bekannt wurde dabei in dieser Saison ein Derby zwischen dem GAK und Sturm vom 27. Oktober 1929. Ein Zeitungsartikel nannte dieses Spiel die Schlacht in der Körösistraße; erst in der 73. Minute gelingt dem GAK das Tor zum schlussendlichen 1:0-Sieg. Ein GAK-Akteur und zwei Sturm-Spieler werden ausgeschlossen, dazu müssen drei Schwarz-Weiße und ein Athletiker das Spielfeld verletzt verlassen.

### 1930–1939 – Amateur-Staatsmeistertitel, Krise 1934 und Anschluss Österreichs
| Saison                                                                                           | Liga                                              | Platz | Tore  | Punkte | Titel        |
| ------------------------------------------------------------------------------------------------ | ------------------------------------------------- | ----- | ----- | ------ | ------------ |
| 1930/31                                                                                          | Steirische Liga                                   | 2.    | 44:22 | 20     |              |
| 1931/32                                                                                          | Steirische Liga                                   | 2.    | 66:21 | 27     | [StC]        |
| 1932/33                                                                                          | Steirische Liga                                   | 4.    | 45:30 | 17     | [StC]        |
| 1933/34                                                                                          | Steirische Liga                                   | 1.    | 67:30 | 28     | (StAM) {AM}  |
| 1934/35                                                                                          | Steirische Liga                                   | 4.    | 38:31 | 18     |              |
| 1935/36                                                                                          | Steirische Liga                                   | 1.    | 58:24 | 24     | (StAM) [StC] |
| 1936/37                                                                                          | Steirische Liga                                   | 1.    | 75:23 | 28     | (StAM) [StC] |
| 1937/38                                                                                          | Steirische Liga                                   | 2.    | 49:17 | 25     | [StC]        |
| 1938/39                                                                                          | Bezirksmeisterschaft Süd (Steiermark und Kärnten) | 2.    | 54:30 | 23     |              |
| 1939/40                                                                                          | Steirische Kriegsmeisterschaft                    | 2.    | 48:27 | 19     |              |
| (StAM): Steirischer Amateurmeister [StC]: Steirischer Cupsieger {AM}: Amateur-Staatsmeistertitel |                                                   |       |       |        |              |

Mit Beginn der 1930er-Jahre kam der Offizier der k. u. k.-Kriegsmarine Franz Reistenhofer, ein Wein-Großhändler und Wermut-Fabrikant, nach seinem Dienst im Ersten Weltkrieg in Istrien zurück nach Graz, um seinen Betrieb auszubauen, wurde Obmann des Vereins. Rudolf Resner von der Finanzlandesdirektion war Präsident des Vereins. In der Steirischen Meisterschaft kam erstmals Donawitz ins steirische Oberhaus. Trainer Bruno Skasa verließ Sturm Richtung Neapel. Bei der Jahreshauptversammlung tauchte Skasa plötzlich wieder auf und kehrte in die Trainerposition zurück. Das Saisonhighlight war der 5:2-Derbysieg gegen den GAK am 7. Juni dieses Jahres in der Körösistraße.
In der Meisterschaft 1930/31 wurde Sturm nur aufgrund der schlechteren Tordifferenz hinter dem GAK Vizemeister. Der immer stärker werdende Grazer Sportklub wurde auf Rang drei verwiesen. 1931/32 lotste Sektionsleiter Josef Plendner Max Lamoth vom GAK zu Sturm. Dies sollte der Start einer sehr erfolgreichen Karriere werden. Wieder wurde Sturm Vizemeister. Dafür gewann Sturm den erstmals ausgespielten Steirischen Pokal.

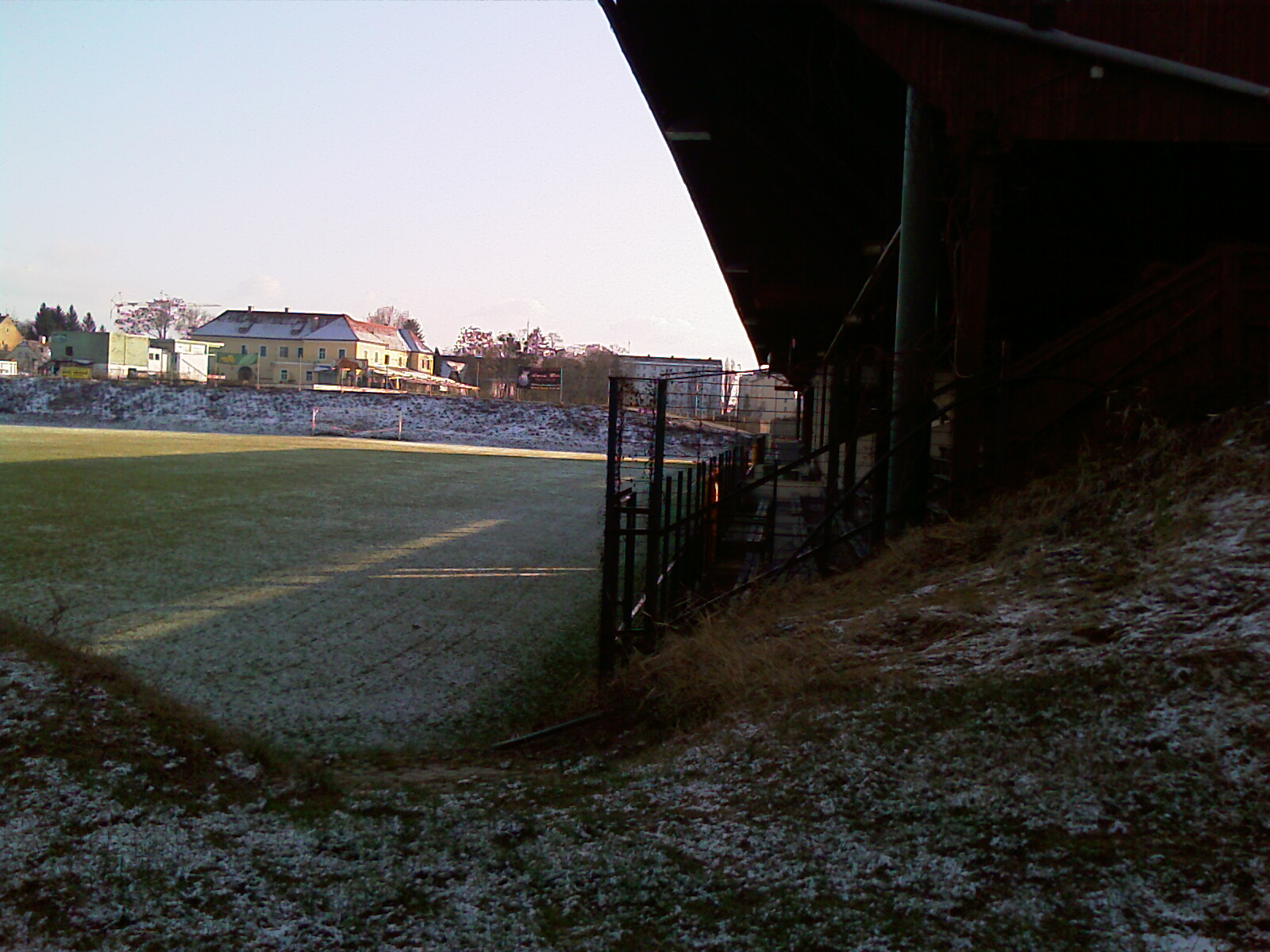
1934 wurde die Westtribüne der Gruabn überdacht

Die Nachfolgesaison war nicht von Erfolg geprägt und brachte Platz vier hinter dem GAK, dem Grazer Sportclub und der Betriebsmannschaft von Kastner & Öhler. Der Gewinn des Steirischen Pokals war ein kleines Trostpflaster. Josef Plendner stieg vom Sektionsleiter zum Präsidenten auf, da Präsident Resner zum Steirischen Verbandspräsidenten gewählt wurde.
In der 25-Jahr-Jubiläumssaison 1933/34 gelang es Franz Reistenhofer gemeinsam mit Karl Assmann, Josef Mößlacher und Josef Plendner, Sturm den ersten Sponsor überhaupt zu bringen. Man schloss mit dem Sport- und Kunstverein Kastner & Öhler (dieser nannte sich ab sofort FC Graz) eine Interessensgemeinschaft zum Zwecke des Ausbaus des Sturm-Platzes. Dank Großkaufmann Franz Öhler und anderen konnte eine überdachte Westtribüne und ausgebaute Stehplätze verwirklicht werden. Zusätzlich wurden vier Tennisplätze westlich der Sitztribüne errichtet und die Sturm-Tennis-Sektion gegründet. Rechtzeitig zum Start der Frühjahrssaison konnte der neue Sturm-Platz eröffnet werden. Erstmals seit 1925 gelang es Sturm wieder Steirischer Meister zu werden. Zusätzlich wurde Sturm Österreichischer Amateur-Staatsmeister durch ein 4:0 und 6:4 gegen Austria Klagenfurt, ein 1:1 und 4:1 gegen St. Pölten sowie ein 2:1 und 2:0 gegen SAK 1914 im Finale.
| → Spieldaten der Finalspiele um die Amateur-Meisterschaft 1933/34. |

In der darauffolgenden Saison 1934/35 folgte trotz Verstärkungen ein erneuter Einbruch. Tormann Jesenitschnig von Südbahn Graz, Karl Sever sowie Verteidiger Franz Schopp, der Großvater vom späteren Eigenbau- und Teamspieler Markus Schopp kamen zu dem Verein. Diese spielten bereits in der Amateurstaatsmeisterschaft, in der Karl Sever beide Tore im Final-Hinspiel gegen SAK erzielt.
Sturm Graz erholte sich vom „Krisenjahr 1934“ und stand bereits im Frühjahr 1936 als erster Provinzklub im ÖFB-Cup-Viertelfinale, unterlag jedoch trotz 2:0-Halbzeitführung noch der Libertas mit 2:3. Zuvor hatte Sturm die Heimhilfe Wien mit 9:0 deklassiert sowie durch ein 3:2 gegen Hakoah Wien das Viertelfinale gegen die Libertas erreicht. Im Steirischen Pokal besiegte Sturm den Erzrivalen GAK mit 3:2. Auch in der Steirischen Meisterschaft konnte man sich dank der besseren Tordifferenz vor den GAK setzen und wurde Meister. Lediglich der Amateur-Staatsmeisterschaftstitel blieb verwehrt. Trotz eines 6:1 im Hinspiel gegen Wiener Neustadt unterlag Sturm im Rückspiel mit 0:6.
| → Spieldaten der Finalspiele um die Amateur-Meisterschaft 1935/36. |

Sturm konnte seinen steirischen Meistertitel 1937 verteidigen, diesmal mit sechs Punkten Vorsprung vor Donawitz. Stürmer Pevny wechselte von Libertas Wien zu Sturm, Karl Schneider verließ die Grazer Richtung Wien. Der steirische Landespokal ging erneut an den SK Sturm, im Österreichischen Pokal schieden die Schwarz-Weißen in der zweiten Runde gegen die Vienna mit 0:5 aus. Immer lauter wurden in Österreich die Stimmen, eine gesamtösterreichische Meisterschaft auszutragen. Der Fußballexperte Hugo Meisl erarbeitete erste Pläne für eine solche Meisterschaft. Sein plötzliches Ableben 1937 traf ganz Fußball-Österreich. Meisls Vorschläge wurden nur zögernd aufgenommen. Der ÖFB entschied schließlich, dass die Grazer Schwarz-Weißen zwei Relegationsspiele gegen die Wiener Vereine SC Simmering (1:2/3:4) sowie Helfort (5:4/1:5) bestreiten musste. Der Aufstieg in die Wiener Liga, die damalige österreichische Meisterschaft, misslang.
Am 5. September 1937 eröffneten der Grazer SC und Sturm Graz den neuen Sportklub-Platz in der Conrad-von-Hötzendorf-Straße. Der Platz, der gegenüber der heutigen Stadthalle lag, war seinerzeit auf dem modernsten Stand der Technik. Die Mannschaften trennten sich mit einem 2:2-Unentschieden. In der Meisterschaft 1937/38 lief es mit dem Vizemeistertitel hinter dem Sportklub, der anstelle von Sturm in die Wiener Gauliga einziehen durfte, einigermaßen gut für Sturm.
Direkt nach dem Anschluss am 12. März 1938 verschwand der jüdische Verein SC Hakoah (und im Gegensatz zu seinem Bruder aus Wien wurde er nach dem Krieg nicht wiedergegründet). Auch der FC Graz (Kastner & Öhler) gab auf, da Sponsor Franz Öhler als Jude das Land verlassen musste. Als wieder ein geordneter Fußballbetrieb möglich war, konnte Sturm den von der Kleinen Zeitung gestifteten Steirischen Pokal zum fünften Mal gewinnen. Durch den Anschluss an das Deutsche Reich wurde die Ostmark zum Sportgau 17 des nationalsozialistischen Reichsbundes für Leibesübungen. Die dadurch entstandenen Veränderungen zeigten Wirkung. Sturm bekam neue, linientreue Präsidenten, die ab sofort „Vereinsführer“ hießen. Ab 1939 war dies Josef Türk, ab 1942 Karl Geisler, der zusätzlich Sportkreisführer für die Steiermark war. In Wien wurde der Profifußballbetrieb komplett abgeschafft und in das deutsche Ligensystem integriert.
Die fünf besten steirischen und kärntnerischen Mannschaften wurden in der Bezirksliga Süd zusammengefasst. Der Grazer Sportklub spielte als Steirischer Meister in der Gauklasse mit wiener, nieder- und oberösterreichischen Vereinen. Die Bezirksmeisterschaft Süd 1938/39 beendete Sturm auf dem zweiten Platz. Im Tschammerpokal besiegte man den GAK mit 2:1, Gratkorn mit 6:1 und Reichsbahn Graz mit 3:2. Das Steirische Finale verlor Sturm gegen den Sportklub jedoch mit 0:2.
Weges des Beginnes des Zweiten Weltkriegs startete die Steirische Herbstmeisterschaft der Saison 1939/40 wieder ohne Kärnten verspätet. Jedoch sollte ein Entscheidungsspiel um den Südmeistertitel gegen den Kärntner Meister stattfinden. Der Sportklub, der die Steirische Kriegsmeisterschaft dominierte, gewann schließlich die Meisterschaft und das Südmeistertitel-Spiel gegen den Villacher SV. Sturm wurde erneut Vizemeister. Im Tschammerpokal konnte Sturm Post Graz (7:1), Rosental (4:2) und den GAK (5:2) besiegen, im Steirischen Cup-Finale den Sportklub (4:1) und traf auf die Wiener Vereine WAC (7:3) sowie SK Admira Wien (9:0). Diesen Siegen folgte die erste Hauptrunde gegen eine Mannschaft aus dem „Altreich“. Am 18. August 1940 spielte der 1. FC Nürnberg auf dem Sturm-Platz. Sturm hatte jedoch keine Chance und verlor mit 1:6.

### 1940–1949 – Kriegsjahre, Siegesserie und Einzug in die Staatsliga
| Saison | Liga                          | Platz | Tore  | Punkte | Titel        |
| --- | ----------------------------- | ----- | ----- | ------ | ------------ |
| 1940/41 | Gaumeisterschaft (Steiermark) | 1.    | 71:14 | 25     |              |
| 1941/42 | Bereichsklasse                | 9. 1) | 10:40 | 6      |              |
| 1942/43 | Bereichsklasse                | 11.   | 21:99 | 1      |              |
| 1943/44 | Gaumeisterschaft (Steiermark) | 4.    | 33:22 | 18     |              |
| 1944/45 | Gaumeisterschaft (Steiermark) | 3.    | 32:12 | 8      |              |
| 1945/46 | Steirische Liga               | 1.    | 54:20 | 24     | (StAM) [StC] |
| 1946/47 | Steirische Liga               | 1.    | 62:28 | 28     | (StAM) [StC] |
| 1947/48 | Steirische Liga               | 1.    | 77:21 | 32     | (StAM) [StC] |
| 1948/49 | Steirische Liga               | 1.    | 56:23 | 28     | (StAM) [StC] |
| 1949/50 | Staatsliga                    | 10.   | 50:58 | 18     |              |
| 1) während der Saison von Meisterschaft zurückgetreten (StAM): Steirischer Amateurmeister [StC]: Steirischer Cupsieg |                               |       |       |        |              |

Nach den Erfolgen im Tschammerpokal 1940 folgte eine sehr erfolgreiche Saison 1940/41. Mit nur drei Verlustpunkten gewann Sturm die steirische Meisterschaft. Im Kampf um den Bezirksmeister-Süd gewannen die Blackies gegen den Villacher SV zu Hause mit 5:3, das Auswärtsspiel ging jedoch mit 0:2 verloren, weswegen ein Entscheidungsspiel auf neutralem Boden notwendig wurde. Die Grazer konnten die Bezirksmeisterschaft-Süd mit einem entscheidenden 5:0-Sieg in Donawitz gewinnen.
| → Spieldaten der Finalspiele um den Bezirksmeister Süd 1940/41. |

Nun musste Sturm ein Aufstiegsturnier in die Bereichsklasse bestreiten. Im ersten Spiel wurde BSG Traisen mit 3:0 bezwungen, dem folgte ein 8:2-Sieg auswärts gegen Austria Salzburg und ein 3:2-Erfolg gegen Postsport Wien. Das bedeutete den Aufstieg in die Bereichsklasse.
| → Spieldaten des Aufstiegsfinalspiels in die Bereichsklasse 1941/42. |

1941/42 spielten der SK Sturm mit den Wiener Großklubs gemeinsam in einer Liga. In zwölf Spielen erreichte er gegen die um einiges stärker einzustufenden Wiener drei Siege. Am 8. Mai 1942 musste der Klub wegen Spielermangels zurücktreten, erhielt jedoch das Recht in der Saison 1942/43 erneut anzutreten. Vereinsführer Karl Geisler und die restlichen Sturm-Verantwortlichen übersahen jedoch, dass Sturm zu schwach für die Bereichsliga war. Dennoch wollte die Vereinsleitung um jeden Preis vom Recht an der Teilnahme an dieser Liga Gebrauch machen. 1943 verhinderte das Wiener Fußball-Fachamt eine „Kriegsehe“ des SK Sturm mit der SG Reichsbahn Wien. So musste die Schwarz-Weißen seinen kleinen Kader mit Leihspielern des Grazer SV, Fronturlaubern, Gastspielern und Junioren auffüllen. Am Ende der Saison stand Sturm auf dem letzten Platz; lediglich ein Unentschieden stand 19 Niederlagen und null Siegen gegenüber. Das 0:0-Unentschieden gegen Wacker Wien wurde Sturm nachträglich noch aberkannt. Erst sechs Jahre später sollte Sturm in die höchste Spielklasse zurückkehren.
1943/44 musste der SK Sturm wieder in der steirischen Meisterschaft teilnehmen, die reisebedingt in Gruppen gespielt wurde. Sturm, in der Gruppe A, schaffte aus 14 Spielen 18 Punkte und wurde Tabellenvierter. Der Zweite Weltkrieg machte vor Graz aber auch nicht Halt. Am Josefitag 1944 bombardierten die Alliierten die Gegend um den Jakominigürtel, das Messegelände und die Industriehalle (heutige Stadthalle). Auch der Sturmplatz wurde getroffen, direkt im Südtor schlug eine Bombe ein.
Die folgende Saison 1944/45 sollte die letzte Saison in Kriegszeiten werden. Sturm erreichte den dritten Platz, siegte unter anderem gegen den in Auflösungsgefahr befindlichen Sportklub mit 10:0, dessen Stadion gegenüber der heutigen Stadthalle durch die Fliegerbomben zerstört wurde. Sturm gelang es eine schlagkräftige Mannschaft aufzustellen, die vier Meistertitel und Cupsiege in den folgenden Spielzeiten errang. Am 3. Juni 1945 fand das erste Fußballspiel in Graz nach dem Krieg statt. Der SK Sturm Graz und Südbahn Graz (während des Krieges hieß der Verein Reichsbahn Graz) trafen am renovierten Sturm-Platz aufeinander. Sturm gewann die Partie knapp mit 4:3. Im Kampf um den Befreiungspokal traten ab 1. Juli 1945 acht Mannschaften an. Neben Sturm waren dies Südbahn, GAK, Eggenberg, ASV Gösting, Post SV, Admira Graz sowie die Grazer SV. Im Finale kämpften Sturm und Südbahn um den Sieg des Pokals. Ein 1:1-Unentschieden reichte für Sturm. Der erste Bewerb im befreiten Österreich war gewonnen.
Josef Plendner wurde zum ersten Obmann nach dem Krieg gewählt und Sturm legte eine große Siegesserie hin. Bis ins Frühjahr 1946 blieben die Schwarz-Weißen ungeschlagen. 1945/46 gelang das erste von vier Doubles. Sturm wurde Meister vor SV Südbahn und in den Pokalfinalspielen wird der Sportklub mit einem 1:1 nach Verlängerung und einem 3:0-Sieg geschlagen. Höhepunkt der Saison war ein Unentschieden in einem Spiel gegen Austria Wien. Immer lauter wurde der Wunsch nach einem Bewerb gemeinsam mit den Wiener Klubs; selbst aus Wien kam nach und nach Pro-Stimmen zu diesem Ansinnen des „Provinz-Klubs“. Clementine Reistenhofer, Frau des vorherigen Obmans Franz Reistenhofer, übernahm in den Nachkriegszeiten die Rolle der Kassiererin, und war soeben die einzige Frau im Vorstand bis sich das in den 1980er Jahren veränderte.
1946/47 wurde Josef Molzer als Trainer engagiert. Neben Molzer, der in den 1930er-Jahren bei Vienna und Austria Wien gespielt hatte, kamen mit Otto Denk (Wacker Wien) und Ludwig Durek (FC Wien) zwei weitere Wiener nach Graz. Vor allem der Transfer Dureks war eine Sensation, da es damals nicht üblich war, dass ein Wiener Profifußballer in die damalige „Fußballprovinz“ wechselte. Molzer formte aus Sturm Graz eine scheinbar unschlagbare Mannschaft. Zwischen 1946 und 1949 verlor Sturm nur acht von 68 Punktespielen, in den Cupbewerben blieb Sturm gar unbesiegt.
| → Spieldaten des Steirischen Cup-Finales 1946/47. |

Im Österreichischen Cup 1947/48 unterlagen die Schwarz-Weißen erst im Finale der Wiener Austria mit 0:2, die Meisterschaft gewann Sturm erneut vor dem SV Kapfenberg.
| → Spieldaten des ÖFB-Cup-Finales 1947/48 und des Steirischen Cup-Finales 1947/48. |

Im Sommer 1948 gründete der ÖFB einen Staatsliga-Verband, der gleichberechtigt neben den neun Landesverbänden bestand. Erstmals war eine „gesamtösterreichische Staatsliga“, die aus den zehn Klubs der Wiener Liga sowie den Meistern der Steiermark, Oberösterreichs sowie Niederösterreichs bestand, angedacht. 1948/49 gewann Sturm erneut die Meisterschaft vor dem SV Kapfenberg. Der Einzug in die Staatsliga war geschafft, die Schwarz-Weißen waren der erste Steirische Staatsligaklub. Der Steirische Cup ging wieder an Sturm; erst im vierten Finalspiel besiegte Sturm die Austria Graz.
| → Spieldaten des Steirischen Cup-Finales 1948/49. |

Die erste Staatsligasaison 1949/50 startete am 28. August 1949. 11.000 Fans strömten zum Sturm-Platz, zu Gast war die Vienna. Sturm fiel der Umstieg von der steirischen Amateursliga in die neue (Halb-)Profiliga nicht leicht, das „Premierenspiel“ ging glatt mit 1:6 verloren. Am Ende der Saison stand Sturm auf Platz zehn.

### 1950–1959 – Zweitklassigkeit und Ausbau des Sturm-Platzes
| Saison                                       | Liga         | Platz | Tore  | Punkte |
| -------------------------------------------- | ------------ | ----- | ----- | ------ |
| 1950/51                                      | Staatsliga A | 7.    | 48:74 | 23     |
| 1951/52                                      | Staatsliga A | 8.    | 42:56 | 25     |
| 1952/53                                      | Staatsliga A | 9.    | 44:60 | 22     |
| 1953/54                                      | Staatsliga A | 13.   | 48:69 | 16     |
| 1954/55                                      | Staatsliga B | 1.    | 65:33 | 37     |
| 1955/56                                      | Staatsliga A | 10.   | 43:68 | 18     |
| 1956/57                                      | Staatsliga A | 12.   | 48:66 | 21     |
| 1957/58                                      | Staatsliga A | 13.   | 42:81 | 17     |
| 1958/59                                      | Staatsliga B | 4.    | 49:37 | 32     |
| 1959/60 1)                                   | RL Mitte     | 5.    | 58:41 | 22     |
| 1) Staatsliga B ab 1959/60 RL West/Mitte/Ost |              |       |       |        |

Ab Sommer 1950 führte der Staatsliga-Verband neben der erstklassigen Staatsliga A eine zweitklassige, ebenfalls professionell geführte Staatsliga B ein, die jedoch nur Mitglieder aus Wien, Niederösterreich, Burgenland, Oberösterreich und Steiermark hatte. Aus der Steirischen Liga stiegen Meister Austria Graz, Kapfenberg und der GAK in diese Staatsliga B auf.
Sturm, in der Staatsliga A, präsentierte den Neuzugang Robert Niederkirchner. Unter dem Spielertrainer Ludwig Durek kasernierte sich Sturm vor dem Spiel gegen die Vienna in der 10. Runde erstmals in der Klubgeschichte. Doch mit dem Trainer Durek war der Klub nicht zufrieden, weswegen am 5. Jänner 1951 bei der Generalversammlung im Steirerhof Johann Czernicky als neuer Trainer vorgestellt wurde. Durek blieb dem Verein als Spieler erhalten. Am Ende der Saison wurde Sturm Siebenter von 13 Teilnehmern.
Die Saison 1951/52 brachte Sturm und dem GAK das Grazer Derby zurück, da die Athletiker als Tabellenzweiter der B-Liga in die A-Liga aufsteigen durften. Nach zwei Runden und zwei 1:0-Siegen war Sturm erstmals in der Klubgeschichte Tabellenführer einer gesamtösterreichischen Liga, bis zum Ende der Saison fiel der Klub jedoch auf Platz acht zurück. Sturm startete in die neue Saison 1952/53 mit einem neuen Trainer, dem 32-jährigen Karl Decker. Eigentlich wurde er als Stürmer geholt, jedoch erhielt er noch keine Freigabe und so wurde er zunächst als Trainer verpflichtet, da der bisherige Coach Czernicky nach Deutschland abgewandert war. Am Ende der Saison landete Sturm auf Platz 9.
Nach der nachfolgenden Saison 1953/54 musste Sturm in die Staatsliga B. Lediglich sechs Siege bedeuteten schließlich Platz 13 von 14. Zusätzlich hatte Sturm Geldprobleme, das Decker-Engagement blockierte die Finanzen. 1954/55 landete Karl Decker, der bei Sturm nicht Fuß fassen konnte, in Frankreich beim FC Sochaux. Nach einer Meuterei im Winter 1954 wurde der Vertrag mit Trainer Gerdov wieder aufgelöst und am 9. Februar 1955 wurde der 38-jährige Hans Gmeindl als neuer Trainer verpflichtet, der nach der Saison jedoch genug vom Trainergeschäft hatte. Zuvor wurde er mit Sturm noch Meister der Staatsliga B und stieg wieder zurück in die A-Liga auf.
Mit Rudolf Strittich von Juli bis Dezember 1955 und Josef Blum ab Jänner 1956 bekam die Mannschaft in kürzester Zeit erneut zwei neue Trainer präsentiert. Zwei eigene Talente wurden in die B-Liga zum Sportklub verliehen, dafür holte Sturm unter anderem den 35-jährigen Routinier Josef Meszaros sowie das 22-jährige Talent Helmut Senekowitsch, der später ÖFB-Teamchef werden sollte. Die „Rückkehrsaison“ 1955/56 beendete der SK Sturm auf dem 10. Tabellenrang.
Im Sommer 1956 wurde die Sturm-Elf stark verändert. Acht Spieler verließen die Mannschaft, fünf Neuzugänge und die Nachwuchsspieler füllten deren Lücken. Mit einem Altersschnitt von nur 22 Jahren galt Sturm als jüngstes Team der Liga. Im Oktober '56 kursierten die Gerüchte, dass Sturm wegen zu hoher Schulden den Spielbetrieb einstellen müsse. Präsident Schlösser meinte darauf: „Alles nicht wahr!“ Am 10. November gelang eine damalige Sensation, als der SK Sturm seinen ersten Meisterschaftssieg gegen den SK Rapid feierte. Im März 1957 hörten die 4.500 Fans am Sturm-Platz beim 5:4-Sieg gegen Admira Wien das erste Mal die Stimme Sturms. Radio-Moderator Günther Schrey wurde als Platzsprecher aktiv. Dies sollte er für 39 Jahre bis 1995 sein. Die Saison 1956/57 beendete Sturm schließlich auf dem 12. Platz.
1957/58 wurde Helmut Senekowitsch als erster Nationalteamspieler des SK Sturm ins Österreichische Nationalteam einberufen. Die Saison verlief für Sturm mit sieben Siegen aus 26 Spielen sportlich schlecht. Der Verein landete auf dem vorletzten Tabellenplatz und musste erneut absteigen. Aufgrund der Bauarbeiten beim Sturmplatz, die von der Staatsliga mit 230.000 Schilling gefördert wurden, musste Sturm bis auf weiteres ins neue Bundesstadion Liebenau ausweichen. Die Saison wurde vom Tod des Mitgründers Karl Assmann überschattet. Am 31. Mai 1959 wurde der Sturm-Platz mit dem 3:1-Sieg gegen den FC Stadlau eingeweiht. Auch der ÖFB-Cup wurde wieder gespielt, Sturm unterlag dem GAK in Liebenau knapp mit 0:1. Am Ende der Saison 1958/59 stand Sturm auf Rang 4.
Im Sommer '59 teilte die Staatsliga die B-Liga in eine B-Liga-Ost und eine B-Liga-Mitte. Kurz darauf folgte die Umbenennung der B-Ligen in Regionalliga Ost und Regionalliga Mitte. In: welcher der SK Sturm spielte. Die Saison 1959/60 beendete Sturm auf dem 5. Tabellenrang.

### 1960–1969 – Endgültige Rückkehr ins Oberhaus, erster Hauptsponsor
| Saison  | Liga         | Platz | Tore  | Punkte |
| ------- | ------------ | ----- | ----- | ------ |
| 1960/61 | RL Mitte     | 2.    | 52:26 | 35     |
| 1961/62 | RL Mitte     | 6.    | 40:28 | 28     |
| 1962/63 | RL Mitte     | 2.    | 60:25 | 35     |
| 1963/64 | RL Mitte     | 1.    | 53:23 | 41     |
| 1964/65 | Staatsliga   | 12.   | 29:40 | 19     |
| 1965/66 | RL Mitte     | 1.    | 63:23 | 38     |
| 1966/67 | Nationalliga | 11.   | 32:47 | 18     |
| 1967/68 | Nationalliga | 7.    | 38:47 | 25     |
| 1968/69 | Nationalliga | 5.    | 33:29 | 31     |
| 1969/70 | Nationalliga | 3.    | 43:34 | 36     |

Nach wie vor war der Verein in Geldnöten. Nachdem János Szép den Trainervertrag mit dem GAK aufgelöst hatte, beschloss der Anhängerklub des SK Sturm daraufhin eine Sammelaktion, um Szep finanzieren zu können, die von Erfolg gekrönt war. Am 21. Juli 1960 trat er sein neues Amt bei Sturm an. In der zweitklassigen Regionalliga-Saison 1960/61 duellierten sich die Schwarz-Weißen mit den Rot-Weißen aus Kapfenberg. Die Böhlerstädter hatten immer eine Nasenlänge Vorsprung und wurden Regionalliga-Mitte-Meister 1961, sechs Punkte vor Sturm.
Im Juli 1961 präsentierte Präsident Wilhelm Schlösser mit Gustl Rumpf einen neuen Trainer. Nach dem Aufstieg der Kapfenberger in der Vorsaison und weil keine Mannschaft aus der Staatsliga abgestiegen war, galt Sturm als Favorit auf den Meistertitel 1961/62. Nach fünf Runden war Sturm bereits mit zehn Punkten Tabellenführer vor dem ersten Verfolger Wels. Im Schlager am 15. Oktober 1961 verlor Sturm jedoch zu Hause gegen Wels 1:3, dem gleich eine Woche später eine 0:1-Niederlage bei WSG Radenthein folgt, und schlussendlich wurde Sturm nur Tabellensechster; mit 28 Punkten lagen die Schwarz-Weißen elf Zähler hinter Meister Austria Klagenfurt, welches den Titelgewinn vor Wels (33 Punkte) doch deutlich geschafft hatte. Im ÖFB-Cup konnten die Grazer in der ersten Runde (gleichzeitig Sechzehntelfinale) den Staatsliga-Traditionsklub First Vienna FC 1894 mit 4:3 eliminieren, doch danach war am 11. April 1962 Rekordmeister Rapid, noch dazu auswärts zu bekämpfen, und mit einem 1:2 war Endstation.
Im Sommer 1962 wurde der Grundstein für die heutige Vereinszeitung Sturm Echo gelegt, als man erstmals eine Vereinszeitschrift unter dem Namen Sportprogramm herausbrachte, die noch heute die Älteste ihrer Art in Österreich ist. 1962/63 war der SV Kapfenberg als Staatsliga-Absteiger wieder zurück in der Regionalliga Mitte. Erneut gab es das Duell Sturm gegen Kapfenberg um den Aufstieg in die Staatsliga und wiederum wurde Sturm Vizemeister hinter den Böhlerstädtern. Der Cup war für die Grazer nach der zweiten Runde gegen Simmering (Heim-1:2 am 16. Februar 1963) beendet. Im Folgejahr gelang Sturm jedoch die Rückkehr in die Staatsliga A. Mit einem Punkt vor Austria Klagenfurt wurde man Meister (die Matches gegeneinander hatten jeweils mit einem Sieg der Heimmannschaft geendet), im Cup scheiterte der Verein in Runde drei gegen Kapfenberg (2:3-Heimniederlage am 3. Juni 1964). Am 8. Mai 1963 löste Josef Soral Präsident Schlösser nach neun Jahren ab.
1964/65 spielte Sturm erstmals nach sechs Jahren wieder in Österreichs höchster Liga. Anfangs konnte gut mithalten werden, jedoch war das Frühjahr 1965 vom Abstiegskampf, gemeinsam mit Kapfenberg und dem GAK, gegen die Wiener Vereine WAC und Wacker Wien geprägt. GAK und Kapfenberg schafften es mit jeweils 20 Punkten, Sturm musste mit 19 Zählern wieder zurück in die Regionalliga (im Torverhältnis war man mit 29:40 besser als die Geretteten mit 25:45 der Kapfenberger und 28:48 des GAK). Im Sommer 1965 wurde der Staatsliga-Verband aufgelöst und durch die neu gegründete und dem ÖFB direkt unterstellte Nationalliga ersetzt, ebenso wurde die Einnahmenteilung abgeschafft. Ab sofort kassierten die Vereine ihre Einnahmen selbst. Der sofortige Wiederaufstieg gelang, Sturm wurde in der Regionalliga Mitte Meister vor dem steirischen Lokalrivalen Donawitz.
So kehrte der SK Sturm ab Herbst 1965 (nach einjähriger Absenz) ins österreichische Oberhaus zurück, wo er bis heute spielt. Nach Rapid und Austria Wien, die beide seit 1911/12 Teilnehmer der jeweils höchsten österreichischen Liga sind, ist Sturm der älteste Nicht-Wiener Verein der heutigen Bundesliga. Beinahe hätten die Grazer aber damals den Gang ins Unterhaus erneut antreten müssen, denn sie blieben zu Saisonende bei jeweils 18 Punkten nur dank des besseren Torverhältnisses (32:47) vor Wacker Wien (28:50) in der höchsten Liga, wobei der SK Sturm in der letzten Runde (24. Juni) ausgerechnet auf den GAK traf, der nichts schenkte, sondern 1:0 gewann (demgegenüber siegte Wacker 6:1 gegen Fixabsteiger Kapfenberg, der somit auch keine Schützenhilfe zu leisten vermocht hatte).
Im Sommer 1967 änderte sich eine jahrelange „Tradition“, nach der der Stadtrivale GAK alle steirischen Talente verpflichten hatte können. In dieser nunmehrigen Transferzeit konnte erstmals Sturm mit Helmut Huberts, Anton Celestina, Robert Kaiser und Walter Peintinger einige steirische Spieler an sich binden. Und ausgerechnet vom Stadtrivalen GAK kam der neue Trainer, der vielfache Nationalspieler Karl Kowanz. 1967/68 landeten die Grazer auf Platz sieben, jedoch war bereits Ende Oktober 1967 Trainer Kowanz (nach dem Heim-0:4 gegen den Linzer ASK am 29. Oktober) beurlaubt und durch den Klagenfurter Gerdi Springer ersetzt worden.

Erster Hauptsponsor: Das Baustoffunternehmen Durisol

Im Mai 1968 vermeldete Sturm eine für damalige Verhältnisse handfeste Sensation. Das Baustoff- und Ziegelunternehmen Durisol wurde Hauptsponsor beim SK Sturm und zahlte 300.000 Schilling pro Jahr. Ab sofort hieß der Verein SK Sturm Durisol Graz, da man den Sponsornamen mit in den Vereinsnamen aufnahm. Sturm war der erste Oberhausverein, der dies tat. Am 15. November 1968 spielten die Grazer auf der Hütteldorfer Pfarrwiese gegen Rapid Wien um den Herbstmeistertitel 1968/69 und unterlagen mit 2:5. Am 4. Dezember 1968 stieg in Budapest gegen Vasas die internationale Premiere im Mitropacup, Sturm unterlag gegen die Ungarn 3:4 und im Rückspiel am 18. Februar 1969 in Graz mit 1:2. Am 23. Mai 1969 fand die nächste Premiere statt, als das Spiel Sturm gegen Rapid (2:1) vom Fernsehen direkt übertragen wurde. Mit Rang fünf hinter dem LASK (bei jeweils 31 Punkten hatten die Oberösterreicher mit 38:33 gegenüber 33:29 die bessere Tordifferenz) verpasste Sturm knapp die Messestädte-Cup-Qualifikation.
Im Juli 1969 konnte Sturm zwei wichtige Transfers vermelden. Ernst Hölzl kam von Donawitz und Heinz Schilcher vom GAK. Zusammen mit Austria Wien, dem Wiener Sportklub, Rapid Wien und Wacker Innsbruck duellierte sich Sturm um die Spitze der Saison 1969/70. Schlussendlich beendete Sturm die Saison auf Platz drei hinter Meister Austria und Vizemeister Wiener Sportklub. Zusätzlich erreichten die Schwarz-Weißen erstmals das Halbfinale im ÖFB-Cup, wo Gegner Wacker Innsbruck mit 2:0 gewann.

### 1970–1979 – Neue Bundesliga, neuer Hauptsponsor
| Saison                                          | Liga         | Platz | Tore  | Punkte |
| ----------------------------------------------- | ------------ | ----- | ----- | ------ |
| 1970/71                                         | Nationalliga | 12.   | 35:42 | 24     |
| 1971/72                                         | Nationalliga | 7.    | 37:39 | 30     |
| 1972/73                                         | Nationalliga | 14.   | 29:38 | 25     |
| 1973/74                                         | Nationalliga | 5.    | 28:35 | 34     |
| 1974/75 1)                                      | Bundesliga   | 5.    | 46:45 | 36     |
| 1975/76                                         | Bundesliga   | 8.    | 38:51 | 30     |
| 1976/77                                         | 1. Division  | 9.    | 40:55 | 28     |
| 1977/78                                         | 1. Division  | 4.    | 51:54 | 38     |
| 1978/79                                         | 1. Division  | 4.    | 43:50 | 37     |
| 1979/80                                         | 1. Division  | 9.    | 41:60 | 29     |
| 1) ab 1974/75: Bundesliga mit nur mehr 10 Teams |              |       |       |        |

1970 kam János Szép zu Sturm zurück. Am 21. Oktober 1970 gelang Sturm ein großer Erfolg. Im Messestädtecup konnten in der 2. Runde im Hinspiel im Bundesstadion Liebenau vor 22.000 Zuschauern die Gunners von Arsenal London mit 1:0 besiegt werden. Dabei wurde ein Tor von Robert Kaiser aberkannt; dieses Tor fehlte schließlich beim Rückspiel in London, welches mit 0:2 verloren wurde. Die Leistung des 1:0-Sieges in Graz konnte Sturm nicht immer in der Meisterschaft zeigen. Man beendete die Saison auf dem 12. Platz.
Am 18. Juni 1971 übernahm Vize Hans Gert das Präsidentenamt bei Sturm. Zehn Tage zuvor holte er Adolf Remy als Trainer. Hans Gert und Adolf Remy setzten auf Umbau. Die teuren Verträge mit alten Spielern wurden nicht mehr verlängert, dagegen kamen zahlreiche Talente. Am 15. Juni 1972 wurde die neue 15-Mann-Vorstand von Hans Gert gewählt. Erstmals kam Gerts Jugendfreund Franz Gady in den Vorstand. Die Saison beendete Sturm auf Rang sieben, im ÖFB-Cup war gegen Rapid in der zweiten Runde Endstation.
1972/73 steckte Sturm im Abstiegskampf. Trainer Remy musste Sturm verlassen, Gert holte Karl Schlechta. Schlussendlich konnte Sturm drei Punkte vor den Abstiegsrängen auf Platz 14 die Saison beenden. Ursprünglich wurde die Saison auf einem Abstiegsplatz beendet, jedoch legte die Sturm-Delegation beim ÖFB erfolgreich Protest ein. Wegen der Maul- und Klauenseuche mussten Eisenstadt und Admira-Wacker sämtliche Spiele vorerst absagen. Harald Schaupp schrieb in der Kleinen Zeitung folgendes:

„Folgende Protestgründe wurden von Sturm angeführt: 1. Die Verlegung des Meisterschaftsspiels Eisenstadt gegen Austria Wien vom 27. Juni auf den 4. Juli, also auf einen Termin, wo die Wiener Austria bereits gerettet war, 2. Eisenstadt wurde im Rahmen der Nachtragsspiele eine Pause gegönnt. Derselbe Antrag der Admira wurde abgelehnt, was vom Admira-Geschäftsführer Matuschka dem SK Sturm bestätigt wird. 3. Die Verlegung der Partie Admira – Vienna vom 4. auf den 7. Juli, also auf einen Zeitpunkt, wo die Admira schon ihre UEFA-Cup-Teilnahme durch das 1:1 gegen Innsbruck sicher hatte. 4. Die Tatsache, dass die Spiele der offiziellen letzten Runde nicht zum selben Zeitpunkt angesetzt wurden, wodurch die Klagenfurter Austria (Match gegen Innsbruck 1:1) profitierte, da Innsbruck nach dem Nachmittagsspiel Rapids als Meister feststand. 5. Die Spielpause durch die Maul- und Klauenseuche hat den Eisenstädtern genützt, da sie in den Nachtragsspielen auf Mannschaft trafen, die nur noch mit halbem Herzen bei der Sache waren. Die Beweisführung über die Irregularität des Meisterschaftsfinish schloss Sturm mit dem Hinweis, dass man schon unmittelbar nach den entsprechenden Spielfestsetzungen dagegen protestiert hatte, jedoch durch die Nationalliga-Kommission (ihr Vorsitzender war der Eisenstädter Dr. Tschank) jedes Mal abgewiesen wurde. Auf Grund des angeführten ‚Tatbestandes‘ richtete Sturm an ÖFB-Präsident Dr. Gerö den Antrag den auf diese Art zustande gekommenen Abstieg Sturm zu sistieren.“

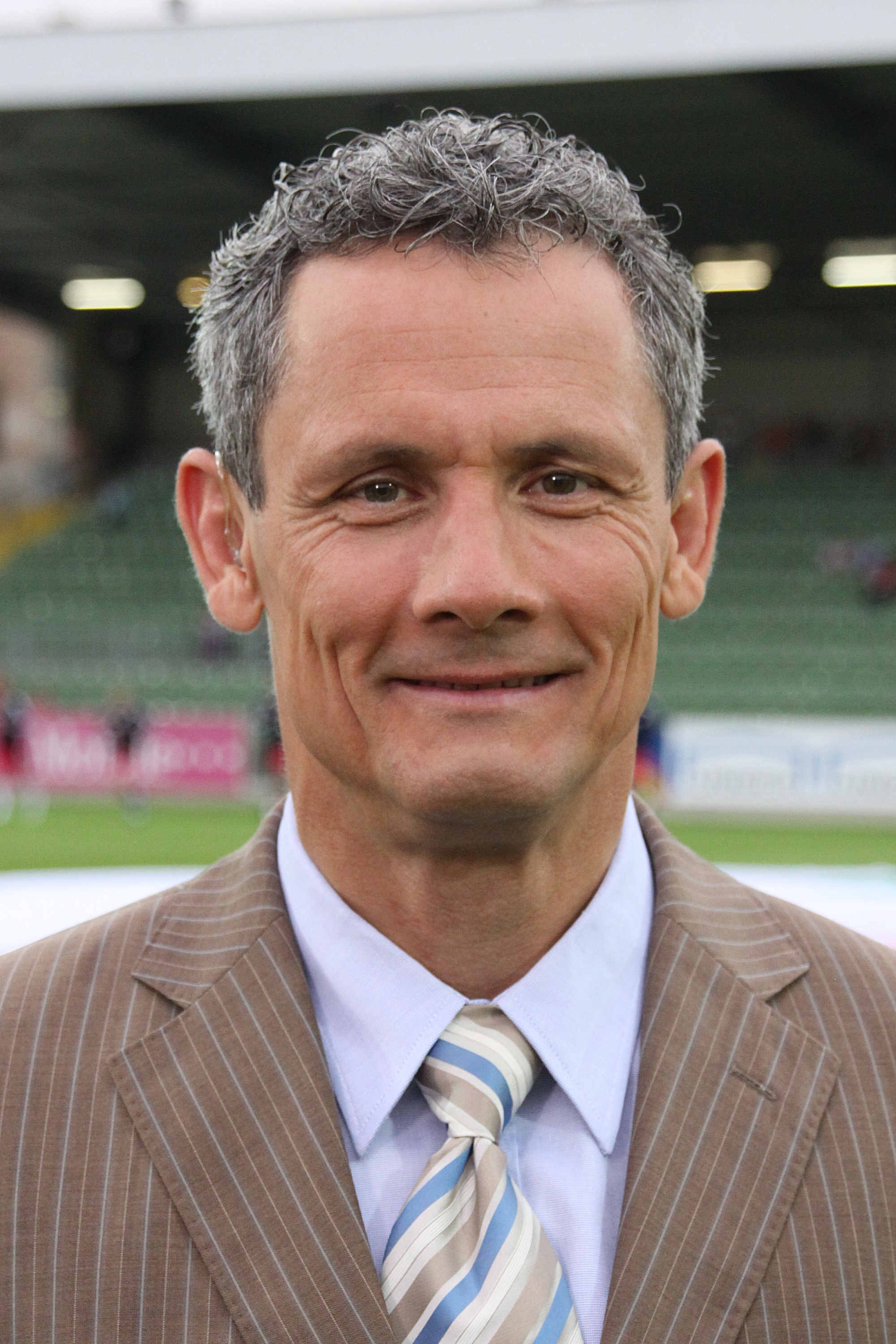
Von 1973 bis 1978 beim SK Sturm Graz: Heribert Weber

1973/74 holte Sturm das 18-jährige steirische Talent Heribert Weber. Die Saison startete sehr gut. Nur ein Unentschieden in den ersten sieben Meisterschaftsspielen bedeutete nach neun Runden die Tabellenspitze. Doch es folgte ein Rückfall, Sturm überwinterte auf Rang sechs und beendete die Saison schließlich auf Rang fünf. Im November 1973 spielte Sturm das letzte Mal für fast zehn Jahre in der Gruabn. Im April 1974 führte der ÖFB mit der kommenden Saison eine Bundesliga mit zehn Vereinen, in der jedes Bundesland mit einem Verein vertreten war. Lediglich Wien durfte mit Rapid und Austria zwei Vereine stellen. Darunter wurde eine Zweite Division mit 14 bis 16 Klubs eingeführt. In einem indirekten Duell gewann Sturm gegen den GAK den Kampf um den steirischen Bundesliga-Platz, der GAK musste in die 2. Division.
In der Folgesaison trat Sturm das erste Mal im UEFA Intertoto Cup an und schied in Runde drei bereits wieder aus. Wie gehabt setzten die Grazer auf die „junge Welle“. Neben Gernot Jurtin von Judenburg kam Andy Pichler aus Weiz. In nur zwei Jahren hatte Sturm fünf steirische Talente zu sich gelotst, zusätzlich kam Tormann Refik Muftić. Die Premiere in der neuen Bundesliga gewann Sturm gegen Wacker Innsbruck in Liebenau mit 1:0. Zusätzlich war Sturm im UEFA-Cup vertreten. Sturm musste sich nach einem 2:1 im Hin- und Heimspiel gegen Royal Antwerpen aufgrund der Auswärtstorregel nach einem 0:1 in Antwerpen geschlagen geben. In der Bundesliga platzierte sich Sturm im Mittelfeld auf Platz fünf, im ÖFB-Cup erreichten die Grazer die Finalspiele (3:2 und 0:2 gegen Wacker Innsbruck).
| → Spieldaten der Finalspiele des ÖFB-Cups 1974/75. |

Ab der Saison 1975/76 gab es wieder Grazer Derbys in der höchsten Fußballliga Österreichs, da der GAK den Aufstieg in die Bundesliga schaffte (es war nun nicht mehr maximal ein Verein pro Bundesland erlaubt). Beide Derbys endeten unentschieden (0:0 und 4:4). Da Wacker Innsbruck amtierender Meister war und Sturm im ÖFB-Cup-Finale 1974/75 gegen Innsbruck verlor, durfte Sturm anstelle der Tiroler im Cup der Cupsieger antreten. Nach Siegen gegen Slawia Sofia (3:1 und 0:1) und Haladás Szombathely (2:0 und 1:1) kam im Viertelfinale Eintracht Frankfurt, die die Grazer mit einer Gesamtscore von 0:3 aus dem Bewerb warfen. In der Meisterschaft wurden die Schwarz-Weißen Achter. Trauriges Ende der Saison war der Tod von Präsident Hans Gert, der mit nur 34 Jahren den Kampf gegen einen Gehirntumor verlor.
Nach dem tragischen Ableben Gerts übernahm Vize Franz Gady das Präsidentenamt. In der Meisterschaft 1976/77 wechselten sich bei Sturm Heimsiege und Auswärtsniederlagen ab. Am Ende der Saison standen neun Siegen in 36 Spielen zehn Unentschieden und 17 Niederlagen gegenüber; Sturm wurde Neunter. Karl Schlechta beendete seine Trainerkarriere, neuer Coach wurde der 38-jährige ehemalige Sturm-Torhüter Günter Paulitsch.
1977/78 präsentierte Präsident Gady mit der Raiffeisen-Zentralbank einen Zweit- und Hosensponsor. Unter Trainer Paulitsch wurde Sturm in dieser Saison zur gefürchteten Auswärtsmannschaft, lediglich neun der 18 Auswärtsspiele verlor Sturm. Da die Heimspiele ebenfalls immer erfolgreicher wurden, konnten sich die Grazer im oberen Teil der Tabelle festsetzen; schlussendlich wurden die Schwarz-Weißen Tabellen-Vierter. Deswegen trat Sturm im kommenden Jahr wieder im UEFA-Cup an. Bereits in Runde eins (1:5 und 1:2 gegen Borussia Mönchengladbach) war Endstation. In der Meisterschaft fand sich Sturm kurzzeitig am Tabellenende wieder, am Ende reichte es für Rang vier.
Am 1. August 1979 wurde der bisherige Zweitsponsor Raiffeisen anstelle von Durisol neuer Hauptsponsor bei den Grazern. Sturm hieß ab sofort, unter Einbeziehung des Sponsornamens, SK Raika Sturm Graz. Erneut rutschte Sturm während der Saison (1979/80) auf den letzten Tabellenrang. Präsident Franz Gady reagierte und holte im März 1980 den ehemaligen Innsbruck- und LASK-Coach Otto Barić als neuen Trainer. Gadys Taktik ging auf, Barić rettete Sturm auf Platz neun.

### 1980–1989 – Vizemeistertitel, UEFA-Cup-Märchen, eigenes Trainingszentrum
| Saison                                                          | Liga        | Platz | Tore  | Punkte | Titel |
| --------------------------------------------------------------- | ----------- | ----- | ----- | ------ | ----- |
| 1980/81                                                         | 1. Division | 2.    | 58:39 | 45     | (V)   |
| 1981/82                                                         | 1. Division | 6.    | 53:62 | 33     |       |
| 1982/83                                                         | 1. Division | 4.    | 50:33 | 37     |       |
| 1983/84                                                         | 1. Division | 5.    | 52:43 | 37     |       |
| 1984/85                                                         | 1. Division | 6.    | 51:52 | 32     |       |
| 1985/86                                                         | 1. Division | 5. 1) | 45:50 | 35     |       |
| 1986/87                                                         | 1. Division | 7. 1) | 45:67 | 30     |       |
| 1987/88                                                         | 1. Division | 3. 1) | 55:48 | 42     |       |
| 1988/89                                                         | 1. Division | 1. 2) | 32:13 | 21     |       |
| 1989/90                                                         | 1. Division | 5. 1) | 34:30 | 25     |       |
| 1) Meister-Play-off 2) Aufstiegs-Play-off (V): Vizemeistertitel |             |       |       |        |       |

1980/81 kam der 19-jährige Walter Hörmann von Feldbach zu Sturm Graz, dazu Zvonko Breber vom NK Maribor. Zusätzlich konnte Trainer Barić Präsident Gady überreden, den ehemaligen NK-Zagreb-Stürmer Božo Bakota nach Graz zu holen. Am 29. November 1980 wurde Sturm nach einem 3:1 gegen Rapid zum ersten Mal in der Klubgeschichte Herbstmeister. Zwei Runden vor Schluss stand Sturm mit 44 Punkten zwei Punkte vor der Wiener Austria und vier Punkte vor der Admira auf Platz eins. Jedoch gelang Sturm nur mehr ein 2:2 auswärts in der vorletzten Runde beim LASK. In der letzten Runde konnte Sturm mit einem Sieg gegen Rapid aus eigener Kraft oder durch eine Austria-Niederlage gegen den GAK durch Fremdhilfe Meister werden, jedoch unterlagen die Grazer Rapid in Liebenau mit 1:4 und die Austria konnte den GAK besiegen, weswegen Sturm hinter der Wiener Austria Vizemeister wurde. Dennoch war dieser Erfolg der bislang größte in der knapp 70-jährigen Geschichte der Schwarz-Weißen. Gernot Jurtin wurde mit 19 Treffern Torschützenkönig vor Hans Krankl.
| → Spieldaten des entscheidenden Spiels um die Österreichische Meisterschaft 1980/81. |

Aufgrund des Vizemeistertitels durfte Sturm wieder im UEFA-Cup spielen. In Runde eins konnte ZSKA Moskau eliminiert werden (1:0 und 1:2), jedoch war Gegner Göteborg in Runde zwei eine Nummer zu groß. In der Meisterschaft erreichte man nur Rang sechs, zusätzlich verließ der an Nierensteinen leidende Erfolgstrainer Otto Barić Sturm nach Saisonende. Die Bundesligasaison 1982/83 fand erstmals nach acht Jahren wieder mit 16 Vereinen statt. Präsident Gady und der Sturm-Vorstand beschlossen aufgrund der teuren Miete im obendrein baufälligen Liebenauer Stadion die Rückkehr in die Gruabn. Erneut qualifizierte sich Sturm mit dem vierten Tabellenrang für den UEFA-Cup.
In der Saison 1983/84 konnte der Verein große Erfolge feiern. Zunächst starteten die Grazer in Runde eins in Bukarest bei Sportul Studențesc, die mit 2:1 besiegt wurden. Das 0:0 im Rückspiel reichte zum Aufstieg; ebenso reichte das 2:2 in Runde zwei in Italien gegen Hellas Verona sowie ein Gesamtscore von 2:1 gegen den 1. FC Lokomotive Leipzig zum Einzug ins UEFA-Cup-Viertelfinale gegen Nottingham Forest. Nach einem 0:1 in England erreichte Sturm im Rückspiel vor 17.000 Fans in Liebenau ebenso ein 1:0, das Spiel ging in die Verlängerung. In der 114. Minute zeigte der sowjetische Schiedsrichter Yuschka nach einem Kopfballduell zwischen Hörmann (Sturm) und Hodge (Nottingham) im Grazer Strafraum auf den Elfmeterpunkt und Walsh verwandelte den anschließenden Strafstoß zum 1:1, wodurch Nottingham ins Halbfinale einzog. Schiedsrichter Yuschka konnte das Spielfeld nur unter Polizeischutz verlassen. In der Meisterschaft landete Sturm punktegleich mit Wacker Innsbruck (und der schlechteren Tordifferenz) auf Rang 5.
Ab Sommer 1985 wurde die 16er-Liga in zwei 12er-Ligen mit Play-off-Modus umgewandelt. In der Saison 1984/85 platzierte sich Sturm im oberen Mittelfeld auf Rang sechs. Die UEFA-Cup-Qualifikation wurde in der Vorsaison mit Rang fünf sehr knapp verpasst, weswegen die Grazer lediglich noch im ÖFB-Cup spielten. Dort unterlagen die Grazer im Halbfinale der Wiener Austria, wo erstmals der 19-jährige Otto Konrad zum Einsatz kam. Im April verließ Gernot Fraydl Sturm, der neue Trainer Robert Pflug verließ im September 1984 den Verein, Hermann Stessl kam bis Juni 1985.
Ivan Marković stieß im Mai 1985 zum Verein und bereits im Oktober 1985 kam Franz Mikscha als neuer Coach. In eineinhalb Jahren „verbrauchte“ Sturm gleich fünf Trainer. Mit Mikscha kam auch der „Sturm-Geist“ und Erfolg wieder zurück. Im Juli '85 kam mit Michael Petrović zusätzlich ein neuer Libero. Im Februar 1986 trat erstmals der spätere Präsident Hannes Kartnig bei Sturm auf den Plan. Gerüchte, dass Kartnig bei der Generalversammlung am 26. Februar eine Gegenliste aufstellen würde, bewahrheiteten sich vorerst nicht. Neuer Präsident wurde Alois Paul. Die Meisterschaft 1985/86 beendete Sturm wieder auf einem guten fünften Platz und im Mai 1986 engagierte Präsident Paul Walter Ludescher, denn Paul wollte noch erfolgreicher sein.
1986/87 wurde die Bundesliga erstmals mit Play-off gespielt. Im September '86 erreichte Sturm eine Vorentscheidung im Titelkampf. Auswärts auf dem GAK-Platz schlugen die Schwarz-Weißen den Stadtrivalen 3:2, der ins Abstiegs-Play-off musste. Trainer Ludscher nahm eine Verjüngerungskur vor. Andy Pichler, Gernot Jurtin und Walter Saria mussten den Verein verlassen, aus dem eigenen Nachwuchs rückten der heutige Sturm-Amateure-Trainer Christian Peintinger, Kurt Temm, Wolfgang Heinzl und der heutige Akademietrainer Michael Rexeis nach. Doch die junge Mannschaft konnte nur Platz sieben der Bundesligasaison erreichen. Im ÖFB-Cup scheiterten die Blackies in Runde drei an Admira Wacker.

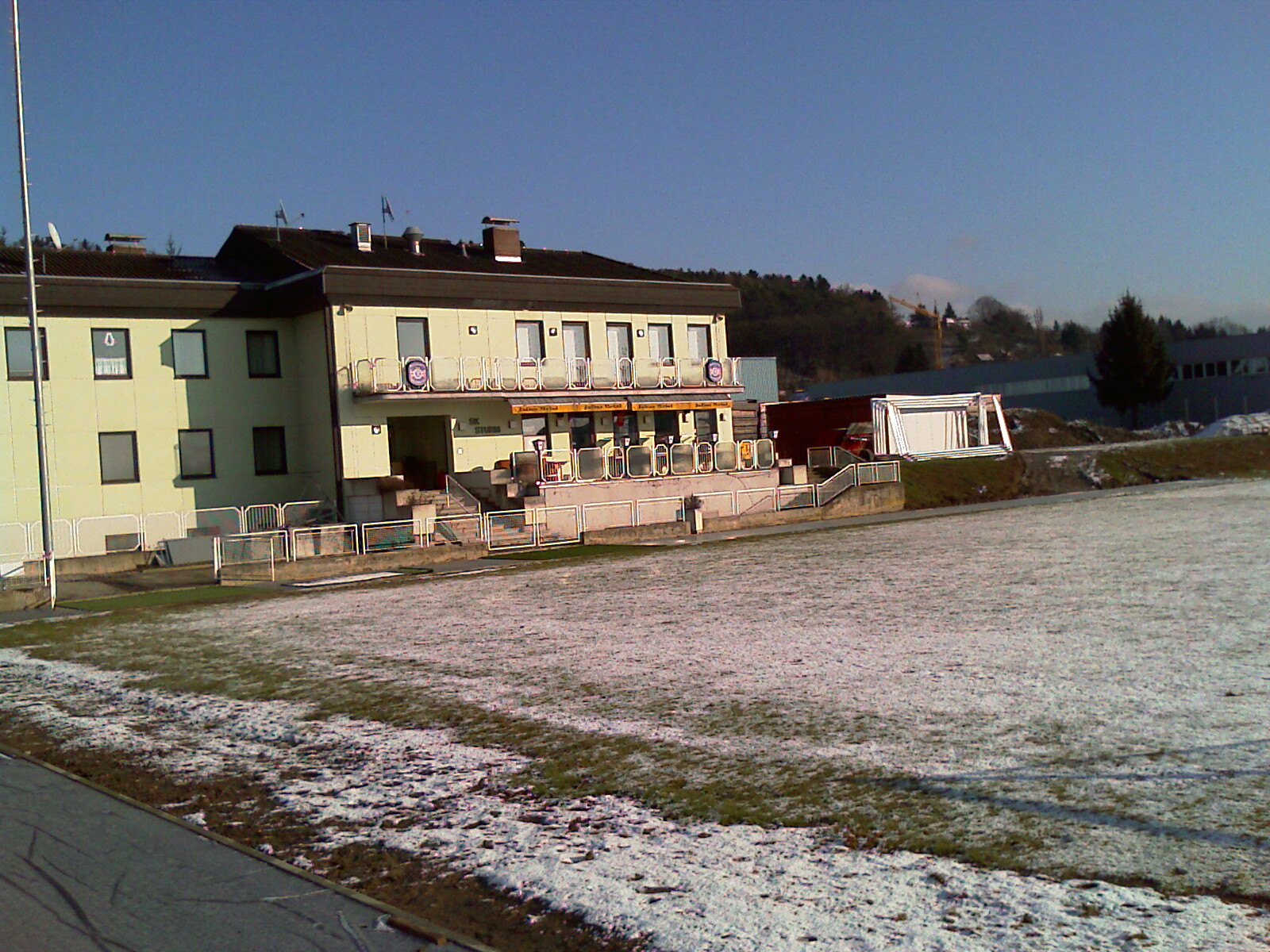
Das 1990 eröffnete Trainingszentrum Messendorf vor dem Umbau

In der Saison 1987/88 wurde Sturm überraschend Meisterschafts-Dritter und erreichte einen UEFA-Cup-Rang. Präsident Paul wollte noch erfolgreicher sein und holte eine Saison später Nationalspieler Jürgen Werner sowie Abwehrspieler Georg Zellhofer von VOEST Linz zu Sturm. Im Juli 1988 kaufte Hannes Kartnig zusätzlich Walter Schachner und stellte ihn Sturm zur Verfügung. Doch das „Dreamteam“ mit Spielern wie Petrovic, Zellhofer, Schachner, Werner, Türmer, Thonhofer, Koschak und Krämer schaffte den Umstieg von hartem Drill auf die feine spielerische Klinge nicht. Sturm musste ins Abstiegs-Play-off. Paul holte Otto Barić zurück zu Sturm, der den Verein vor dem Abstieg bewahrte. Die Vereinskrise spitzte sich immer mehr zu. Das Budget war vor allem durch den Bau des Trainingszentrum hoch belastet. Zusätzlich forderte Barić neue Spieler, um sich in der Liga im oberen Spitzenfeld behaupten zu können und Hannes Kartnig drängte immer mehr in den Klub. Er bot sich an, um Barićs Wünsche erfüllen zu können und fand damit beim Anhängerklub immer mehr Zuspruch. Er präsentierte ein Sponsor-Angebot der Neff GmbH, das jedoch nicht angenommen wurde. Weiters kündigte er die Käufe von Schachner, Gröss und Schinkels an, sollte er Präsident werden, was er jedoch nicht wurde.
Denn am 5. Juli 1989 fand im Hubertussaal eine außerordentliche Generalversammlung statt. Die Liste des alten Vorstandes trat gegen die „Liste Hannes Kartnig“ an, welche schlussendlich mit 217:261 unterlag. Neuer Klubchef wurde Werner Mörth. Dieser präsentierte mit Stabil Fenster einen neuen Sponsor. Im Juli 1989 holten Mörth und Kartnig, der einfaches Vorstandsmitglied war, Gustl Starek als neuen Trainer. Sturm erreichte im Meister-Play-off Rang fünf. Im Sommer wurden die Fußball-Leistungszentren in Bundesnachwuchszentren (BNZ) umgewandelt. Sturm betrieb seit Jahren ein solches, welches von den Grazer Wechselseitigen gesponsert wurde. Aus diesem Sturm-BNZ gingen ab 1992 zahlreiche Spieler hervor, die dem Verein noch große Dienste leisten sollten. Unter anderem waren dies Martin Hiden, Günther Neukirchner, Markus Schopp oder Mario Haas. Im November '89 wurde Hannes Kartnig als Vorstand wegen eines Konflikts mit Trainer Starek abgewählt und im Mai 1990 wurde das Trainingszentrum in Messendorf eröffnet.

### 1990–1997 – Präsident Kartnig, Erfolgstrainer Osim und Cup-Sieger Sturm
| Saison                                                                                                 | Liga        | Platz | Tore  | Punkte | Titel         |
| --- | ----------- | ----- | ----- | ------ | ------------- |
| 1990/91                                                                                                | 1. Division | 3. 1) | 60:37 | 32     |               |
| 1991/92                                                                                                | 1. Division | 1. 2) | 18:11 | 17     |               |
| 1992/93                                                                                                | 1. Division | 2. 2) | 26:12 | 18     |               |
| 1993/94                                                                                                | Bundesliga  | 7.    | 37:12 | 33     |               |
| 1994/95                                                                                                | Bundesliga  | 2.    | 58:41 | 47     | (V)           |
| 1995/96                                                                                                | Bundesliga  | 2.    | 61:35 | 67     | (V) [C] \|S\| |
| 1996/97                                                                                                | Bundesliga  | 3.    | 50:31 | 55     | [C]           |
| 1) Meister-Play-off 2) Aufstiegs-Play-off (V): Vizemeistertitel [C]: ÖFB-Cup-Sieg \|S\|: Supercup-Sieg |             |       |       |        |               |

Mit Rudi Schauss verließ 1990 eine Sturm-Legende den Verein. Schauss absolvierte zwischen 1976 und 1990 als Verteidiger 393 Meisterschaftsspiele, in denen er 36 Tore erzielte. Im November 1990 trat Klubchef Egger zurück. „Eiskönig“ Charly Temmel folgte ihm nach und wurde neuer Präsident. Sturm rangierte nach Saisonende auf Platz drei und somit auf einem UEFA-Cup-Platz. Im Mai 1991 präsentierte Temmel einen neuen Hauptsponsor. Die österreichische Firma Stabil Fenster löste die Raiffeisen-Zentralbank ab. Kurz darauf trennte sich der Präsident von Manager Seneca aus finanziellen Gründen und aufgrund divergierender Ansichten. Neben dem Ausscheiden im UEFA-Cup in Runde eins gegen den FC Utrecht lief es in der Meisterschaft 1991/92 ebenso nicht gut, Sturm musste ins Abstiegs-Play-off, gewann dieses jedoch. Trainer Starek wurde gefeuert und ab November '91 kam Robert Pflug retour ins Traineramt.
1992 drückte die Schuldenlast schwer. Das Trainingszentrum Messendorf belastete die finanzielle Situation weiterhin. Der Kader wurde aufgewertet durch die Heimkehrer Rupert Marko und Walter Hörmann, für den eine Spendenaktion gestartet wurde. Da Sturm erneut ins Aufstiegs-Play-off musste, wurde Trainer Pflug im Oktober '92 von seinen Pflichten entbunden und von Laco Jurkemik ersetzt. Im November war in der ORF-Sendung Sport am Montag von 28 Millionen Schilling Schulden die Rede und am 2. Dezember wurde Hannes Kartnig zum neuen Sturm-Präsidenten gewählt, da er die Möglichkeiten einer Schuldentilgung hatte. Charly Temmel, der Kartnig aufgrund der immensen Schulden ins Spiel brachte, zog sich auf den Posten des Vizepräsidenten zurück.

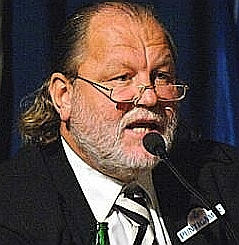
1992 machte Charly Temmel Hannes Kartnig zum Präsidenten

Zwei Wochen später holte Kartnig Heinz Schilcher als Manager zurück zu Sturm Graz und der Klub schaffte schließlich den Klassenerhalt.
Ab der Saison 1993/94 stellte die Bundesliga wieder auf eine 10er-Liga um. Trainer Jurkemik verließ Sturm Richtung Trnava, Manager Schilcher holte Milan Đuričić vom kroatischen Klub NK Osijek. Die Mannschaft erlebte einen Aderlass. Gleich 15 Spieler mussten den Verein verlassen, dafür kamen junge Spieler wie Mario Haas, Arnold Wetl, Markus Schopp, Martin Hiden, Gilbert Prilasnig, Günther Neukirchner, Herbert Grassler, Michael Leitner, Gernot Krisper, Gerald Pripfl und Marchanno Schultz zum Zug. Zusätzlich kam Torhüter Roland Goriupp vom GAK. Die junge Mannschaft konnte im Winter Rang acht erringen, am Ende der Saison reichte es für Platz sieben. Nach Saisonende verließ Trainer Đuričić den Verein aufgrund persönlicher Differenzen mit Präsident Kartnig. Sein Nachfolger war der jugoslawische Ex-Teamchef Ivica Osim, der mit Schilcher zwischen 1976 und 1978 bei Racing Straßburg spielte.
Damit begann die „Erfolgsära Osim“. Die Partnerschaft mit LUV Graz wurde intensiviert, die Amateurmannschaft des SK Sturm entstand. Vom MSV Duisburg holte Kartnig den Kroaten Ivica Vastić. Trainer Osim stellte das Spiel der Grazer komplett um; anstelle von Kampf hieß es nun Technik und Kurzpassspiel. Dieses System war bereits in der ersten Saison erfolgreich, Sturm Graz wurde 1994/95 Vizemeister – punktegleich mit Meister Salzburg, das nur dank der besseren Tordifferenz (+14) vor Sturm (+7) blieb. Weiters wurde der Verein modernisiert. Ein neues Sturm-Logo ersetzte das Logo mit der Fahne und das Sturm-Echo hieß nun Sturm-News.
1995/96 gewann Sturm den ersten Titel in der Profiliga. Nachdem im Cup-Achtelfinale FK Austria Wien auswärts mit 1:0 eliminiert worden war, traf Sturm im Viertelfinale auf den SG Gerasdorf, das mit 2:1 ebenfalls auswärts besiegt wurde. Im Halbfinale gab es ein Grazer Derby, in dem die Schwarz-Weißen die Athletiker mit 3:1 besiegten. Sturm stand im ÖFB-Cup-Finale und traf auf SK Admira Wacker. Durch Milanič und Wetl (2) wurde die Admira im Wiener Ernst-Happel-Stadion mit 3:1 bezwungen.
Im Sommer 1995 wurde die neue Drei-Punkte-Regel eingeführt und die Meisterschaft 1995/96 entschied sich erst in der allerletzten Runde in Wien zwischen dem SK Sturm und dem SK Rapid. Das Spiel endete 2:0 für die Wiener, die damit zum bereits 30. Mal Österreichischer Meister wurden. Ende Juli besiegte Cup-Sieger Sturm in Kapfenberg Meister Rapid aber im Supercup-Finale mit 1:0.
| → Spieldaten des entscheidenden Spiels um die Österreichische Meisterschaft, des ÖFB-Cup-Finales und des ÖFB-Supercups 1995/96. |

In der Saison darauf konnte der Cup-Titel verteidigt werden; im Finale bezwangen die Blackies die Vienna mit 2:1. Vor der Saison kam mit dem Grazer Bierkonzern Puntigamer ein neuer Hauptsponsor. Zusätzlich holte Kartnig Giuseppe Giannini vom AS Rom. Die Meisterschaft beendete Sturm auf Rang drei. Das Spiel SK Sturm – SK Rapid am 31. Mai 1997 war zugleich das letzte Spiel in der Gruabn. Das neue Arnold Schwarzenegger-Stadion war anstelle des Bundesstadions Liebenau errichtet worden und die Blackies übersiedelten in das größere Oval im Süden von Graz.
| → Spieldaten des ÖFB-Cup-Finales 1996/97. |

### 1997–2002 – Erster Meistertitel und Goldene Jahre
| Saison | Liga       | Platz | Tore  | Punkte | Titel         |
| --- | ---------- | ----- | ----- | ------ | ------------- |
| 1997/98 | Bundesliga | 1.    | 80:28 | 81     | {M} \|S\|     |
| 1998/99 1) | Bundesliga | 1.    | 72:32 | 73     | {M} [C] \|S\| |
| 1999/2000 1) | Bundesliga | 2.    | 77:32 | 74     | (V)           |
| 2000/01 1) | Bundesliga | 4.    | 58:44 | 55     |               |
| 2001/02 | Bundesliga | 2.    | 68:42 | 65     | (V)           |
| {M}: Meistertitel (V): Vizemeistertitel [C]: ÖFB-Cup-Sieg \|S\|: Supercup-Sieg 1) Teilnahme an der UEFA-Champions-League |            |       |       |        |               |

| Position                                | Spielername         | Meisterschaftsspiele | Tore |
| --------------------------------------- | ------------------- | -------------------- | ---- |
| T                                       | Kazimierz Sidorczuk | 35                   | 0    |
| T                                       | Roland Goriupp      | 1                    | 0    |
| T                                       | Rainer Heschl       | 0                    | 0    |
| V                                       | Darko Milanič       | 26                   | 2    |
| V                                       | Enzo Gambaro        | 0                    | 0    |
| V                                       | Ferdinand Feldhofer | 0                    | 0    |
| V                                       | Ranko Popović       | 32                   | 3    |
| V                                       | Günther Neukirchner | 34                   | 4    |
| V                                       | Franco Foda         | 31                   | 0    |
| V                                       | Mario Posch         | 24                   | 0    |
| V                                       | Michael Bochtler    | 4                    | 0    |
| M                                       | Gilbert Prilasnig   | 33                   | 5    |
| M                                       | Wolfgang Hopfer     | 25                   | 4    |
| M                                       | Roman Mählich       | 32                   | 4    |
| M                                       | Hannes Reinmayr     | 33                   | 15   |
| M                                       | Markus Hiden        | 0                    | 0    |
| M                                       | Thomas Gröbl        | 11                   | 0    |
| M                                       | Markus Schupp       | 32                   | 2    |
| M                                       | Jan-Pieter Martens  | 5                    | 1    |
| M                                       | Tomislav Kocijan    | 26                   | 5    |
| M                                       | Markus Schopp       | 13                   | 1    |
| A                                       | Mario Haas          | 36                   | 17   |
| A                                       | Ivica Vastić        | 30                   | 14   |
| A                                       | Hannes Toth         | 2                    | 0    |
| A                                       | Georg Bardel        | 9                    | 0    |
| A                                       | Joseph Spiteri      | 22                   | 3    |
| Trainer: Ivica Osim                     |                     |                      |      |
| Co-Trainer: Refik Muftic & Rupert Marko |                     |                      |      |

Die Saison 1997/98 startete mit der feierlichen Eröffnung des neuen Arnold Schwarzenegger-Stadions und einem Grazer Derby, welches Sturm mit 4:0 gewann. Zur Winterpause stellte Sturm mit 50 Punkten und 50 erzielten Toren aus 21 Spielen einen neuen Rekord auf und wurde Herbstmeister. Im Frühjahr 1998 bildete sich das Magische Dreieck, bestehend aus Stürmer und Kapitän Ivica Vastić, Stürmer Mario Haas und Mittelfeldmann Hannes Reinmayr. Die 29. Runde der Saison 1997/98 brachte Sturm im 89. Klubjahr schließlich zum größten Erfolg der Vereinsgeschichte. Nach einem 5:0-Heimsieg über die Wiener Austria war der SK Sturm Graz sieben Runden vor Schluss bereits vorzeitig Meister der Österreichischen Fußball-Bundesliga. Offiziell nahm Kapitän Vastić den ersten Meisterteller für die Schwarz-Weißen nach dem letzten Saisonspiel zu Hause gegen Admira Wacker in die Hände. Das Cup-Finale gewann zwar die SV Ried, jedoch konnten sich die Grazer bei den Oberösterreichern im Supercup revanchieren. Sturm gewann die Meisterschaft mit 81 Punkten und 19 Punkten Vorsprung auf Rapid Wien.
| → Spieldaten des entscheidenden Spiels um die Österreichische Meisterschaft, des ÖFB-Cup-Finales und des ÖFB-Supercups 1997/98. |

1998/99 war die erste von bislang drei Champions-League-Saisonen, die Sturm über Ujpest Budapest (4:0 und 3:2) erreichte. Man spielte in der Gruppe C zusammen mit Inter Mailand, Spartak Moskau und Real Madrid und wurde mit einem Punkt Gruppenletzter. In der Meisterschaft konnte Sturm seinen Meistertitel im letzten Spiel der Saison (3:0 zu Hause gegen den FC Tirol) verteidigen. Zusätzlich feierten die Grazer das Triple mit Cup- und Supercup-Sieg.
| → Spieldaten des entscheidenden Spiels um die Österreichische Meisterschaft und des ÖFB-Cup-Finales und des ÖFB-Supercups 1998/99. |

Über Servette Genf erreichten die Schwarz-Weißen 1999 erneut die Champions League. In der Gruppe D traf Sturm auf Manchester United, Olympique Marseille und Croatia Zagreb. Mit einem Punkt Vorsprung auf Zagreb erreichte Sturm Platz drei und schied zwar aus der Champions League aus, durfte dafür im UEFA-Cup weiterspielen, wo der AC Parma wartete. Die 1:2-Auswärtsniederlage in Parma konnte Sturm Graz im Rückspiel am 9. Dezember 1999 in der regulären Spielzeit egalisieren. Nach der darauf folgenden Verlängerung schied Sturm infolge einer umstrittenen Entscheidung des Schiedsrichters beim 2:3 mit 3:3 aus.
In der (Champions-League-)Saison 2000/01 machte sich Sturm endgültig international bekannt. Erneut in der Gruppe D wie im Vorjahr warteten dieses Jahr Galatasaray Istanbul, AS Monaco sowie die Glasgow Rangers. Zu Hause konnten Galatasaray (3:0), Monaco (2:0) und die Rangers (2:0) besiegt werden, auswärts unterlag Sturm den Rangers und Monaco mit 0:5. Das entscheidende Spiel in Istanbul endete jedoch 2:2-Unentschieden und Sturm wurde mit zehn Punkten vor Galatasaray (acht Punkte) Gruppensieger und erreichte die zweite Gruppenphase der Champions League. Dort trafen die Grazer in der Gruppe A auf den FC Valencia, Manchester United und Panathinaikos Athen. Valencia und Manchester waren eine Nummer zu groß, Sturm wurde dank der beiden Siege gegen Panathinaikos (2:0 zu Hause und 2:1 in Athen) Gruppendritter. In der Meisterschaft erreichten die Schwarz-Weißen Platz vier. Erstmals seit 1994 konnte Sturm keinen Europacup-Rang erreichen, was das schlechteste Ergebnis unter Trainer Osim war.
2001/02 trat eine komplett neue Sturm-Mannschaft an. Zwölf Abgänge standen neun Zugängen gegenüber. Zusätzlich kamen aus der Amateurmannschaft Herbert Rauter, Thomas Krammer und Ekrem Dağ. Dies verschlang fast die kompletten Champions-League-Millionen. Sturm wurde Vizemeister, zehn Punkte hinter Tirol. Dies bedeutete einen Champions-League-Qualifikations-Platz. Das ÖFB-Cup-Finale dieser Saison fand erstmals in Graz statt, das Duell lautete GAK gegen Sturm Graz, welches die Athletiker mit 3:2 für sich entscheiden konnten. Als Draufgabe verkündete Kapitän Vastić nach dem Schlusspfiff seinen Abgang. Er wechselte nach acht Jahren bei Sturm Graz nach Japan zu Nagoya Grampus Eight. Er spielte 303 Spiele für Sturm und erzielte dabei 151 Tore, davon 124 Meisterschaftstore. Erst 2008 sollte Mario Haas seine Meisterschaftstor-Rekordmarke brechen. Aufgrund des Konkurses des FC Tirol durfte Sturm als Vizemeister im Supercup 2002 antreten, Gegner war erneut der GAK und erneut gewann der Stadtrivale, diesmal mit 3:0.
| → Spieldaten des ÖFB-Cup-Finales und des ÖFB-Supercups 2001/02. |

### 2002–2007 – Sportliche Talfahrt, Konkurs und Zwangsausgleich
| Saison | Liga       | Platz | Tore  | Punkte |
| --- | ---------- | ----- | ----- | ------ |
| 2002/03 | Bundesliga | 6.    | 50:62 | 47     |
| 2003/04 | Bundesliga | 9.    | 39:52 | 35     |
| 2004/05 | Bundesliga | 7.    | 37:47 | 40     |
| 2005/06 | Bundesliga | 8.    | 44:51 | 42     |
| 2006/07 | Bundesliga | 7.    | 40:40 | 41 1)  |
| 1) 3 Punkte Abzug zu Saisonbeginn wegen Verstöße gegen die Lizenzauflagen 05/06 und 10 Punkte Abzug während der Saison wegen Konkursverfahren |            |       |       |        |

2002 scheiterte Sturm in der Champions-League-Qualifikation an Maccabi Haifa und gelangte in den UEFA-Cup. Nachdem die Hürden FC Livingston und Lewski Sofia genommen worden waren, kam in Runde drei Lazio Rom. Nach einer 1:3-Niederlage im Hinspiel gewannen die Grazer in Rom mit 1:0, was dennoch das Ausscheiden bedeutete. Nach einer 1:3-Heimniederlage in der Meisterschaft gegen den FC Kärnten trat Trainer Osim nach acht Jahren vor laufenden Kameras zurück. Co-Trainer Franco Foda übernahm im September 2002 vorerst interimistisch die Mannschaft. Aufgrund der guten Ergebnisse wurde er im November zum neuen Chefcoach ernannt. Der Deutsche brachte die Mannschaft zu Saisonende auf Rang sechs. Im April 2003 wurde die Sturm-Akademie in Gössendorf eröffnet.
Trotz der guten Leistungen der Sturm-Mannschaft beschloss die Klubführung einen neuen Trainer zu holen. Dank Schilchers Kontakte wurde im Juni 2003 der Schweizer Ex-Teamchef Gilbert Gress verpflichtet. Bereits im September 2003, nach 91 Tagen, wurde der Franzose jedoch wieder beurlaubt und durch den ehemaligen Sturm-Libero Michael Petrović, der als „Billiglösung“ mit unbefristetem Arbeitsvertrag galt, ersetzt. Die Saison 2004/05 war durchwachsen. Im April 2005 verkaufte Kartnig unter lautstarken Fanprotesten für 1,4 Millionen Euro die ehemalige Heimstätte Gruabn an die Stadt Graz, um die finanziell angespannte Lage überbrücken zu können. Die Meisterschaft konnten die Schwarz-Weißen auf Rang sieben beenden.

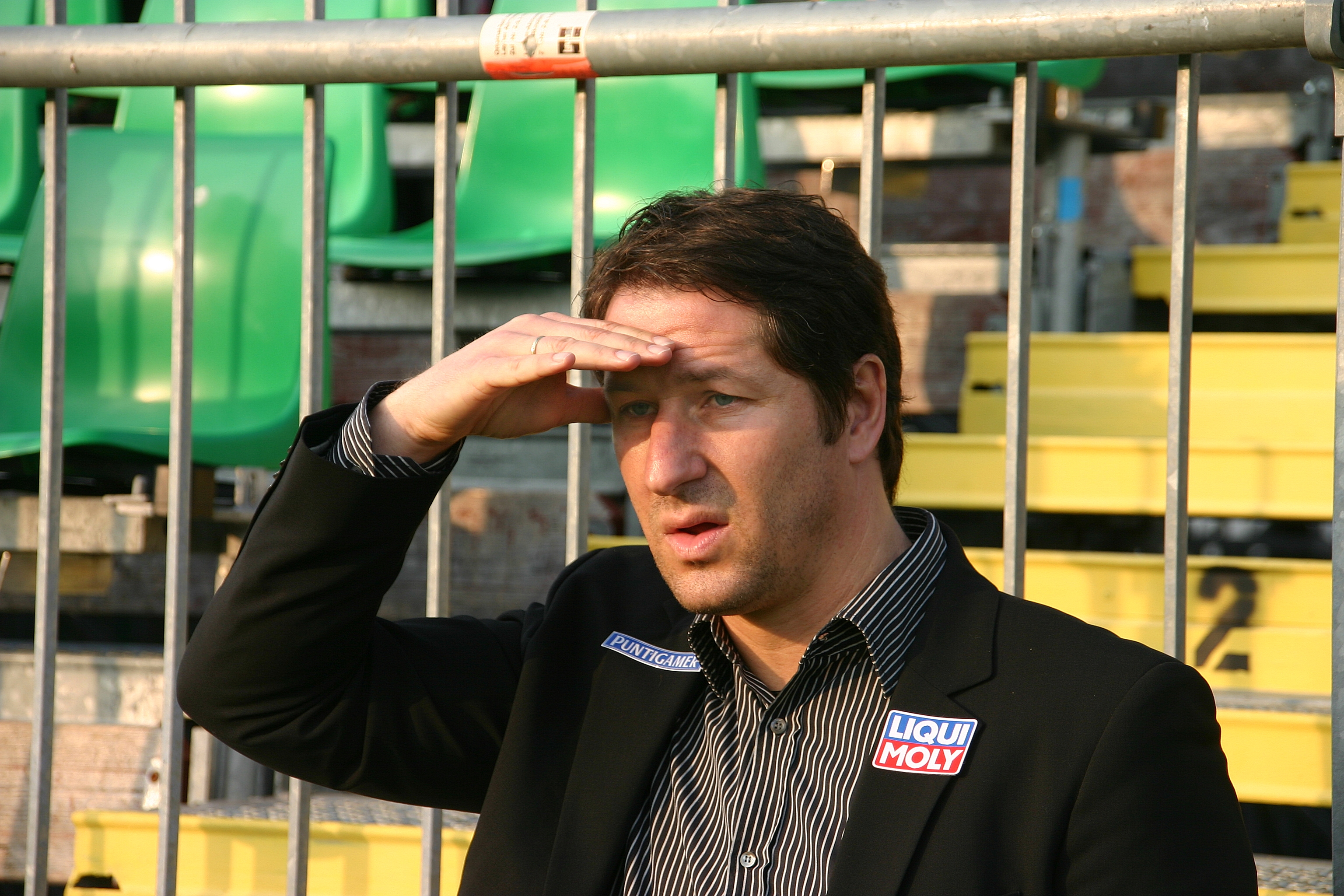
Franco Foda wurde 2006 zum zweiten Mal zum Chefcoach des SK Sturm ernannt

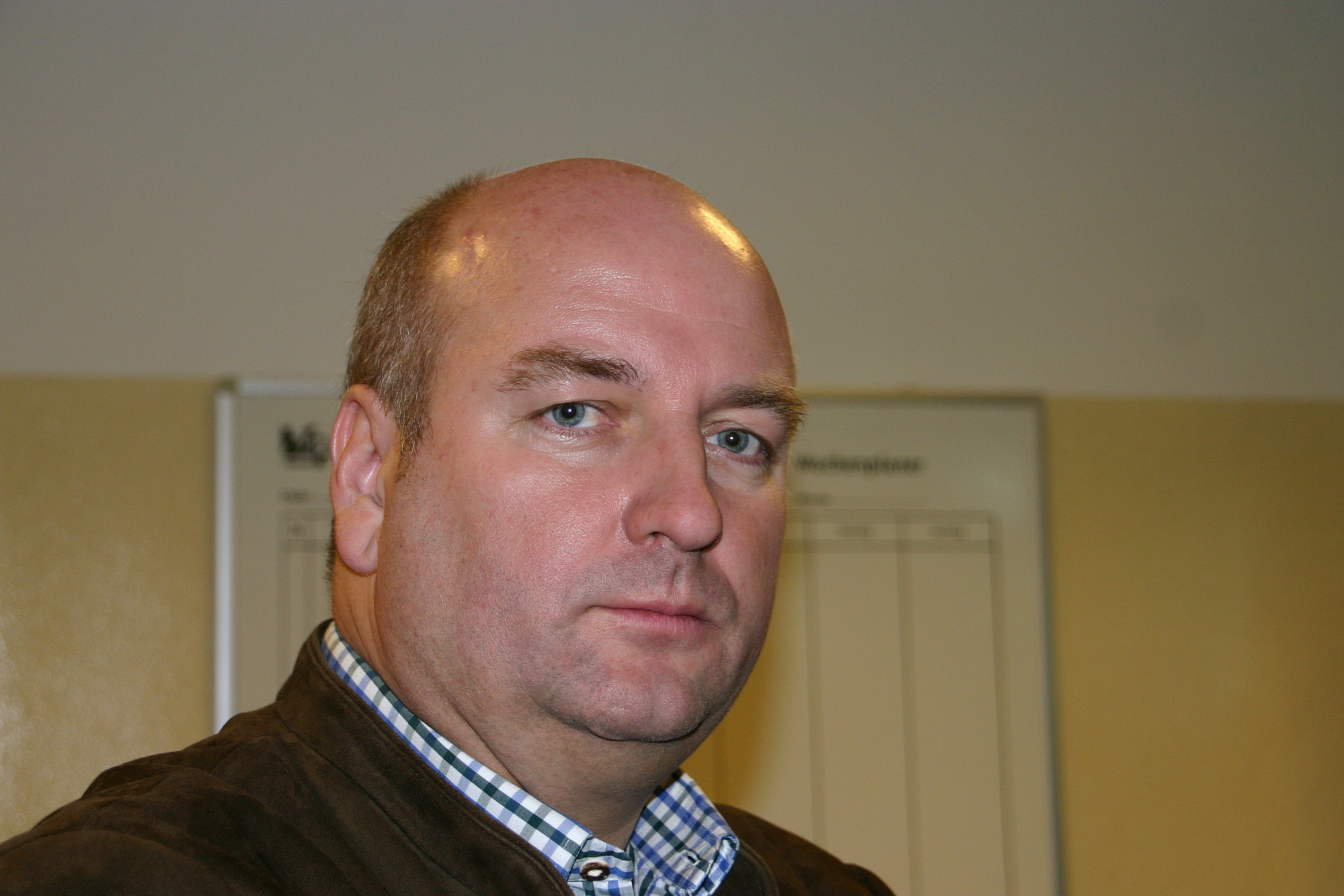
Hans Rinner übernahm 2007 die Präsidentschaft und führte den Verein wieder in ruhiges Fahrwasser

Die Lizenz für 2005/06 wurde nur mit Auflagen erlangt. Im UI-Cup kamen die Grazer nicht weit, in der Meisterschaft lief es eher schlecht. Jedoch brachte die Saison einen neuen Sturm-Rekordspieler hervor. Urgestein Günther Neukirchner, der während der Saison gegen die Admira sein 400. Bundesligaspiel feierte, überholte Gernot Jurtin (410 Spiele) um elf Einsätze (421). Im November 2005 stand wieder eine ordentliche Generalversammlung an, bei der die Fans erneut den Rücktritt Kartnigs forderten. Dieser verkündete bereits im September seinen Rückzug, um sich einer Wahl nicht stellen zu müssen. Vizepräsident und Spediteur Carlo Platzer kündigten im Vorfeld eine eigene Liste an, die jedoch Minuten vor der Versammlung am 8. November platzte. Kartnig erklärte daraufhin bis zu einer außerordentlichen Versammlung im ersten Halbjahr 2006 als Präsident zu bleiben. Erstmals war von sieben Millionen Euro Schulden die Rede. Am 25. April 2006, bei der außerordentlichen Generalversammlung, wurde der Vorstand mit Kartnig mangels Gegenkandidaten erneut für weitere vier Jahre mit 86:37 Stimmen bestätigt. Sportlich beendete Sturm die Saison auf Rang acht.
2006/07 erreichte die Krise beim SK Sturm ihren Höhepunkt, der Verein stand kurz vor dem Aus. Zunächst verweigerte die Bundesliga Sturm im April 2006 die Lizenz in erster Instanz. Im Mai kündigte Manager Heinz Schilcher und tat, was die Fans schon längst von Hannes Kartnig verlangten. Der widersetzte sich jedoch hartnäckig und musste zwischenzeitlich Polizeischutz in Anspruch nehmen. Schließlich bekam Sturm in zweiter Instanz die Lizenz, was sich Kartnig als alleiniges Verdienst auf die Fahnen heftete. Am 1. Juni bestellte die Vereinsführung den erfolgreichen Sturm-Amateure-Trainer Franco Foda erneut zum Chef-Coach. Am 1. September 2006 stellte die Finanzprokuratur schließlich nach langen, erfolglosen Verhandlungen einen Konkursantrag beim Landesgericht Graz und forderte rund 1,2 Millionen Euro. Am 23. Oktober 2006 stellte Sturm selbst einen Konkursantrag mit gleichzeitigem Antrag auf Zwangsausgleich. Am 2. November 2006 ging der von den Fans und der Investitionsgruppe geforderte Präsidentenwechsel über die Bühne. Hans Fedl übernahm das Amt von Hannes Kartnig. Zwei Monate später, am 18. Jänner 2007, fand im Puntigamer Hubertussaal eine weitere außerordentliche Versammlung statt, in welcher Präsident Fedl, der nur ein Übergangschef sein wollte, unter Standing Ovations zum Ehrenpräsident des SK Sturm Graz auf Lebenszeit gewählt wurde. Der bisherige Vize Hans Rinner folgte ihm nach. Er und der neue Vorstand wurden einstimmig gewählt und eine Woche später, am 25. Jänner 2007, nahmen die 140 Gläubiger schließlich den Zwangsausgleich an, welcher zusammen von der Styria Medien AG, der Raiffeisen-Landesbank Steiermark und der Grazer-Wechselseitige-Versicherung bezahlt wurde.
Einen Monat später zog die Bundesliga dem Klub in der laufenden Meisterschaft zehn Punkte wegen des Konkursverfahrens ab. Zusätzlich zu den drei Minuspunkten, mit welchen Sturm in die Saison 2006/07 gestartet war (eine „Auflage“ für die Erteilung der Bundesligalizenz) beendete Sturm die Saison auf Rang sieben. Ohne die Punktabzüge wären die Grazer Tabellenvierter geworden.

### 2007–2008 – Finanzielle und sportliche Rehabilitation
| Saison                         | Liga       | Platz | Tore  | Punkte | Titel |
| ------------------------------ | ---------- | ----- | ----- | ------ | ----- |
| 2007/08                        | Bundesliga | 4.    | 60:41 | 56     |       |
| 2008/09                        | Bundesliga | 4.    | 68:45 | 60     |       |
| 2009/10                        | Bundesliga | 4.    | 50:36 | 58     | [C]   |
| 2010/11                        | Bundesliga | 1.    | 66:33 | 66     | {M}   |
| 2011/12                        | Bundesliga | 5.    | 47:41 | 51     |       |
| 2012/13                        | Bundesliga | 4.    | 49:56 | 48     |       |
| 2013/14                        | Bundesliga | 5.    | 55:55 | 48     |       |
| 2014/15                        | Bundesliga | 4.    | 57:41 | 58     |       |
| 2015/16                        | Bundesliga | 5.    | 40:40 | 48     |       |
| 2016/17                        | Bundesliga | 3.    | 55:39 | 60     |       |
| 2017/18                        | Bundesliga | 2.    | 68:45 | 70     |       |
| 2018/19                        | Bundesliga | 5.    | 37:40 | 24     |       |
| 2019/20                        | Bundesliga | 6.    | 46:60 | 19     |       |
| 2020/21                        | Bundesliga | 3.    | 52:34 | 36     |       |
| 2021/22                        | Bundesliga | 2.    | 62:46 | 37     |       |
| 2022/23                        | Bundesliga | 2.    | 57:29 | 42     | [C]   |
| 2023/24                        | Bundesliga | 1.    | 54:21 | 44     | {M}   |
| 2024/25                        | Bundesliga | 1.    | 66:39 | 40     | {M}   |
| {M}: Meister [C]: ÖFB-Cup-Sieg |            |       |       |        |       |

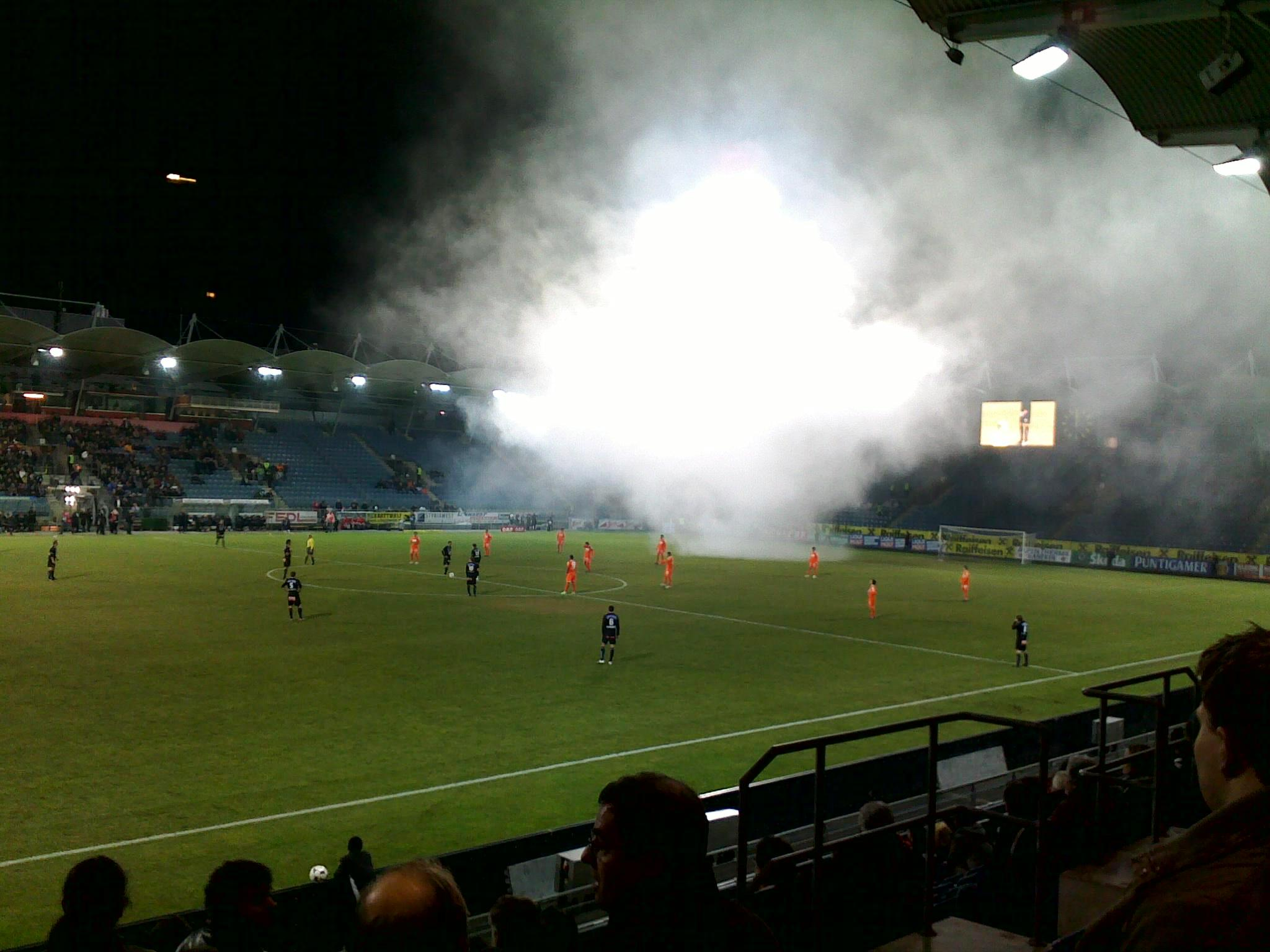
Sturm in Schwarz beim Cup-Spiel gegen die Wiener Austria im März 2009

Die Saison 2007/08 stand unter dem Motto „Neuanfang“. Einerseits waren die Zuschauerzahlen konstant hoch, andererseits war das Vertrauen in die Vereinsführung wieder da. Auch das Betreuerteam rund um Trainer Foda schaffte es eine Mannschaft zu formen, die in oberen Tabellenregionen mithalten konnte. Ergebnis war der Titel des Winterkönigs der Saison 2007/08.
Trotz des guten Herbstes 2007 erlitten die Schwarz-Weißen im Frühjahr 2008 einen Einbruch, verloren die Tabellenführung und rutschen zeitweise auf den fünften Tabellenrang ab. Zum Ende der Saison erreichten die Grazer noch den vierten Tabellenrang und somit den Startplatz für den UI-Cup.
Dort stieg Sturm in der zweiten Runde der Saison 2008/09 ein und besiegte die Mannschaften aus Soligorsk (Gesamtscore 2:0) und Budapest (2:1) und erreichte somit die zweite Runde der UEFA-Cup-Qualifikation. Dort traf der Klub auf den zwölffachen Schweizer Meister FC Zürich, der sich jedoch nach zwei 1:1-Unentschieden aus beiden Spielen nach dem Elfmeterschießen in Graz beim Rückspiel den Aufstieg in die UEFA-Cup-Hauptrunde sicherte. Nach dem Ausscheiden aus dem Europacup gelang eine lange Siegesserie in der Meisterschaft mit sieben hintereinanderfolgenden Siegen (zusätzlich eines Sieges im ÖFB-Cup), was in dieser Weise bis dato drei Mal gelang. Zwei Mal wurde der SK Sturm in darauffolgender Weise Meister und ein Mal Vizemeister.

### 2009 – Hundertjähriges Vereinsbestehen

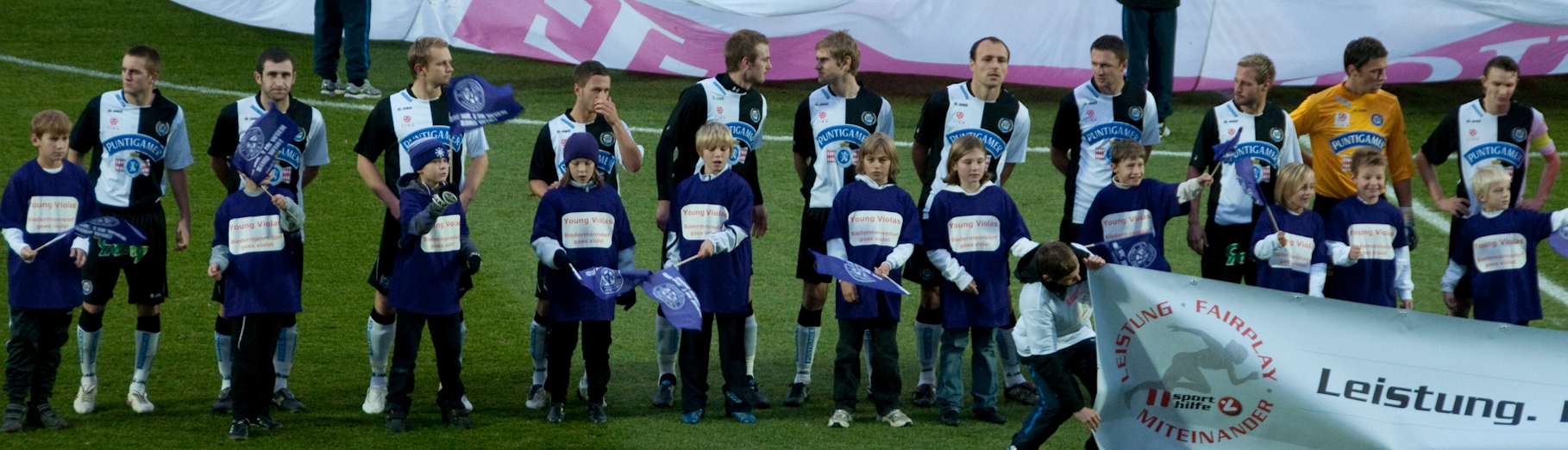
Sturm vor dem Spiel gegen Austria Wien am 8. November 2009 im Horr-Stadion

Am 20. November 2008 begann der SK Sturm vorzeitig seine Feierlichkeiten zum bevorstehenden 100-Jahr-Jubiläum. Im Grazer Kunsthaus präsentierte der Verein vor 100 exklusiv geladenen Gästen das Jubiläumslogo des Vereins und die zugehörigen, in einfachem Schwarz beziehungsweise Weiß gehaltenen, Jubiläumstrikots. Ebenso wurde das Buch „Wir sind Sturm! 100 Jahre Grazer Fußballgeschichte“ und das Programm zum Jubiläumsjahr 2009 präsentiert. Am 8. Jänner 2009 fand in der Helmut-List-Halle die Feier zum hundertjährigen Bestehen statt. Unter rund 700 geladenen Gästen und ehemaligen Spielern sowie Trainern wurde Ivica Osim zum Trainer des Jahrhunderts gewählt. Weiters wurden der langjährige Kapitän Ivica Vastić, Markus Schopp, Roman Mählich und Hannes Reinmayr geehrt und mit Günther Neukirchner (Rekordspieler mit 421 Partien) und Mario Haas (Rekordtorschütze) ehrte der SK Sturm zwei seiner „Urgesteine“.
Am 21. Juli 2009 gab Präsident Rinner bekannt, künftig nur mehr in der zweiten Reihe stehen zu wollen und die operative Leitung einem Klubmanager zu übertragen. Bereits eine Woche später am 28. Juli 2009 bestätigte der aussichtsreiche Kandidat, Christian Schmölzer, Turnierdirektor der EURO 2008, dass er diese Funktion mit 3. August 2009 übernimmt. Bereits am 9. März 2010 wurde das Dienstverhältnis zwischen Sturm und Schmölzer wieder gelöst.
Sportlich erreichte Sturm 2009 die 2. Qualifikationsrunde der neu geschaffenen UEFA Europa League 2009/10. Dort traf der Klub auf den bosnisch-herzegowinischen Premijer-Liga-Verein NK Široki Brijeg, der mit einem Gesamtscore von 3:2 bezwungen wurde. Gegner in der 3. Qualifikationsrunde war OFK Petrovac aus Montenegro, der vor allem aufgrund eines 5:0-Heimsiegs im Rückspiel mit einem Gesamtergebnis von 7:1 besiegt werden konnte. Bei der Auslosung zur Playoff-Runde wurde dem SK Sturm der ukrainische Fußballverein Metalist Charkiw zugewiesen. Das erste Spiel in Graz endete dabei mit einem 1:1-Unentschieden. Das Rückspiel am 27. August in der Ukraine endete mit einem 1:0-Sieg der Grazer, nachdem Daniel Beichler mit seinem Tor in der 32. Spielminute den Einzug der Mannschaft in die Gruppenphase des Bewerbs gesichert hatte, wo man in der Gruppe F auf Panathinaikos Athen, Galatasaray sowie Dinamo Bukarest trifft. Die Gruppenphase beendete man am 16. Dezember 2009 als Letzter. Während man beide Spiele gegen Dinamo Bukarest (0:1 und 1:2) sowie Panathinaikos (jeweils 0:1) verlor, konnte man gegen Galatasaray Istanbul insgesamt vier Punkte holen (1:1 in Istanbul und 1:0 in Graz). Der 1:0-Sieg gegen die Türken stellte dabei auch das letzte Spiel im Jahrhundertjahr dar.
Im Rahmen der Feierlichkeiten wurde darüber hinaus auch im SturmEcho die Jahrhundert-Mannschaft gewählt. Im Tor befindet sich Kazimierz Sidorczuk, die Abwehrspieler sind Heinz Ruß, Michael Petrović und Günther Neukirchner. Im Mittelfeld sind Markus Schopp, Manfred Steiner, Hannes Reinmayr und Helmut Senekowitsch. Die Angreifer des Jahrhunderts sind Mario Haas, Gernot Jurtin sowie Ivica Vastić, der auch der Kapitän dieser Mannschaft ist. Trainer der Jahrhundertmannschaft ist Ivica Osim.

### 2010 – Erster Titel seit elf Jahren

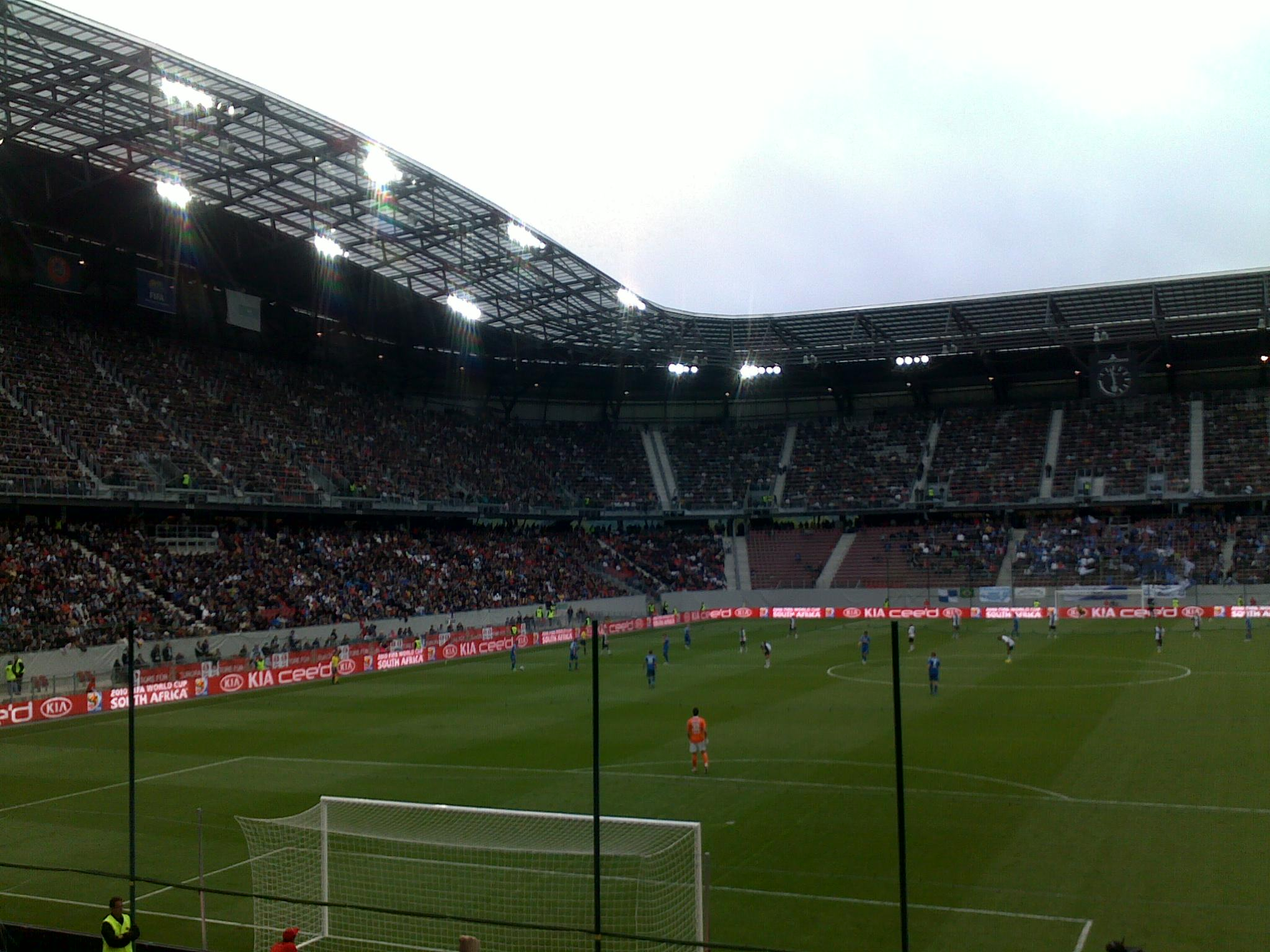
Sturm Graz gewann das Cup-Finale in Klagenfurt vor 28.000 Zuschauern

Nach der durchaus erfolgreichen Europa-League-Gruppenphase – auch wenn man mit vier Punkten Gruppenletzter wurde – ging es für die Grazer ins Frühjahr 2010. Dabei konnte man erstmals den jahrelangen „Frühjahrsfluch“ ablegen und feierte in den ersten fünf Runden des Frühjahrs fünf Siege. Die erste Niederlage folgte überhaupt erst in der siebenten Frühjahrsrunde in Salzburg. Danach brachen die Grazer jedoch etwas ein, bis Saisonende zementierte man sich den vierten Tabellenplatz ein. Damit beendete Sturm zum dritten Mal in Folge die Meisterschaft auf dem vierten Platz.
Wesentlich erfolgreicher war man im ÖFB-Cup. Nach Siegen gegen Red Bull Salzburg (2:0 zu Hause im Achtelfinale), Admira Wacker (1:0 zu Hause nach Verlängerung im Viertelfinale) und Ried (1:0 auswärts im Halbfinale) stand Sturm Graz erstmals seit 2002/03 wieder in einem Cup-Finale. Dieses gewannen die Steirer am 16. Mai in der Klagenfurter Hypo Group Arena vor 28.000 Zuschauern dank eines Kopfballtreffers von Klemen Lavrič in der 81. Minute mit 1:0. Dies bedeutet den ersten Titel für Sturm Graz seit elf Jahren.
Mit 25. Mai 2010 legte der seit 2007 amtierende Präsident Hans Rinner sein Amt als Präsident des SK Sturm Graz nieder. Ihm folgte am 26. Mai der bisherige Vizepräsident Gerald Stockenhuber als neuer Sturm-Präsident nach. Am 10. Jänner 2012 stellte Stockenhuber mit sofortiger Wirkung sein Amt zur Verfügung.
| → Spieldaten des ÖFB-Cup-Finales 2009/10. |

### 2011 – Dritter Meistertitel

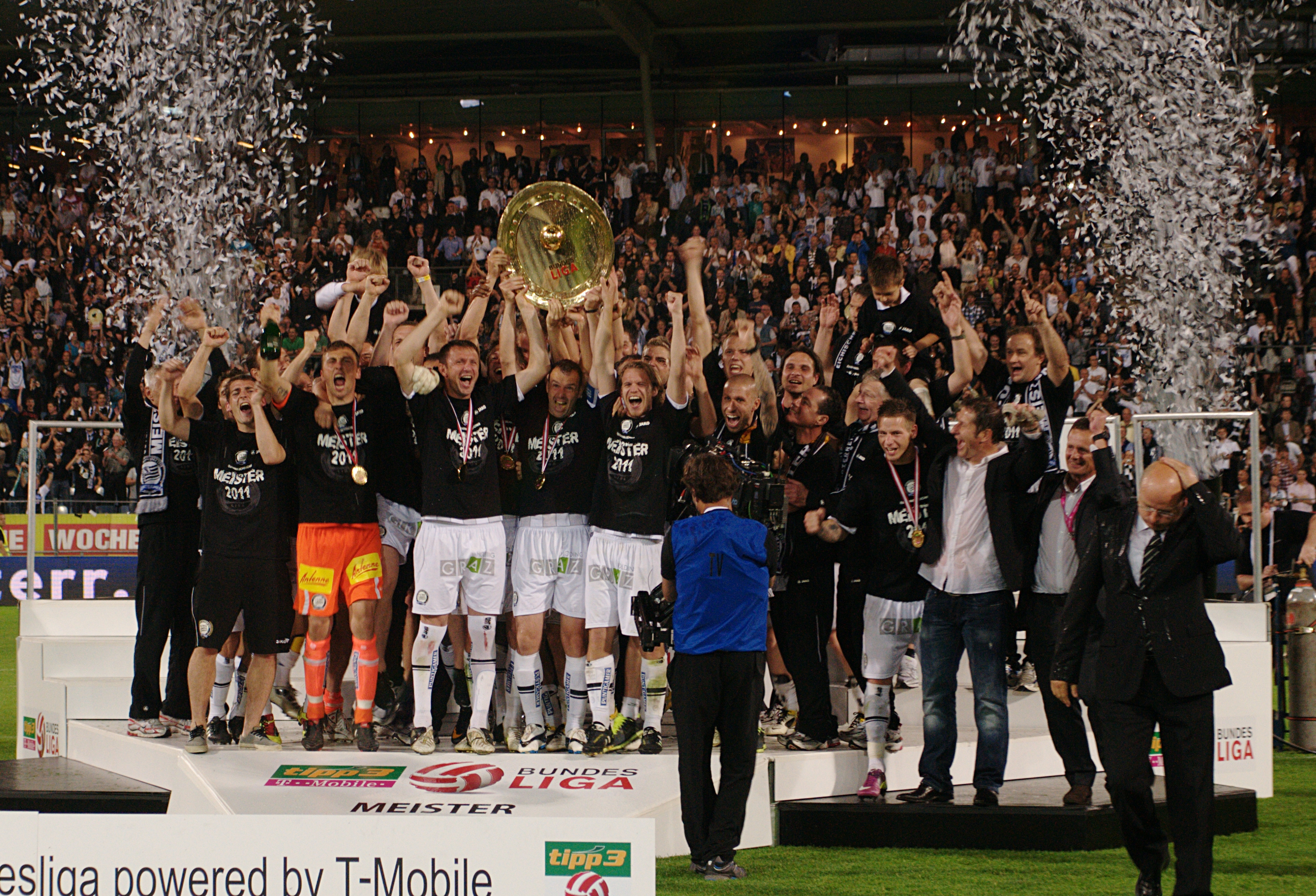
SK Sturm Graz: Meister 2011

Am 25. Mai 2011 kürte sich SK Puntigamer Sturm Graz zum dritten Mal nach 1998 und 1999 zum österreichischen Meister. Die Mannschaft feierte am letzten Spieltag einen 2:1-Heimsieg über Wacker Innsbruck. Für Trainer Franco Foda war das der dritte Titel mit Sturm, nachdem er die ersten beiden noch als Spieler miterlebt hatte. Im selben Jahr wurde durch Übernahme und Umstrukturierung der Frauenfußballabteilung des FC Stattegg die SK Sturm Graz Damenmannschaft begründet.

### 2012–2016 – Durchwachsene Jahre
Am 19. März 2012 gab Sturm Graz bekannt, dass der Verein den Vertrag mit Trainer Franco Foda nicht verlängern und er ihn daher mit Ende der Saison verlassen wird. Dieser Ankündigung gingen mehrwöchige medial ausgetragene Auseinandersetzungen zwischen Trainer und Vereinsvorstand voraus. Der bisherige Ried-Trainer Paul Gludovatz wurde gleichzeitig als neuer Sportdirektor präsentiert. Sturm Graz beendete die Bundesligasaison 2011/12 mit dem enttäuschenden 5. Rang und ohne Qualifikation für einen internationalen Bewerb.
| → Spieldaten des entscheidenden Spiels um die Österreichische Meisterschaft 2010/11. |

Als Nachfolger wurde Peter Hyballa präsentiert, der einen Vertrag bis 2014 unterschrieb. Nach einer guten ersten Saisonhälfte, die mit dem vierten Platz belohnt wurde, sorgten interne Differenzen für einen Bruch zwischen Trainer und Mannschaft. Nach einer Niederlagenserie zu Beginn des Jahres wurde Peter Hyballa am 22. April als Trainer des SK Sturm Graz beurlaubt. Für die restliche Saison übernahm der Coach der II. Mannschaft, Markus Schopp, das Traineramt. Von sechs Spielen verlor Schopp gleich fünf und gewann nur eines. Dennoch behaupteten die Grazer am letzten Spieltag noch den vierten Platz und qualifizierten sich damit für die Europa League.
Zu Beginn der Saison 2013/14 wurde Darko Milanič vorgestellt, der einen Vertrag über drei Jahre unterzeichnete. In der Europa League schied man überraschend gegen den isländischen Vertreter Breiðablik aus. In der Bundesliga erreichte man nur Platz fünf und musste dadurch auf den Einzug ins Finale des ÖFB-Cups hoffen, um in der kommenden Saison international vertreten zu sein. Im Halbfinale scheiterte man jedoch an Zweitligist SKN St. Pölten, womit man in der Spielzeit 14/15 nicht in der Europa League teilnehmen konnte. Obwohl die Saisonziele damit nicht erreicht wurden, hielt das Management an Trainer Darko Milanič fest.
Auch der Auftakt zur Saison 2014/15 verlief für den SK Sturm nicht nach Wunsch. Im September verließ Darko Milanic den Verein – allerdings nicht auf Betreiben des Managements, sondern weil er vom englischen Zweitligisten Leeds United abgeworben wurde. Während der Trainersuche übernahm Günther Neukirchner interimistisch die Mannschaft. Angesichts der vielen kursierenden Namen überraschend, wurde Ende September erneut Franco Foda als Trainer bestellt, der damit seine dritte Amtszeit beim SK Sturm antrat. In den folgenden zwei Jahren kamen ein 4. Und ein 5. Platz zustande. 

### 2016–2020 – Die Ära Kreissl: Fünfter Cuptitel
Im Mai 2016 wurde Günther Kreissl zum Sportdirektor bestellt. Mit seiner Bestellung ging es stetig bergauf. So konnte man in der Saison 2016 den ersten Herbstmeistertitel seit 1998 erobern. Man beendete die Saison schließlich auf dem 3. Platz. In der Europa League Quali schied man nach einem Weiterkommen gegen Mladost Podgorica in der 3. Runde gegen Fenerbahce Istanbul aus. Auch in der Saison 2017/18 spielte Sturm eine sehr gute Herbstsaison und ging als Tabellenführer in die Winterpause. Inzwischen wurde Trainer Franco Foda vom ÖFB zum Teamchef bestellt und so wurde Heiko Vogel zum neuen Trainer ernannt. Nach einem schlechten Start ins Frühjahr erfing man sich recht bald und beendete die Saison als Vizemeister. Außerdem holte man mit einem 1:0-Erfolg nach Verlängerung gegen Red Bull Salzburg zum 5. Mal den ÖFB-Cup. Sturm Graz nahm an der zweiten Qualifikationsrunde zur Champions League teil, scheiterte jedoch am niederländischen Verein Ajax Amsterdam mit 0:2 und 1:3, womit man in die dritte Qualifikationsrunde zur Europa League umstieg. Dort blamierte man sich gegen AEK Larnaka aus Zypern und schied mit einem Gesamtscore von 0:7 aus. In der Saison 2018/19 konnten die Grazer mit einem neuen Trainer, Roman Mählich, selbst ehemaliger Sturm-Spieler, in der neu formierten Bundesliga nach 22 Runden einen Platz in der Meistergruppe (obere Tabellenhälfte) ergattern und stand am Ende der Meisterschaft auf dem fünften Rang; man musste ins entscheidende Play-off gegen den SK Rapid Wien um einen Platz in der Europa-League-Qualifikation. Sturm konnte die Wiener mit 2:1 und 0:1 ausschalten. Chefcoach Mählich wurde beurlaubt, da der Verein „neue Wege gehen wollte“. Neuer Trainer wurde Nestor El Maestro. In der EL-Qualifikation war gegen den norwegischen Verein FK Haugesund mit einem Gesamtscore von 2:3 Schluss. Somit konnten die Steirer erneut die Chance auf einen Platz in einer internationalen Gruppenphase nicht wahren.

### 2020–2024 – Die Ära Schicker: Sechster Cuptitel, Doublesieger und Champions League
Im Mai 2020 wurde der bisherige Chefscout Andreas Schicker zum Geschäftsführer Sport bestellt, nachdem sich Günther Kreissl aus persönlichen Gründen zurückgezogen hatte. Nestor El Maestro wurde kurz vor Saisonende aufgrund von verheerenden Ergebnissen im Play-off entlassen. Mit dem neuen Trainerteam unter Christian Ilzer und einer grundwegs veränderten Mannschaft wurde in der Saison 2020/21 der sensationelle dritte Platz erreicht. Im Europapokal wurde zudem der Einzug in die UEFA-Europa-League-Gruppenphase erreicht, wo man allerdings mit insgesamt nur zwei Punkten gegen PSV Eindhoven, Real Sociedad und AS Monaco vorzeitig ausschied. Die Folgesaison war sportlich nicht minder erfolgreich, das Ergebnis aus dem Vorjahr als Vizemeister 2021/22 sogar übertroffen. Zudem wurden von Sportdirektor Schicker neue Maßstäbe in Sachen Transfererlösen gesetzt: Im Winter 2021 wechselte der erst ein halbes Jahr zuvor verpflichtete Kelvin Yeboah für die damalige Rekordablösesumme von über 6 Millionen Euro zum CFC Genua. Im folgenden Transfersommer bezahlte Atalanta Bergamo jedoch bereits 17 Millionen Euro (plus Boni) für Yeboahs Nachfolger Rasmus Højlund. In der 3. Runde der Qualifikation zur Champions League schied Sturm Graz knapp gegen den ukrainischen Vertreter Dynamo Kiew aus und wurde in der Europa League in eine Gruppe mit Lazio Rom, Feyenoord Rotterdam und FC Midtjylland gelost. Dort reüssierte das Team aus Graz und schied äußerst unglücklich nur aufgrund des schlechteren Torverhältnisses und punktgleich mit dem Erstplatzierten Feyenoord Rotterdam aus. Zudem konnte nach Siegen über SC Röthis, Austria Salzburg, GAK, RB Salzburg und LASK in einem fulminanten Finale vor 30.000 Zusehern in Klagenfurt gegen Rapid Wien zum 6. Mal der ÖFB-Cup gewonnen werden.
Dieses Finalduell im ÖFB-Cup wiederholte sich ein Jahr später am 1. Mai 2024, genau am 115. Geburtstag des SK Sturm Graz. Erneut konnte Rapid Wien geschlagen werden, diesmal mit 2:1.
Zwei Wochen später holten die Grazer in der letzten Runde der Bundesliga, in der Sturm Graz gegen Austria Klagenfurt spielte, den Meistertitel erstmals seit 13 Jahren wieder nach Graz und gewannen somit zum zweiten Mal nach 1999 das Double.
Der Gewinn der Meisterschaft bedeutete die fixe Teilnahme an der UEFA Champions League 2024/25. Als Gegner wurden Sturm am 29. August 2024 Borussia Dortmund, Atalanta Bergamo, FC Girona, Sporting Lissabon, OSC Lille Métropole, Stade Brest, FC Brügge und RB Leipzig zugelost. In den Heimspielen, die im Wörthersee Stadion in Klagenfurt ausgetragen werden, da das Heimstadion in Graz die erforderlichen UEFA-Anforderungen nicht erfüllte, errangen die Grazer gegen die Mannschaften aus Girona und Leipzig jeweils einen Sieg und verabschiedeten sich letzten Endes mit respektablen 6 Punkten (30. Platz der Ligatabelle) aus der Königsklasse.

### Seit 2024
Im Oktober 2024 verließ Sportdirektor Andreas Schicker den Verein und wechselte in die deutsche Bundesliga zur TSG Hoffenheim. Am 15. November 2024 folgte ihm Cheftrainer Christian Ilzer dorthin. Die Nachfolge trat im Dezember mit Jürgen Säumel ein ehemaliger Sturm-Spieler und zu dieser Zeit erfolgreicher Cheftrainer der zweiten Mannschaft von Sturm Graz an. Als Nachfolger von Andreas Schicker wurde Michael Parensen als neuer Geschäftsführer Sport präsentiert. Unter deren Leitung gelang den Grazern der zweite Meistertitel in Folge. Vor dem letzten Spieltag hatten mit dem Wolfsberger AC und der Wiener Austria zwei weitere Teams Chancen auf den Titel. Sturm Graz reichte jedoch ein 1:1 gegen den Wolfsberger AC im direkten Duell am 32. Spieltag, um den Titel zu fixieren. Im Falle eines weiteren Treffers wäre der WAC am Ende an der Spitze der Bundesliga gestanden. 

## Ligazugehörigkeiten

### 1920–1949
rot/grau: Meisterschaften unter NS-Regime
Erstklassigkeit:
rot: Bereichsklasse • blau: Staatsliga
Zweitklassigkeit:
grün: Steirische Meisterschaft • grau: Gaumeisterschaft

### Seit 1950
Erstklassigkeit:
hellblau: Staatsliga A • dunkelblau: Nationalliga • gelb: Bundesliga • orange: Bundesliga Abstiegs-Play-off
Zweitklassigkeit:
rot: Staatsliga B • dunkelrot: Regionalliga Mitte

## Bundesligamannschaft

### Trainerteam
Stand: 1. Juli 2025
| Funktion        | Name               | Geburtsdatum | Nationalität | beim Verein seit | letzter Verein        |
| --------------- | ------------------ | ------------ | ------------ | ---------------- | --------------------- |
| Trainer         | Jürgen Säumel      | 08.09.1984   | Osterreich   | 11/2024          | SK Sturm Graz II      |
| Co-Trainer      | Martin Lassnig     | 09.01.1984   | Osterreich   | 07/2025          | SK Austria Klagenfurt |
| Co-Trainer      | Sargon Duran       | 31.01.1987   | Osterreich   | 11/2024          | SK Sturm Graz Frauen  |
| Tormann-Trainer | Stefan Loch        | 30.06.1982   | Osterreich   | 06/2016          | FC Liefering          |
| Athletiktrainer | Kevin Maritschnegg | 19.04.1990   | Osterreich   | 01/2025          | TSV Hartberg          |

| → Liste der bisherigen Trainer |

### Aktueller Kader
Stand: 9. August 2025
| Rücken- nummer | Name                 | Geburtsdatum | Nationalität                 | beim Verein seit | letzter Verein              |          |
| Torhüter       | Torhüter             | Torhüter     | Torhüter                     | Torhüter         | Torhüter                    | Torhüter |
| -------------- | -------------------- | ------------ | ---------------------------- | ---------------- | --------------------------- | -------- |
| 01             | Oliver Christensen   | 22.03.1999   | Danemark                     | 08/2025          | AC Florenz (Leihe)          |          |
| 40             | Matteo Bignetti      | 06.05.2004   | Osterreich                   | 07/2023          | Eintracht Frankfurt II      |          |
| 41             | Elias Lorenz         | 27.03.2006   | Osterreich                   | 02/2024          | SK Sturm Graz II            |          |
| 53             | Daniil Chudjakow     | 09.01.2004   | Russland                     | 07/2024          | Lokomotive Moskau           |          |
| Verteidigung   |                      |              |                              |                  |                             |          |
| 02             | Max Johnston         | 26.12.2003   | Schottland                   | 07/2023          | FC Motherwell               |          |
| 05             | Tim Oermann          | 06.10.2003   | Deutschland                  | 07/2025          | Bayer 04 Leverkusen (Leihe) |          |
| 06             | Alexandar Borkovic   | 11.06.1999   | Osterreich                   | 08/2021          | TSG 1899 Hoffenheim II      |          |
| 17             | Emir Karic           | 09.06.1997   | Osterreich                   | 07/2024          | SV Darmstadt 98             |          |
| 18             | Emran Soglo          | 11.07.2005   | England                      | 01/2025          | Olympique Marseille         |          |
| 23             | Arjan Malić          | 28.08.2005   | Bosnien und Herzegowina      | 07/2024          | SV Ried                     |          |
| 24             | Dimitri Lavalée      | 13.01.1997   | Belgien                      | 09/2023          | KV Mechelen                 |          |
| 35             | Niklas Geyrhofer     | 11.02.2000   | Osterreich                   | 02/2020          | SK Sturm Graz II            |          |
| 47             | Emanuel Aiwu         | 25.12.2000   | Osterreich                   | 07/2024          | US Cremonese                |          |
| Mittelfeld     |                      |              |                              |                  |                             |          |
| 04             | Jon Gorenc Stankovič | 14.01.1996   | Slowenien                    | 08/2020          | Huddersfield Town           |          |
| 08             | Filip Rózga          | 07.08.2006   | Polen                        | 07/2025          | KS Cracovia                 |          |
| 10             | Otar Kiteischwili    | 26.03.1996   | Georgien                     | 07/2018          | Dinamo Tiflis               |          |
| 15             | William Bøving       | 01.03.2003   | Danemark                     | 08/2022          | FC Kopenhagen               |          |
| 19             | Tomi Horvat          | 24.03.1999   | Slowenien                    | 07/2022          | NŠ Mura                     |          |
| 21             | Tochi Chukwuani      | 24.03.2003   | Danemark                     | 07/2024          | Lyngby BK                   |          |
| 22             | Julius Beck          | 27.04.2005   | Danemark                     | 07/2025          | Esbjerg fB                  |          |
| 25             | Stefan Hierländer    | 03.02.1991   | Osterreich                   | 07/2016          | RB Leipzig                  |          |
| 43             | Jacob Hödl           | 31.01.2007   | Osterreich                   | 11/2024          | SK Sturm Graz II            |          |
| Angriff        |                      |              |                              |                  |                             |          |
| 09             | Szymon Włodarczyk    | 05.01.2003   | Polen                        | 07/2023          | Górnik Zabrze               |          |
| 11             | Axel Kayombo         | 25.02.2006   | Kongo Demokratische Republik | 07/2025          | FC Basel                    |          |
| 17             | Bryan Teixeira       | 01.09.2000   | Kap Verde                    | 01/2023          | SC Austria Lustenau         |          |
| 20             | Seedy Jatta          | 18.03.2003   | Norwegen                     | 08/2023          | Vålerenga Oslo              |          |
| 26             | Belmin Beganović     | 09.09.2004   | Osterreich                   | 04/2025          | SK Sturm Graz II            |          |
| 38             | Leon Grgic           | 22.01.2006   | Osterreich                   | 02/2023          | SK Sturm Graz II            |          |

| → Liste der bisherigen Kapitäne des SK Sturm |

| → Liste der Legionäre in Diensten des SK Sturm |

| → Liste der Erstligaspieler in Diensten des SK Sturm |

### Transfers
Stand: 9. August 2025
| Zugänge: | Abgänge: |
| Sommer 2025 | Sommer 2025 |
| --- | --- |
| - Julius Beck (Esbjerg fB) - Oliver Christensen (AC Florenz, Leihe) - Axel Kayombo (FC Basel) - Tim Oermann (Bayer 04 Leverkusen, Leihe) - Filip Rózga (KS Cracovia) - Bryan Teixeira (1. FC Magdeburg, Leih-Ende) - Szymon Włodarczyk (US Salernitana, Leih-Ende) | - Amady Camara (FC Nantes, Leihe) - Martin Kern (Puskás Akadémia FC) - Peter Kiedl (SV Ried, Leihe) - Konstantin Schopp (1. FSV Mainz 05) - Gregory Wüthrich (BSC Young Boys) - Fally Mayulu (Bristol City, Leih-Ende) - Kjell Scherpen (Brighton & Hove Albion, Leih-Ende) - Malick Yalcouyé (Brighton & Hove Albion, Leih-Ende) - Lovro Zvonarek (FC Bayern München, Leih-Ende) |

## Verein

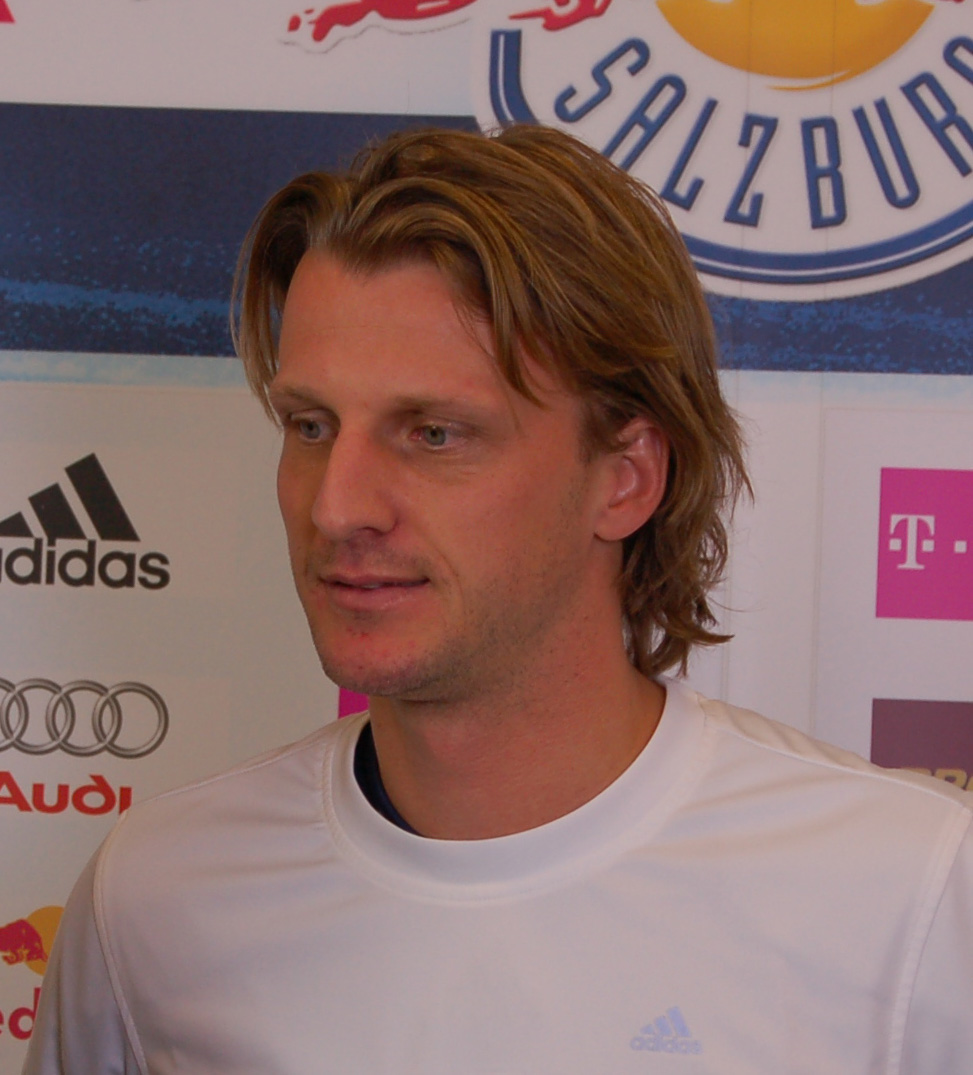
Markus Schopp ist einer von vielen, der aus dem Sturm-Nachwuchs stammt…

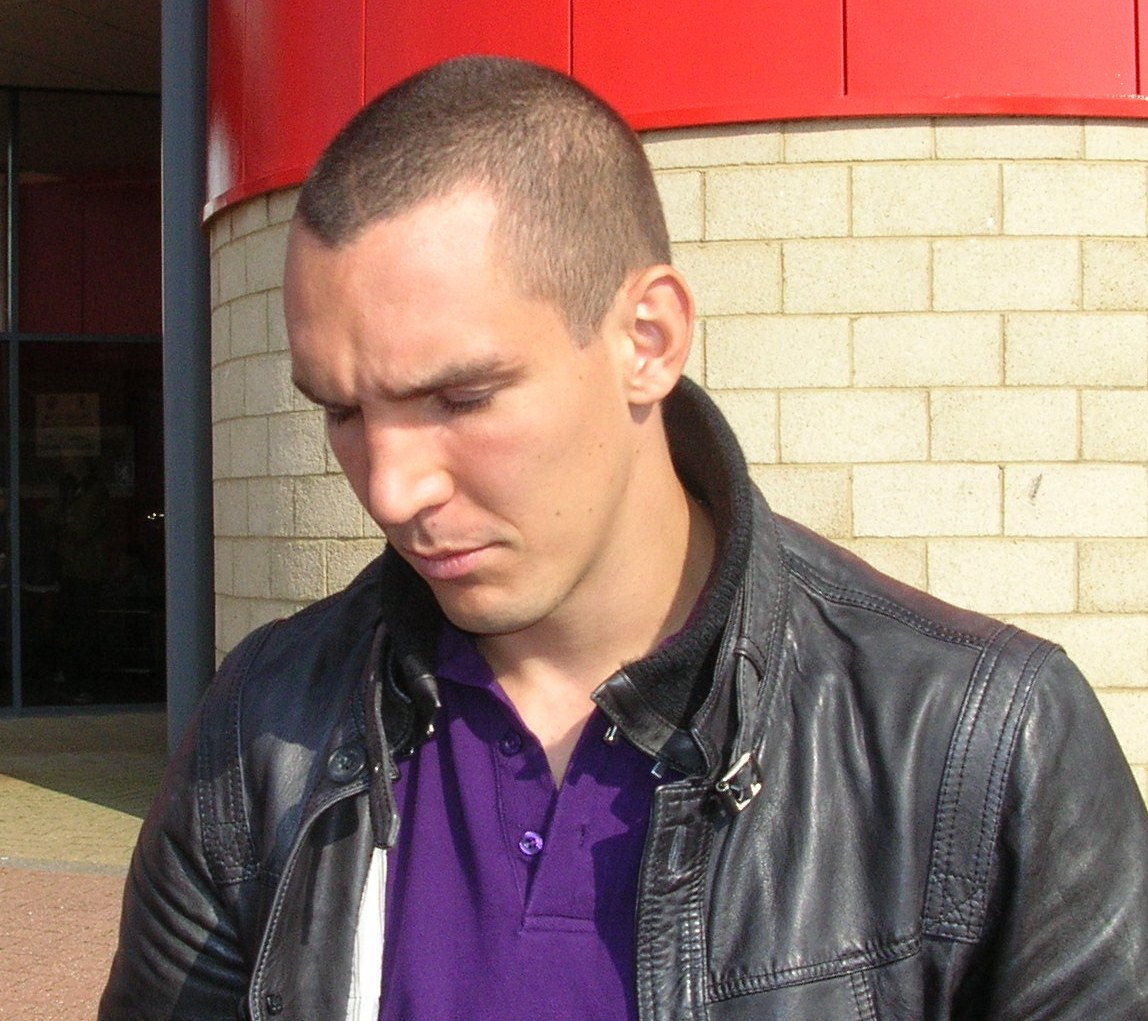
…ebenso wie Emanuel Pogatetz…

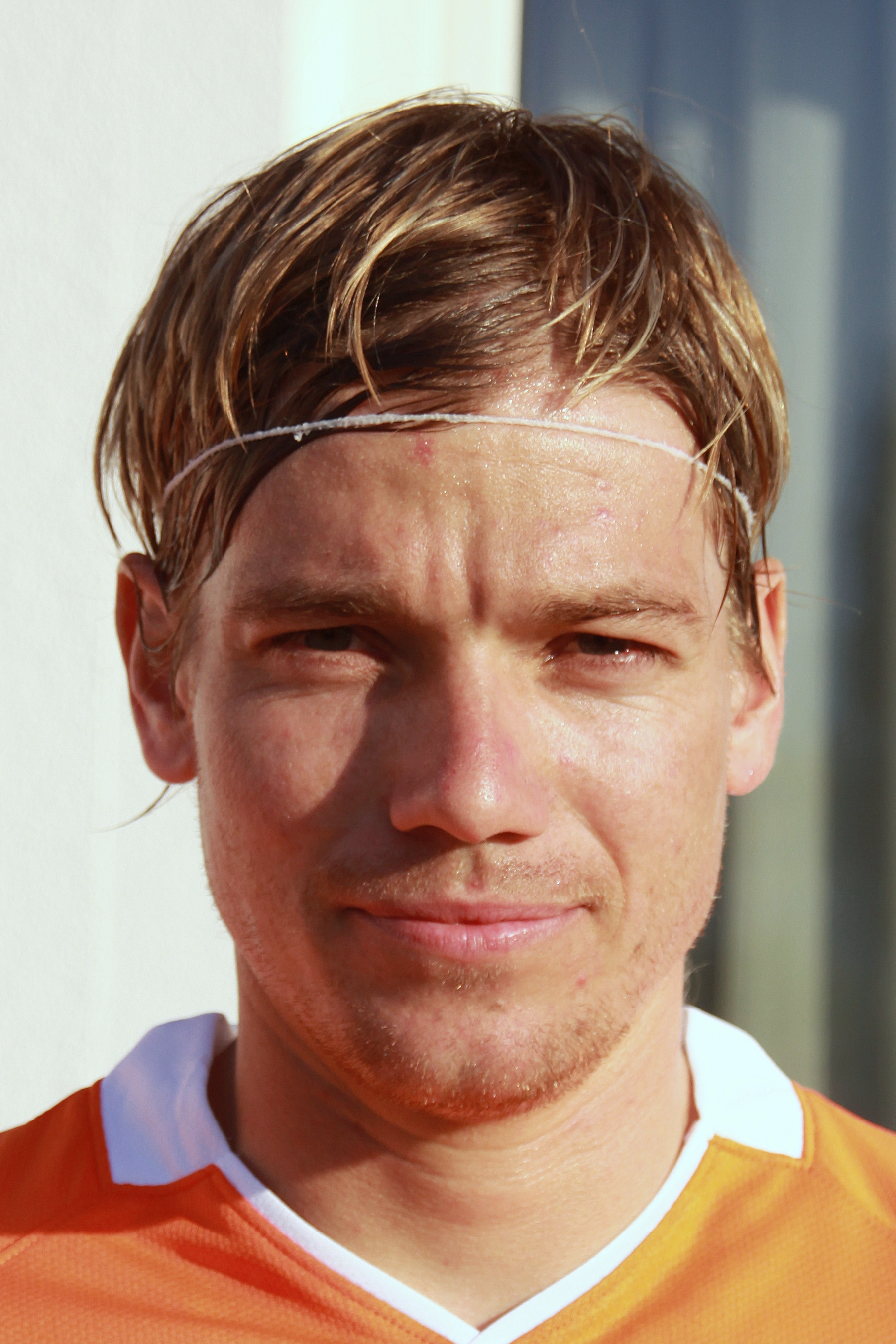
… oder Thomas Krammer

Mehr Daten zum Verein (Präsidentenliste, Trainerliste, Spielerliste, Legionäre etc.), die im Hauptartikel keinen Platz haben, finden sich unter

### Vereinsphilosophie
Seit jeher war und ist der SK Sturm ein Ausbildungsverein. Zahlreiche junge Spieler schafften von den Amateuren den Sprung in die Kampfmannschaft, wurden abgegeben und/oder erfolgreich. Spieler wie Ferdinand Feldhofer und Christoph Leitgeb reiften zu österreichischen Topspielern, andere wie Mario Haas, Markus Schopp, Sebastian Prödl, Jürgen Säumel, Johannes Ertl, Emanuel Pogatetz und Rasmus Højlund schafften den Sprung ins Ausland. Weitere erfolgreiche Spieler, die bei Sturm ausgebildet wurden, sind Klaus Salmutter, Ronald Gërçaliu, Thomas Krammer, Florian Kainz und Romano Schmid.

### Führung des Klubs
Der SK Sturm Graz ist ein Mitgliederverein, wird vom Präsidium („Vorstand“) geführt, das durch die ordentlichen Mitglieder gewählt wird, und nach außen hin durch den Präsidenten vertreten. Zusätzlich wird das Präsidium durch einen Klub-Manager ergänzt, der die operative Leitung des Klubs übernimmt. Der Präsident fungiert nur mehr als eine Art Vorstandsvorsitzender. Die sportliche Leitung haben der Trainer sowie der Sportdirektor. Stimmberechtigt sind ordentliche Mitglieder bei Jahreshauptversammlungen und Generalversammlungen.
Im Jahr 2007, nach dem Zwangsausgleich, wurde eine Vermarktungs-GmbH gegründet, die gemeinsam mit dem Sturm-Vorstand das Budget des Vereins überwacht. An dieser Vermarktungsgesellschaft sind die Raiffeisen-Landesbank Steiermark, die Grazer Wechselseitige Versicherung, die Styria Medien AG und eine private Sponsorengruppe beteiligt, die den Zwangsausgleich finanzierten.

### Aktueller Vorstand
| Name                   | Funktion                            |
| ---------------------- | ----------------------------------- |
| Christian Jauk         | Präsident                           |
| Peter Schaller         | Vizepräsident                       |
| Gerhard Steindl        | Vizepräsident & Stv.-Finanzvorstand |
| Michael Vollmann       | Finanzvorstand                      |
| Susanne Gorny          | Vorstand                            |
| Wolfgang Nusshold      | Vorstand                            |
| Stefan Stücklschweiger | Vorstand                            |
| Jörg Siegel            | Vorstand                            |

### Sponsoren
Sturm Graz war 1969 der erste österreichische Verein der höchsten Spielklasse, der einen Hauptsponsor in seinen Vereinsnamen aufnahm. Seit damals hatte Sturm insgesamt vier Hauptsponsoren:
| Jahr      | Firma                            | Firmenlogo | Branche                     | Vereinsname                  | Vereinslogo | Vereinslogo              |
| --------- | -------------------------------- | ---------- | --------------------------- | ---------------------------- | ----------- | ------------------------ |
| 1969–1979 | Durisol                          |            | Baustoffe                   | SK Sturm Durisol Graz        |             |                          |
| 1979–1990 | Raiffeisen-Landesbank Steiermark |            | Bankwesen                   | SK Raika Sturm Graz          |             |                          |
| 1990–1996 | Stabil Fenster                   |            | Fenster- & Türenherstellung | SK Stabil Fenster Sturm Graz |             | 1990–1994 1994–1996      |
| seit 1996 | Puntigamer                       |            | Bier                        | SK Puntigamer Sturm Graz     |             | 1996–2007 2007–2008 2009 |

Bis auf eine Ausnahme zierten die Hauptsponsoren die Front der Sturm-Trikots. Zwischen 1994 und 1996 verzichtete Stabil-Fenster auf den Aufdruck seines Logos und akzeptierte die Zeitung Steirerkrone als Trikotsponsor. In den Vereinsnamen wurde sie aber nicht aufgenommen.

### Ausrüster
| Jahr                   | Firma               | Logo |
| ---------------------- | ------------------- | ---- |
| 1974–1983              | Adidas              |      |
| 1983–Juli 2009         | Puma                |      |
| 1. Juli 2009–2013/14   | JAKO                |      |
| 2014/15 – 1. Juli 2021 | Lotto Sport Italia  |      |
| ab 2021/22             | Nike / 11teamsports |      |

### Logo im Wandel der Zeit
Zwischen 1909 und heute wandelte sich das Logo des SK Sturm. Ständiges Element war jedoch die Sturm-Fahne. Erst 1994 brach der damalige Präsident Hannes Kartnig mit der Tradition und führte ein neues, modernes Logo ein.
Zusätzlich kam es mit Kartnig zu vermehrten Änderungen der Trikotfarben von blau, grün, gelb oder orange. Wobei grün die einzige Farbe neben Schwarz-Weiß mit historischen Bezug zum SK Sturm ist, so wurde grün seit den 60er-Jahren auswärts regelmäßig getragen und zwischenzeitlich ist man sogar zu Hause gänzlich in grün angetreten. Die alte Sturm-Fahne wurde unter den Fans zu Kartnig-Zeiten immer mehr zum geheimen Protestzeichen. 2007 kehrte die damalige Vereinsführung unter Präsident Hans Rinner zurück zu den Wurzeln, vorerst anhand des Doppellogos, welches das Kartnig-Logo und die traditionelle Sturmfahne verband. Das Logo zum 100-Jahr-Bestehen zeigte wieder die alte Sturm-Fahne in goldener Lorbeerkranzeinhüllung, das Nachfolgelogo bleibt dem traditionellen Logo mit Fahne treu.
Der folgende Vergleich zeigt das erste Logo des SK Sturm, den Rückgriff auf die Wurzeln im Jahr 2007 mittels des Doppellogos sowie die endgültige Rückkehr zum Traditionslogo mit dem 100-Jahr-Jubiläumslogo.

Logo mit Sturm-Fahne im Zentrum (ab den 1950er-Jahren–1979)
Im Jubiläumslogo (2009) kehrte man dem modernisierten Logo endgültig den Rücken

## Spielstätten

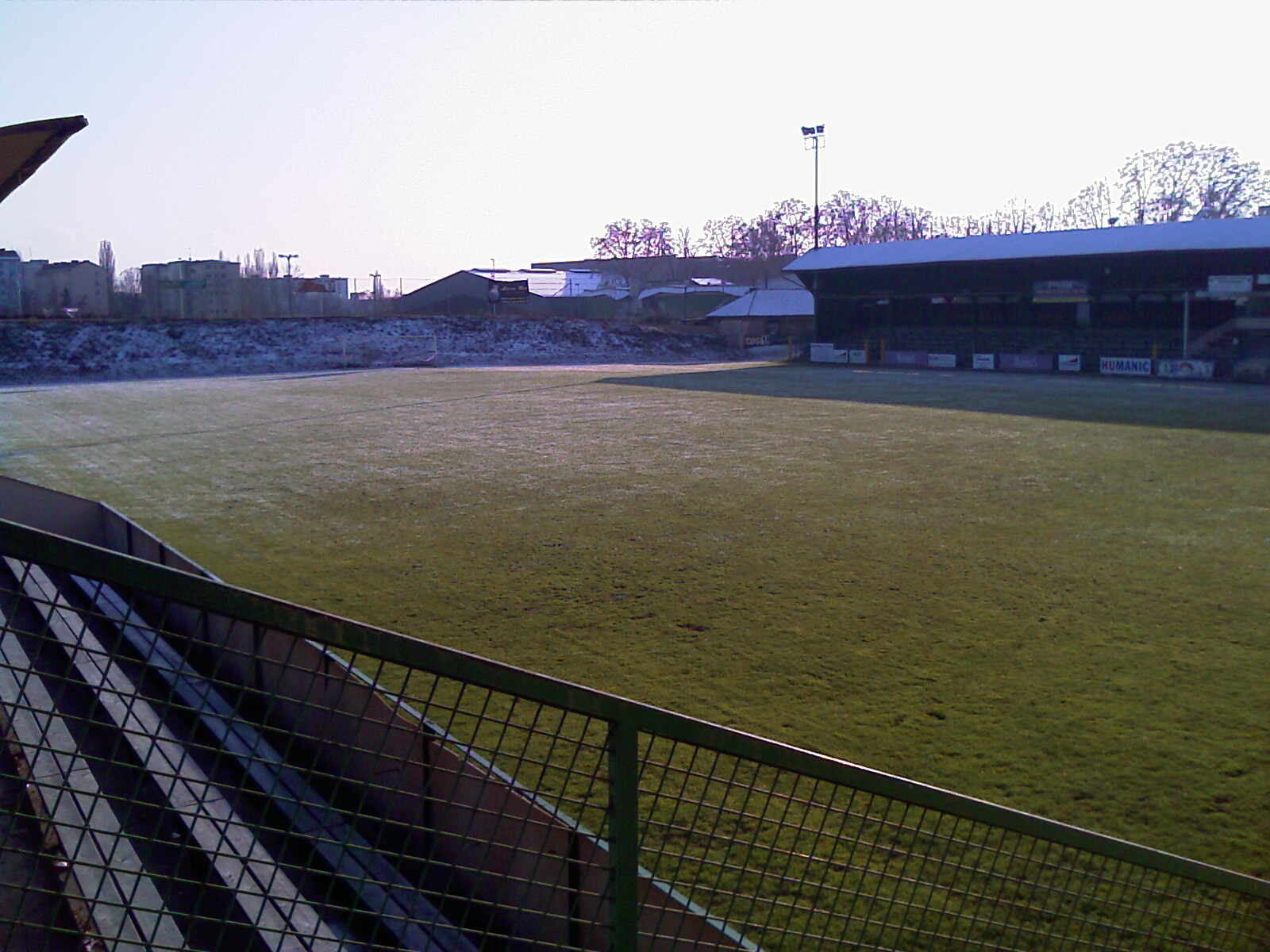
1919 zog Sturm in seine erste Heimstätte ein, die Gruabn

Sturm Graz wurde 1909 gegründet, hatte jedoch als Schülermannschaft keine finanziellen Möglichkeiten, sich einen eigenen Sportplatz anzuschaffen.

### Fröhlichgasse
Von 1910 bis 1919 war der Platz der Grazer Sportvereinigung (GSV) in der Fröhlichgasse ständige Spielstätte, da der neue Verein sich keinen eigenen Sportplatz anschaffen konnte. Der Philosoph und Ex-Obmann der GSV Arnold Schmidt verschaffte Sturm Graz die Möglichkeit am GSV-Platz zu trainieren und zu spielen.

### Gruabn
1919 fand Sturm erstmals eine eigene Heimstätte. Sturm-Spieler Michael Höller jr. konnte seinen Vater Michael Höller sen. überreden die Wiese an der Ecke Jakominigürtel/Klosterwiesgasse, die sein Vater von der Stadt Graz gepachtet hatte, als neuen Sturm-Platz zu nutzen. Mit finanzieller Unterstützung vom ÖFV (heute ÖFB) und vom Staatsamt für soziale Gesundheit wurde die Adaptierung der Wiese zu einem Sturm-Platz in Angriff genommen. Die Gruabn war geboren.
Durch den Ausbau des ehemaligen Bundesstadions Liebenau, im Süden von Graz, wurde das Bundesstadion attraktiver für Sturm. Bislang wurden nur Spiele mit erhöhtem Besucherandrang sowie Fernsehpartien ins Bundesstadion verlegt. Zwischen 1974 und 1982 bezog es Sturm als neue fixe Heimstätte. 1982, in der Zwischenzeit wurde die Gruabn erheblich renoviert, kehrte der SK Sturm zu seiner alten Heimstätte zurück.
Im April 2005 verkaufte der damalige Präsident Hannes Kartnig die Gruabn für 1,4 Millionen Euro an die Stadt Graz, um Sturm finanziell am Leben halten und die Lizenz für 2006/07 erhalten zu können. Heutzutage ist die Gruabn Heimstätte eines langen Weggefährten der Blackies, des Grazer SC.

### Merkur Arena

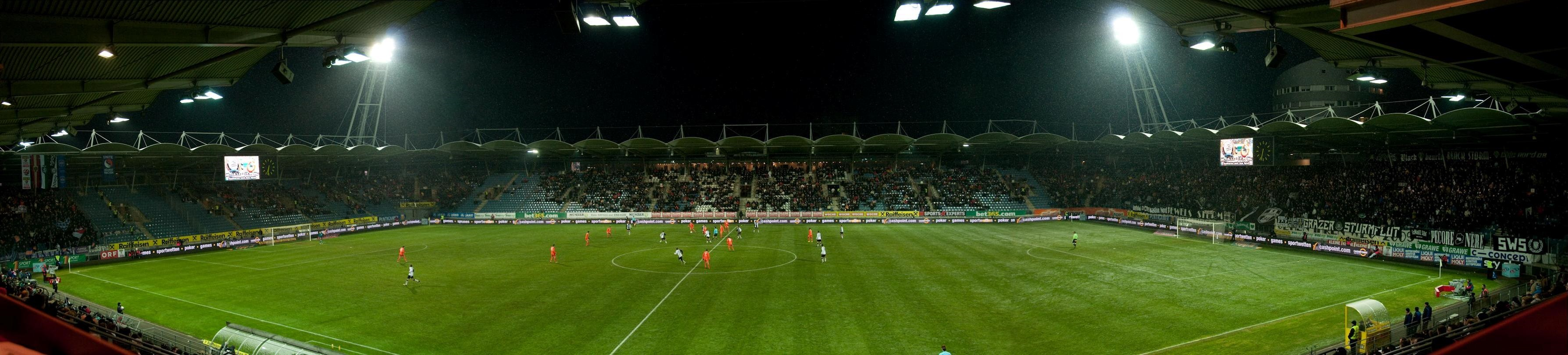
1997 zog Sturm in das neue Liebenauer Stadion ein, das seit 2016 unter dem Namen Merkur Arena bekannt ist

Seit Sommer 1997 spielt die Kampfmannschaft im neuen Liebenauer Stadion, das anstelle des Bundesstadions errichtet worden war. Zwischen 1997 und 2006 hieß das Liebenauer Oval Arnold Schwarzenegger-Stadion Graz-Liebenau. Nach politischen Differenzen der Stadt Graz mit dem kalifornischen Gouverneur Arnold Schwarzenegger im Jahre 2005 wurde das Stadion am 18. Februar 2006 zur UPC-Arena umbenannt. Im April 2016 wurde das Stadion zur Merkur Arena. Zwischen 1997 und 2005 wurde die alte Heimstätte, die Gruabn, als Trainingsplatz und für Spiele der Jugend- und Amateurmannschaft verwendet.

### Trainingszentrum Messendorf
Am 23. und 24. Mai 1990 wurde das Trainingszentrum in Messendorf in Graz-St. Peter eröffnet, bestehend aus zwei Rasenplätzen und einem Klubhaus. Spatenstich war am 3. April 1986, gekostet hatte es knapp 20 Millionen Schilling (zirka 1,5 Millionen Euro). Sieben Mio. Schilling (zirka 510.000 Euro) brachte Sturm selbst auf, dazu kamen fünf Mio. Schilling (zirka 364.000 Euro) von der Stadt Graz und dem Land Steiermark, die restlichen knapp 3 Mio. Schilling (zirka 218.000 Euro) bestanden aus Toto-Mitteln und Spenden. Bauleiter des Trainingszentrums war Heinz Hochstrasser.
Am 25. August 2008 wurde der Spatenstich zum großen Aus- und Neubau des Trainingszentrums getätigt. Neu sind ein Kunstrasenplatz, der schon im Herbst 2008 fertiggestellt wurde, sowie ein neuer Naturrasenplatz, zusätzlich zu den bestehenden zwei Naturrasenplätzen, die generalsaniert werden. Auch wird ein Zubau zum Klubhaus errichtet, in dem ein Wellnessbereich und neue Kabinen geschaffen werden. Die 4,5 Millionen Euro Kosten werden zu je einem Drittel von der Stadt Graz, dem Land Steiermark und Sturm Graz selbst aufgebracht. Die 1,5 Millionen Euro von Sturm wurden aus dem Verkauf von Sebastian Prödl an Werder Bremen (2,5 Millionen Euro Ablösesumme) erwirtschaftet. Die Eröffnung des ausgebauten Trainingszentrums fand am 18. und 19. Juni 2010 statt.

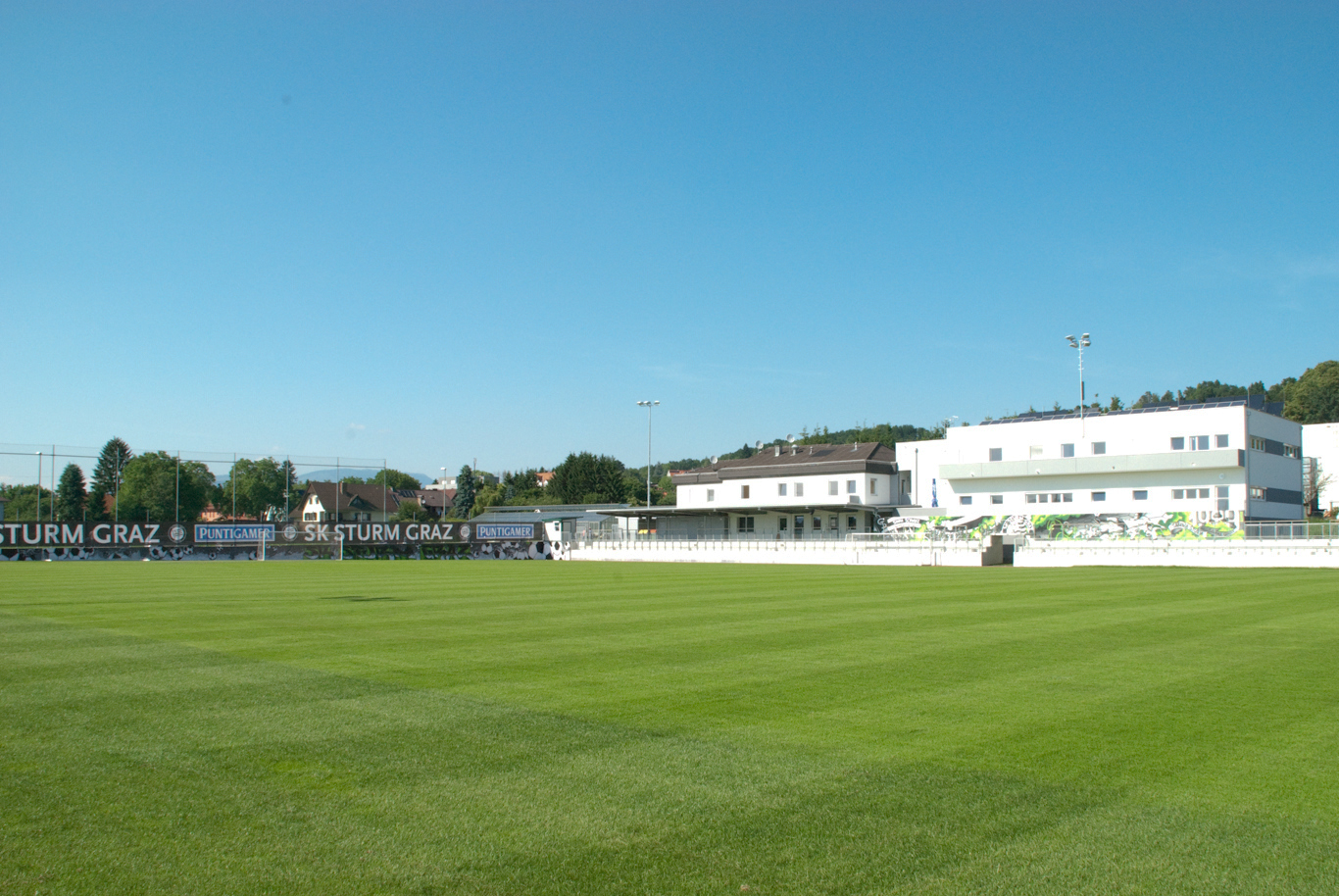
Das fertig ausgebaute Trainingszentrum Messendorf
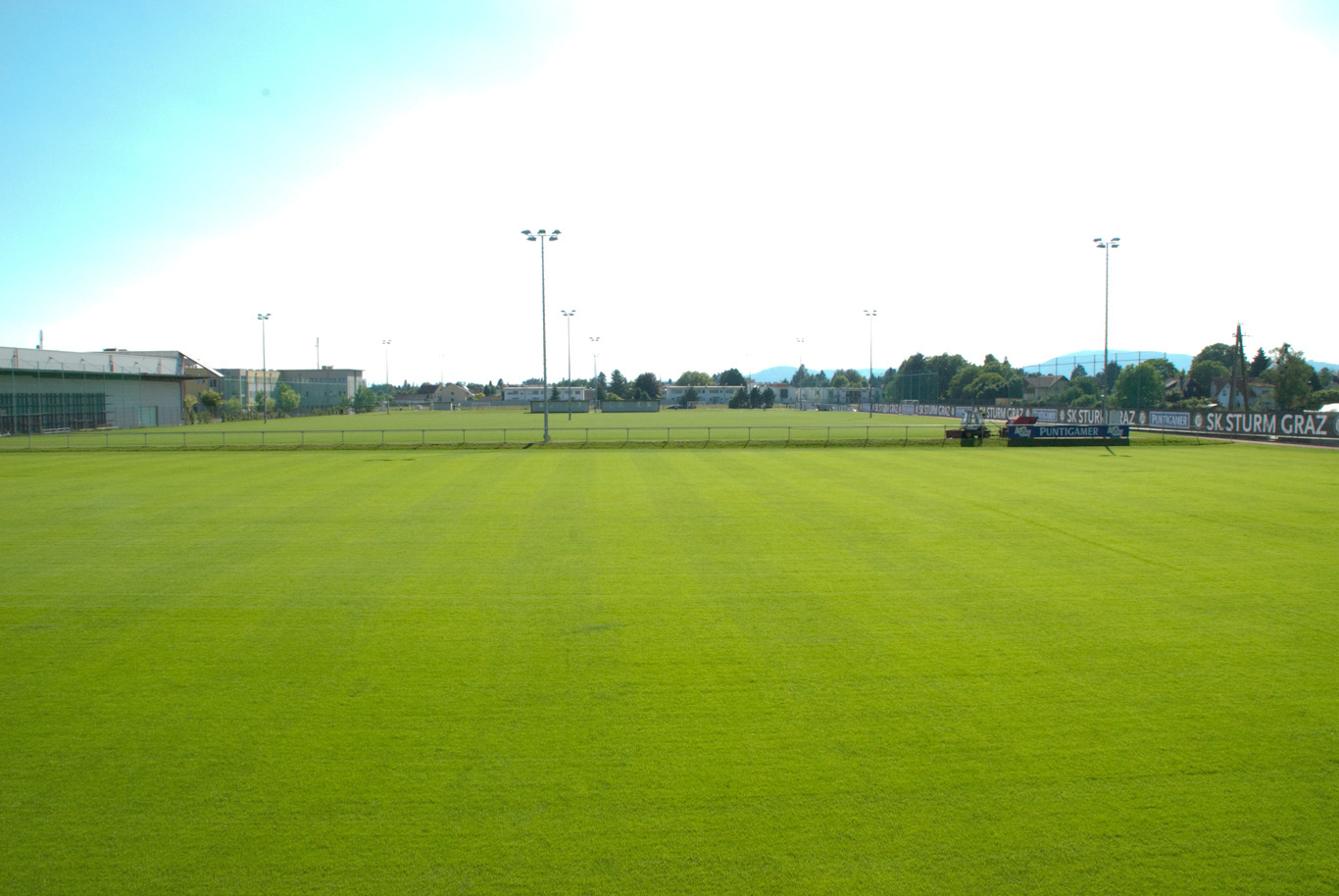
Insgesamt verfügt das Zentrum über vier Plätze
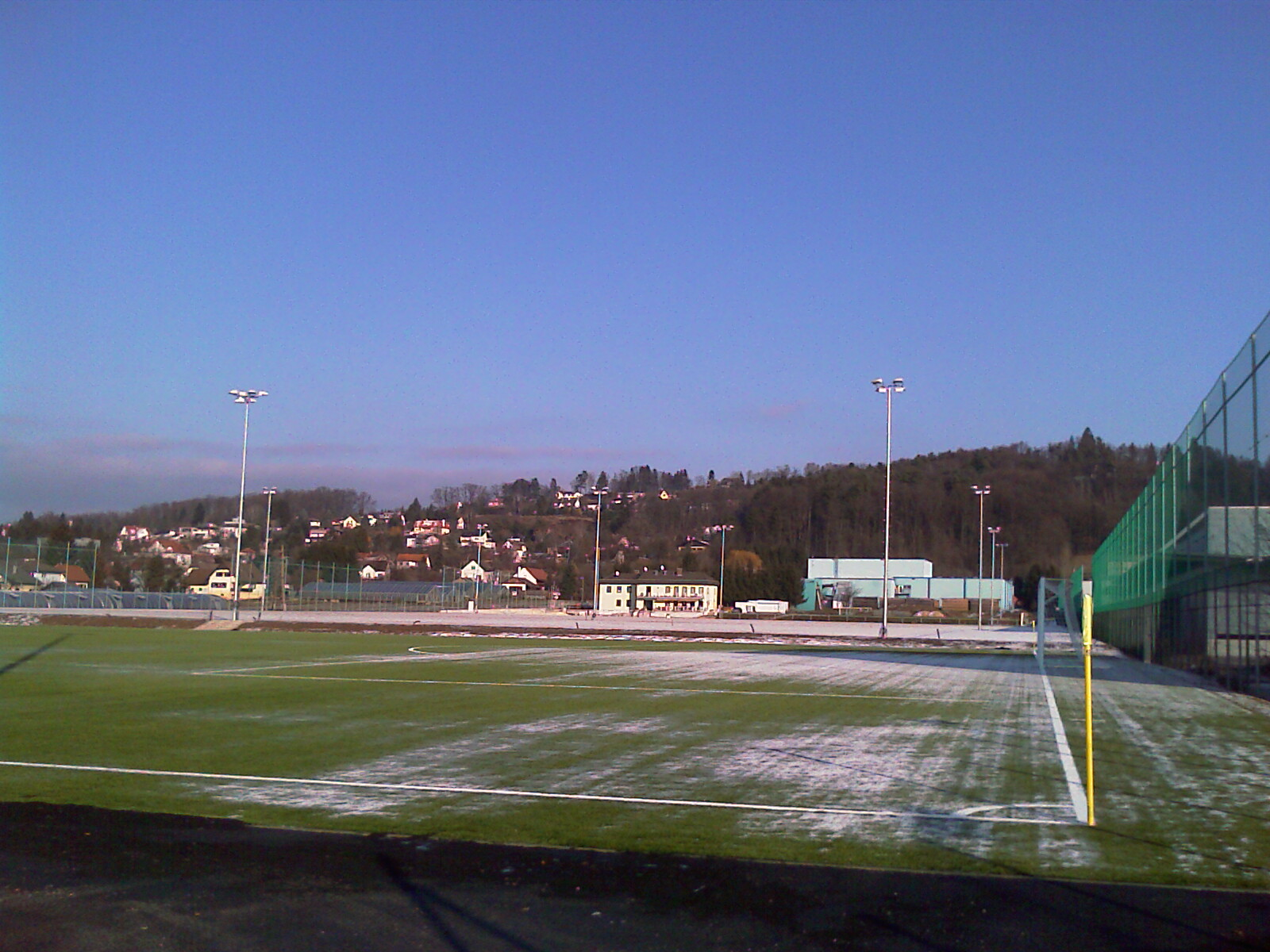
Der neue Kunstrasenplatz

## Fanszene

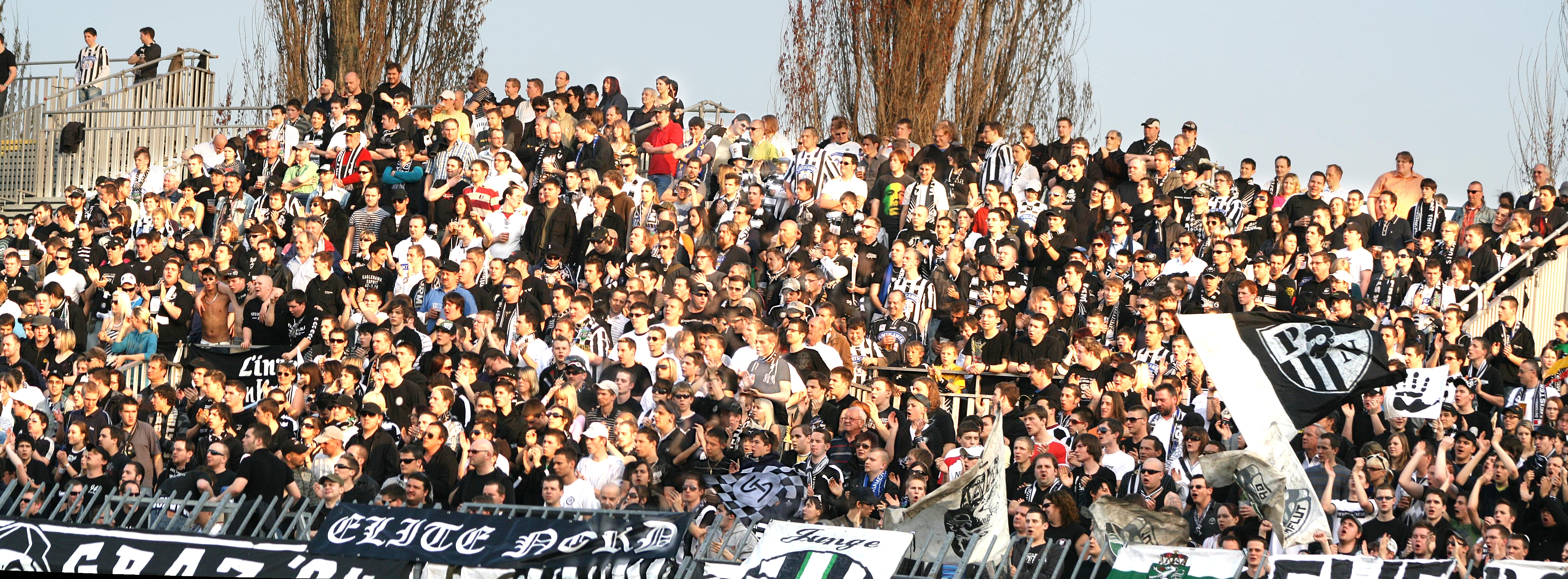
Auch bei Auswärtsspielen wird die Mannschaft von zahlreichen Fans begleitet

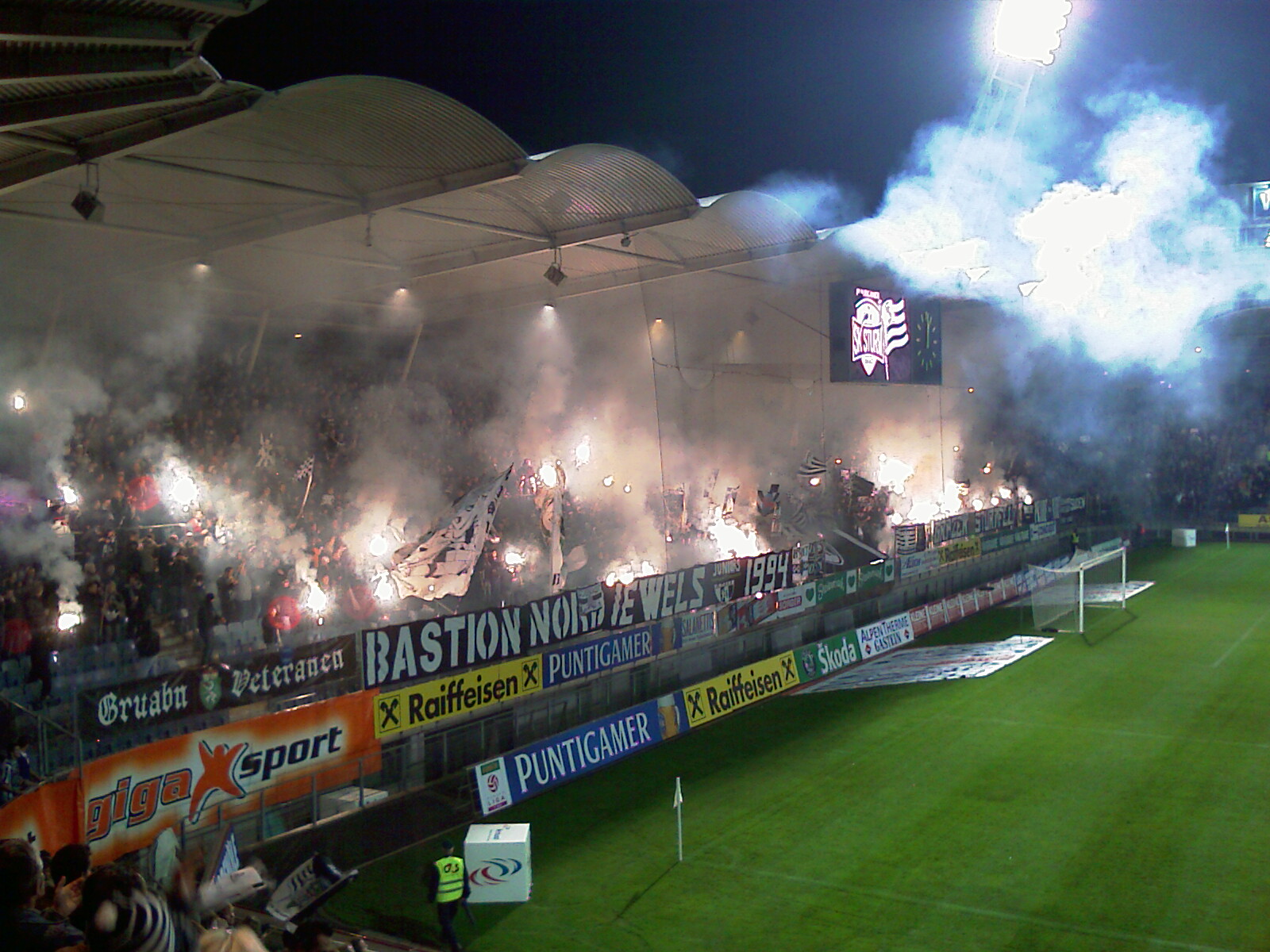
Choreographie der Fanklubs im neuen Fanblock Nord

Graffiti über die Rivalität zwischen Fans des SK Sturm und des GAK. 1902 bezeichnet hier das Gründungsjahr des GAK.

Choreographie der Fanklubs bei einem der Grazer Stadtderbys (2005)

### Fanklubs
Einer 2008 veröffentlichten Studie des deutschen Marktforschungsinstituts Sport + Markt zufolge rangiert Sturm in der österreichischen Fan-Tabelle hinter Rapid zusammen mit Salzburg mit 360.000 Fans österreichweit auf Rang zwei, europaweit finden sich die Grazer auf Platz 117 mit 410.000 Fans. Die drei größten Fanklubs Sturms sind die Jewels Sturm (1994 gegründet), die Brigata Graz (1994 gegründet) und die Grazer Sturmflut (1996 gegründet).
In der Gruabn sammelten sich die Fanklubs auf der Osttribüne direkt hinter den Trainerbänken. Gesammelt fanden sich diese in der Merkur Arena bis Ende der Saison 2007/08 auf der Südtribüne in den Sektoren 24, 25 und 26 ein. Mit der Saison 2008/09 wechselten die Fanklubs auf die Nordseite des Stadions, auf der auch eine Aufstockung der Fansektoren von drei auf fünf Sektoren erfolgte. Seit diesem Zeitpunkt befindet sich der Gästesektor im südöstlichen Sektor 27, die Sturm-Fans finden sich auf der Nordseite in den Sektoren 9, 10, 11, 12 und 13 wieder. Neben den drei großen Fanklubs befinden sich nun auch alle kleineren Fanklubs im Norden der Arena (auf der Nordkurve) – wie etwa die Generation Chaos, Tifosi Neri, Bastion Nord, Unita 2011, Black Storm, Extrema Langenwang, Schwarz-weißer Süden (SWS) uvw.

#### Kollektiv 1909
Die Fanklubs Brigata Graz, Jewels Sturm, Grazer Sturmflut, Bastion Nord, Generation Chaos und Tifosi Neri bilden zusammen das Kollektiv 1909, ein Verein zur Förderung der Fankultur des SK Sturm Graz. Durch Online-Artikel werden Pläne zu Spieltagen, diverse Ankündigungen, Berichte sowie Stellungnahmen zu aktuellen Themen auf ihrer Website und auf Social-Media-Kanälen veröffentlicht. An Heimspielen werden am sogenannten Schwarzen Brett diese Themen dann analog plakatiert.
Unter dem Projektnamen Freiheit für Sturm! kämpften die Sturmfans bereits 2011 für ein werbefreies Sturm Graz-Logo mittels Aussendungen, Spruchbändern oder etwa Choreografien. Damals war der Hauptsponsor Puntigamer stets im Vereinswappen inkludiert. 2012 gelang dann der Erfolg für das Kollektiv: durch einen Antrag bei einer Mitgliederversammlung wählten 62 % für eine Entfernung des Sponsors im Wappen sowie Vereinsnamen. Das Wappen wurde schnell „befreit“, doch der Name Puntigamer ist bis heute noch fester Bestandteil im offiziellen Vereinsnamen.
Eines ihrer größten Projekte ist Schwoaze Helfen, ein seit 2017 bestehender gemeinnütziger Verein für die Koordination von Spendenaktionen. Dabei werden unter anderem sozial Bedürftige und von Schicksalsschlägen betroffene Fälle aus der Umgebung finanziell unterstützt. Im Jahr 2022 sammelten die Anhänger gut 94.000 € für den guten Zweck. In Folge des Ukraine-Krieges zeigten die Anhänger Solidarität mit betroffenen Ukrainern und sammelten bei mehreren Spielen Becherspenden in der Höhe von ca. 14.700 € (Stand: August 2022).
Die aktuell größte Initiative ist „Sturm braucht eine Heimat!“, bei der die Sturmfans aktiv für ein eigenes Stadion-Liebenau kämpfen. Im Moment befindet sich die Merkur Arena im Besitz der Messe Congress Graz Betriebsgesellschaft m.b.H. Die letzten Spielzeiten mussten sie nämlich das Stadion mit dem Stadtrivalen des GAK teilen, in der Europa League hat sogar der Wolfsberger AC seine Spiele in Graz-Liebenau ausgetragen. Argumente sind u. a. die fehlende Weiterentwicklung des Vereins und die fehlenden Möglichkeiten, das Stadion zu renovieren. Außerdem entgingen dem Verein wichtige finanzielle Erlöse. Das Heimatgefühl durch fehlendes „Schwarz-weiß“ ist somit nicht gegeben. Die Anhänger fühlen sich durch die Politik im Stich gelassen.

#### Fanfreundschaften
Teile der Nordkurve pflegen Fanfreundschaften zu den deutschen Vereinen Karlsruher SC und Werder Bremen sowie zu den Italienern des Pisa Sporting Club und vom Carrarese Calcio. Des Weiteren bestanden früher auch Kontakte zu den Tifosi des slowenischen Klubs NK Maribor.

#### Rivalitäten
Rivalitäten entwickelten sich vor allem zum Stadtrivalen Grazer AK (GAK). Seitdem 1920 zum ersten Mal eine gemeinsame steirische Meisterschaft, unter anderem mit dem GAK, ausgetragen wurde, stieg die Rivalität kontinuierlich – nicht nur am Fußballplatz ging es heiß her, sondern auch durch Fans auf den Straßen in Form von Auseinandersetzungen und Graffiti (siehe Grazer Derby). Mit der Teilnahme an der österreichischen Bundesliga und den ersten zählbaren Erfolgen (Meistertitel und Cupsiege) entwickelten sich weitere Rivalitäten zu den Wiener Großvereinen FK Austria Wien und SK Rapid Wien sowie zu SV Austria Salzburg und FC Wacker Innsbruck. Nach der Übernahme der SV Austria Salzburg durch den Red-Bull Konzern stieg auch die Rivalität zu den Salzburgern FC Red Bull Salzburg.

### Anhängerklub
Der Anhängerklub des SK Sturm wurde 1954 gegründet, als der SK Sturm erstmals aus der Staatsliga A absteigen musste. Erster Präsident war HR Cornelius Gragger. Ziel des Klubs war es, alle Idealisten in Schwarz-Weiß zu sammeln und alles für den Wiederaufstieg zu tun, unter anderem Schlachtenbummelfahrten oder Spendenaktionen zu organisieren. Trotz des Wiederaufstiegs 1955 musste Sturm bereits 1958 später wieder absteigen. Der zweite Präsident, Herbert Troger sen., schaffte es, die Auflösung des Anhängerklubs zu verhindern. 1960 trat der Anhängerklub erstmals groß ins Rampenlicht, als der Klub den neuen Trainer János Szép mittels einer Spendenaktion finanzierte. In den 1960er-Jahren teilte sich die Aktivität des Anhängerklubs: Einerseits die Mitfinanzierung des Sturm-Budgets durch so genannte „Schlachtenbummlerfahrten zu den Auswärtsspielen“. Andererseits bemühte der Anhängerklub sich um die Förderung des Sturm-Nachwuchses mit Spenden, der Organisation und Finanzierung von Turnieren, dem Erwerb von Trainings- und Spielutensilien und der Bereitstellung von Weihnachtsgeschenken für die Nachwuchsspieler.
Seit 1969 organisiert der Anhängerklub des SK Sturm ein Preisschnapsen, bei dem die beträchtlichen Einnahmen zur Gänze an den Sturm-Nachwuchs gingen, ab 1971 übernahm der Klub die Ausrichtung des Sturm-Balles, ab 1972 (bis zur Ära Kartnig 1992) die Organisation der Klubweihnachtsfeiern.
Auch taten die Klubmitglieder alles, um den SK Sturm am Leben zu halten: 1973, aufgrund der Maul- und Klauenseuche, setzten die Mitglieder eine Protestnote, 1974 (als daran gedacht wurde den SK Sturm und den GAK zu einem FC Graz zu fusionieren) wurde eine Urabstimmung vorbereitet, 1975 wurden 20 Busse zum Auswärtsspiel in Szombathely gegen Haladas organisiert.
Der organisierte Sturm-Ball wurde zu einer Großveranstaltung, weswegen der Ball von den Kammersälen ins Brauhaus Puntigam verlegt wurde. Auch heute ist der Anhängerklub noch höchst aktiv für den SK Sturm. Ab 2003 war der langjährige Stadionsprecher Ludwig „Lucky“ Krentl Präsident des Klubs. Im Sommer 2021 übernahm Reinhold Raith das Präsidentenamt.
Die Präsidenten des SK Sturm-Anhängerklubs:
- 1954–1958: Cornelius Gragger (†)
- 1958–1966: Herbert Troger sen. (†)
- 1966–1967: Herbert Denk (†)
- 1967–1985: Herbert Troger sen. (†)
- 1985–2002: Hugo Seidl (†)
- 2003–2021: Ludwig „Lucky“ Krentl (†)
- seit 2021: Reinhold Raith

## Titel und Erfolge

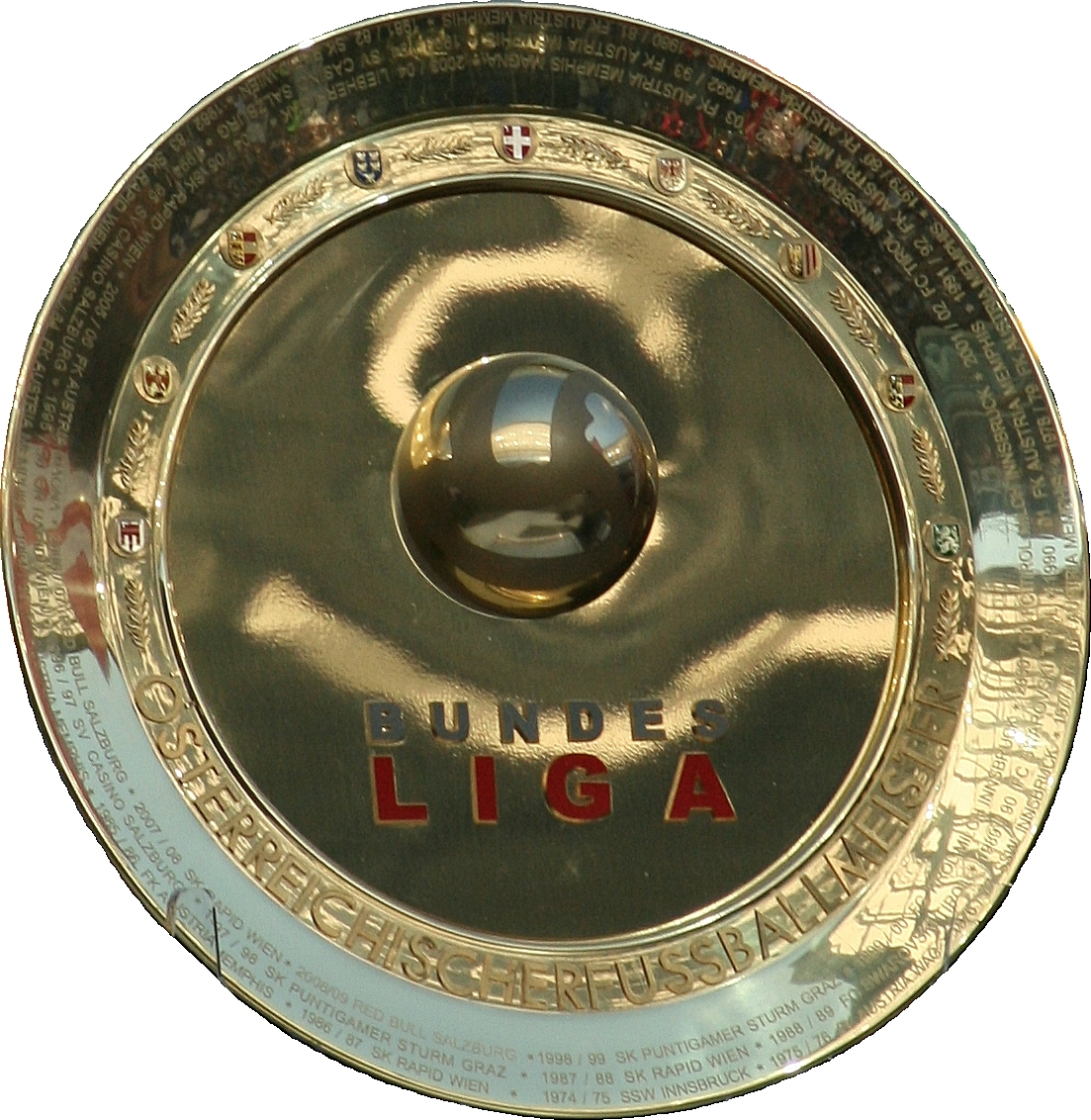
Fünfmal konnte der SK Sturm bislang den österreichischen Meistertitel gewinnen.

### International
- Europapokal
  - Viertelfinale Europapokal (2): 1976 (Cup der Cupsieger), 1984 (UEFA-Cup)
- UEFA Champions League
  - Teilnahme an der Champions League (4): 1999, 2000, 2001, 2025
- UEFA Intertoto Cup: 2008

### National
- Österreichische Meisterschaft
  - Österreichischer Profimeister (5): 1998, 1999, 2011, 2024, 2025
  - Österreichischer Amateurmeister (1): 1934
  - Österreichischer Vize-Profimeister (8): 1981, 1995, 1996, 2000, 2002, 2018, 2022, 2023
- Österreichischer Cup
  - Österreichischer Cupsieger (7): 1996, 1997, 1999, 2010, 2018, 2023, 2024
  - Österreichischer Cupfinalist (4): 1948 (Bundesländer-Cup), 1975, 1998, 2002
- Österreichischer Supercup
  - Österreichischer Supercupsieger (3): 1996, 1998, 1999
  - Österreichischer Supercupfinalist (2): 1997, 2002
- Meisterschaft des Deutsch-Alpenländischen Fußballverbandes
  - Meister (3): 1913, 1914, 1919

### Regional
- Steirischer Landesmeister (11/Rekordmeister): 1921, 1923, 1925, 1934, 1936, 1937, 1941, 1946, 1947, 1948, 1949
- Steirischer Cupsieger (9/Rekordsieger): 1932, 1933, 1936, 1937, 1938, 1946, 1947, 1948, 1949

### Torschützenkönige
| Spieler       | Saison    | Tore |
| ------------- | --------- | ---- |
| Gernot Jurtin | 1980/81   | 21   |
| Božo Bakota   | 1981/82   | 24   |
| Ivica Vastić  | 1995/96   | 20   |
| Ivica Vastić  | 1999/2000 | 32   |

### Rekordspieler

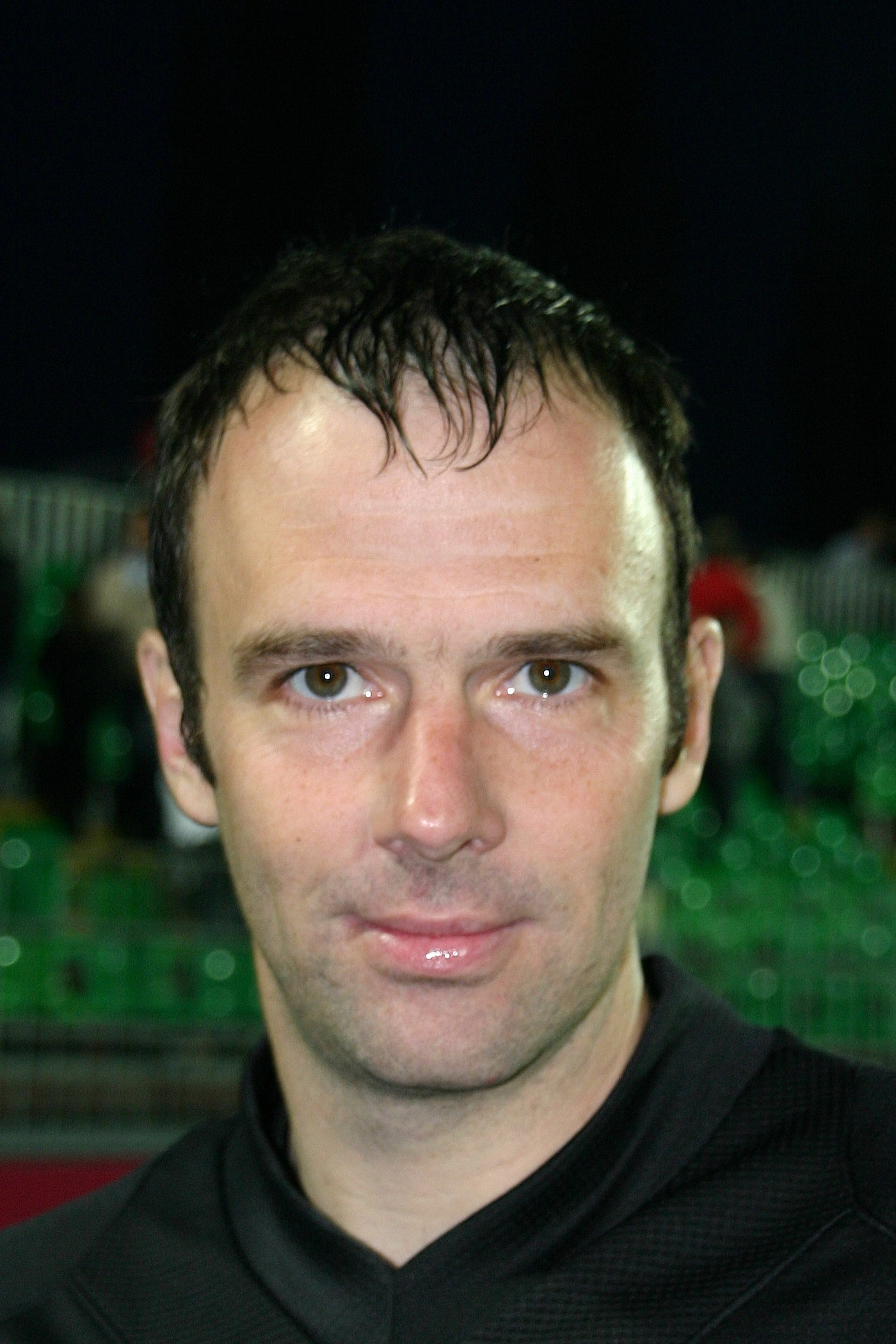
Mario Haas bestritt für den SK Sturm Graz 543 Spiele und erzielte dabei 173 Tore.

(Stand: 10. Dezember 2018)
| Meiste Spiele               | Meiste Tore            |
| --------------------------- | ---------------------- |
| 1.0Mario Haas: 543          | 1.0Mario Haas: 173     |
| 2.0Günther Neukirchner: 511 | 2.0Ivica Vastić: 152   |
| 3.0Andy Pichler: 433        | 3.0Gernot Jurtin: 125  |
| 4.0Rudolf Schauss: 405      | 4.0Božo Bakota: 90     |
| 5.0Gernot Jurtin: 397       | 5.0Arnold Wetl: 59     |
| 6.0Walter Saria: 336        | 6.0Hannes Reinmayr: 58 |
| 7.0Christian Gratzei: 318   | 7.0Imre Szabics: 57    |
| 8.0Ivica Vastić: 312        | 8.0Roman Kienast: 55   |
| 9.0Arnold Wetl: 306         | 9.0Kurt Stendal: 55    |
| 10.0Heinz Thonhofer: 300    | 10.0Hubert Kulmer: 55  |

## Europacup-Spiele
1968 trat der SK Sturm erstmals international an: Im Mitropacup trafen die Grazer in Runde eins auf Vasas Budapest und unterlag nach einer 3:4-Niederlage auswärts zu Hause mit 1:2.
Einen ersten großen Erfolg verzeichneten die Schwarz-Weißen 1983/84, als im UEFA-Cup erst im Viertelfinale Schluss war. Dieses Jahr ging als das UEFA-Cup-Märchen in die Vereinsgeschichte ein. Stark umstritten war das Rückspiel, als nach einem Kopfballduell in der Verlängerung beim Gesamtscore von 2:2 der sowjetische Schiedsrichter gegen Sturm einen Elfmeter verhängte. Ebenso strittig war im Dezember 1999 ein UEFA-Cup-Spiel gegen den AC Parma, wo wiederum eine Schiedsrichterentscheidung den Italienern schlussendlich zum Aufstieg verhalf.
Die erfolgreichste Europa-Cup-Saison spielte Sturm Graz in der Saison 2000/01, als die Schwarz-Weißen die erste Gruppenphase der Champions League vor Galatasaray Istanbul gewinnen konnte und in der zweiten Gruppenphase den dritten Gruppenplatz belegte.

## Derby-Bilanz gegen den Grazer AK
Zwischen 1920 und heute trafen der SK Sturm und der GAK bislang 197 Mal aufeinander, davon gab es 185 Duelle in der Meisterschaft (130 auf Profi-Ebene und 55 auf Amateur-Ebene in der Steirischen Liga).
Nach dem 130. Grazer Stadtderby (Derbys auf Profi-Ebene seit 1951) sieht die Derbybilanz folgendermaßen aus:
| Spiele | Siege Sturm | Unentschieden | Siege GAK | Tordifferenz (aus Sturm-Sicht) |
| 130    | 42          | 42            | 46        | 167:172                        |

## II. Mannschaft
Die II. Mannschaft des SK Sturm Graz spielt seit 2002 in der drittklassigen Regionalliga Mitte. In der Saison 2021/22 gelang der Meistertitel in der Regionalliga Mitte und der Aufstieg in die 2. Liga.

## Ehemalige Abteilungen
Der SK Sturm Graz wurde als Grazer Fußballclub „Sturm“ gegründet. 1920 erfolgte jedoch die Umbenennung in Grazer Sportklub „Sturm“, da ab Februar desselben Jahres zusätzlich eine Leichtathletik- und Handballsektion (inklusive einer Frauenmannschaft) unterhalten wurde. 1921 folgte noch eine Box-, in den 1930er-Jahren eine Tennissektion. Heute besteht nur mehr die von Anfang an forcierte Fußballmannschaft.
Einen Erfolg feierte die Handballsektion Ende der 1920er-Jahre, als sie Herbstmeister im Feld-Handball wurden, trotz starker Konkurrenz.